# Mainzer Dom

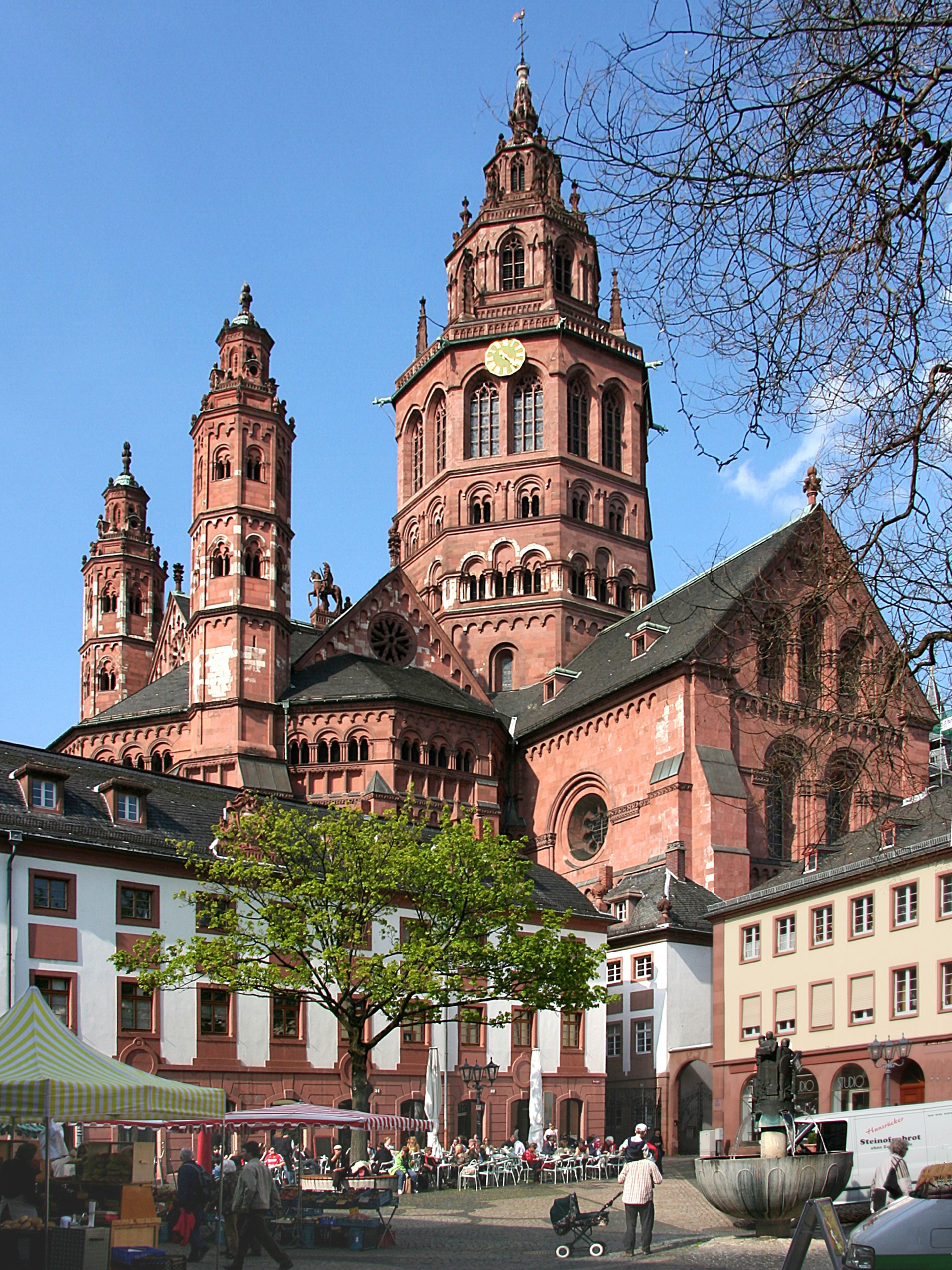
Der Mainzer Dom aus Richtung Leichhof im Südwesten. Blick auf den Westturm mit dem steinernen Turmhelm von Franz Michael Neumann. Links die beiden Treppentürmchen, die den Chor einrahmen. Zwischen den Türmen das Reiterstandbild des heiligen Martin.

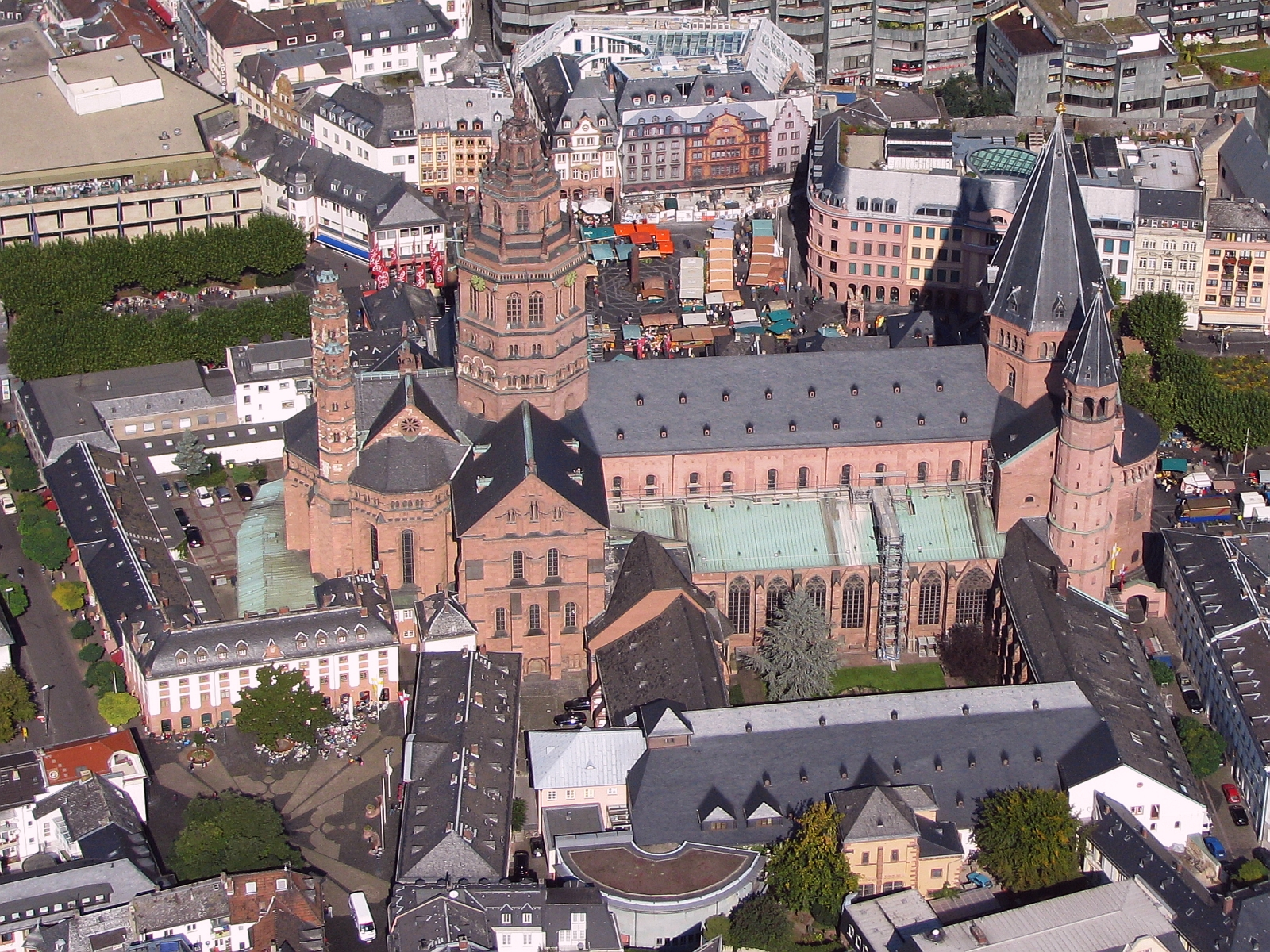
Luftbild von Süden: der Hohe Dom zu Mainz in der Altstadt mit den Domplätzen Leichhof (u. l.), Höfchen (o. l.), Markt (o.) und Liebfrauenplatz (o. r.)

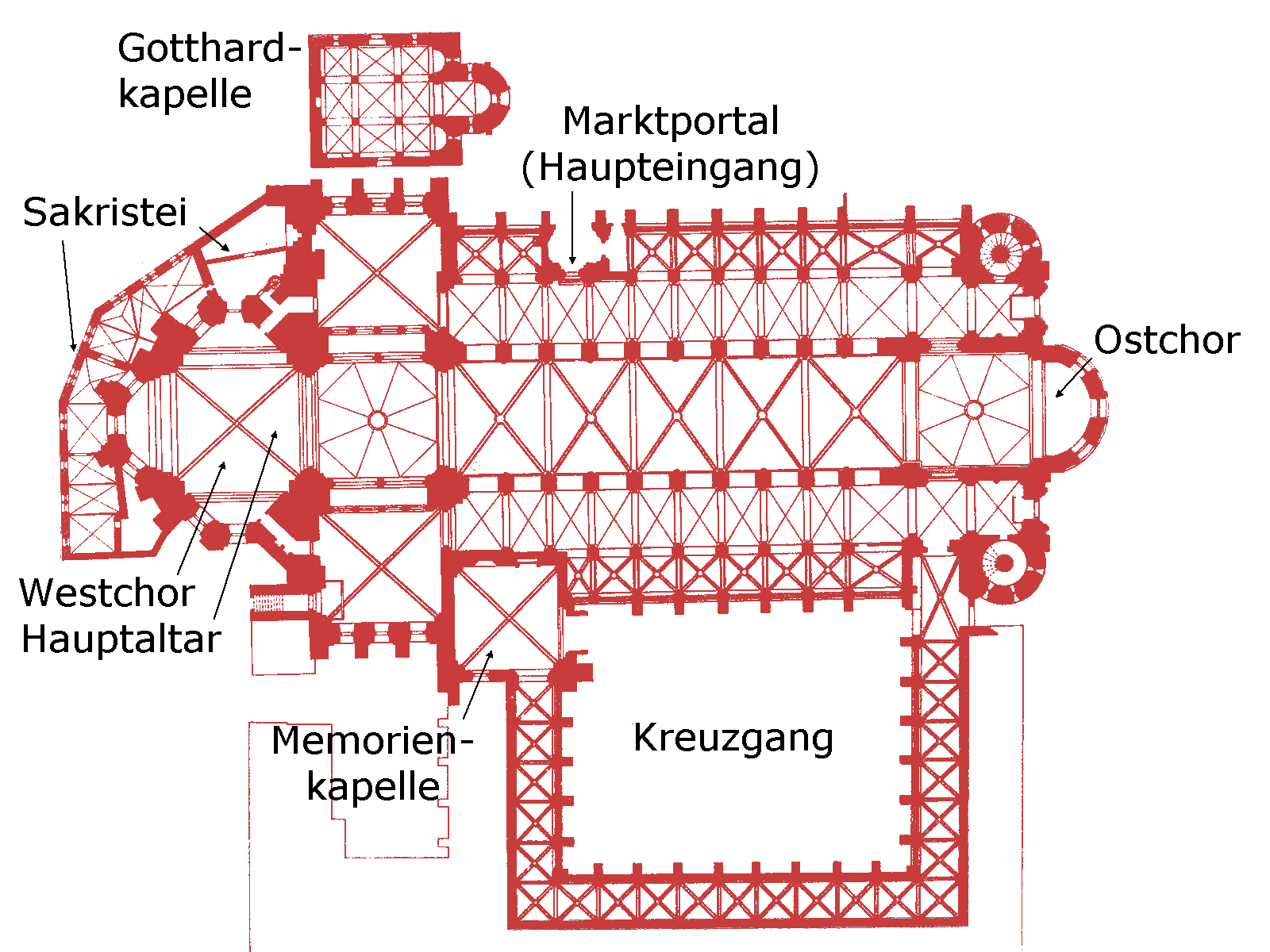
Grundriss: Doppelchoranlage

Der Hohe Dom St. Martin zu Mainz, kurz Mainzer Dom, ist die Kathedrale (Bischofskirche) der römisch-katholischen Diözese Mainz und steht unter dem Patrozinium des heiligen Martin von Tours. Der Ostchor ist dem Hl. Stephan gewidmet. Der zu den Kaiserdomen zählende Bau ist in seiner heutigen Form eine dreischiffige romanische Pfeilerbasilika, die in ihren Anbauten sowohl romanische als auch gotische und barocke Elemente aufweist.

## Vorgängerbauten
Ab wann die Mainzer Kirche eine bischöflich verfasste Kirche war, lässt sich nicht mehr abschließend klären, da die vorhandenen Bischofslisten aus alter Zeit allesamt zweifelhaft sind. Demnach ist auch unklar, wann es die erste Kathedrale in der Stadt gab. Allerdings ist aus historischen Quellen wie der des Geschichtsschreibers Ammianus Marcellinus bekannt, dass in der Stadt im 4. Jh. eine größere Gemeinde existiert haben muss, für die eine bischöfliche Leitung anzunehmen ist. Der Bericht des Ammianus über die Plünderung der Stadt im Jahr 368 erwähnt eine christliche Gemeinde, die bei der Feier eines Festes, vermutlich des Osterfestes, überrascht worden sei. Diese Feier hätte in der Kathedrale stattgefunden.
Erster sicher bezeugter Bischof war im 6. Jahrhundert Sidonius († nach 580). Seine Kirche trug bereits das Patrozinium des fränkischen Staatsheiligen Martin von Tours. Lage und Größe dieser Kirche sind jedoch unbekannt. Die archäologischen Befunde geben nur wenig Auskunft, genauere Untersuchungen und Ausgrabungen haben in den vergangenen Jahrzehnten nicht stattgefunden. Da es aber eine reiche Quellenlage gibt, sind Standort und Umfang der Kathedrale und ihrer Nebenbauten Gegenstand beständiger Diskussionen. Die bekannteste Diskussion ist die um eine „Kathedralgruppe“ innerhalb der Stadtmauern, eine Dreiergruppe mit Bischofs-, Seelsorge- und Taufkirche. Außer einem Mauerzug und Estrichresten sowie einem Sarkophag unter der Johanniskirche, die in späteren Jahren auch als „Alter Dom“ bezeichnet wurde, ist von diesem Gebäudekomplex allerdings nichts bezeugt.

## Architektur und bauhistorische Entwicklung

### Willigis-Bardo-Bau

#### Motivation
Erzbischof Willigis (zugleich Erzkanzler des Reiches), dessen Amtszeit 975 begann, veranlasste den Bau eines neuen Domes in ottonischen Formen. Möglicherweise war Willigis zu dem Bau vom Motiv bewegt, sich das Krönungsrecht für den Römisch-deutschen König zu erhalten. Eine genaue Datierung des Baubeginns ist nicht gesichert. Da der Erhalt des Krönungsrechts erst ab etwa 990 in Frage gestellt war, spricht gegen diese Theorie die extrem kurze Zeit bis zur Vollendung des Baus. Als Bauzeit wird eine Zeitspanne von 30 Jahren für möglich gehalten. Andererseits ist die Weihe der Stephanskirche mit 997 datiert und die geringe Wahrscheinlichkeit zweier großer kirchlicher Baustellen gleichzeitig in derselben Stadt spricht für einen Baubeginn erst gegen Ende des 10. Jahrhunderts.
Auch wenn Baubeginn und damit verbundene Motive nicht mehr belegt werden können, so kann jedoch mit Sicherheit gesagt werden, dass pastorale Erwägungen dem Dombau nicht zugrunde lagen. Zur Amtszeit des Willigis, der am Hofe Ottos I. gedient hatte und der neben seiner Funktion als Erzbischof auch Reichserzkanzler des Heiligen Römischen Reiches war, prosperierte die Stadt Mainz wegen ihrer neuen Bedeutung als Residenz des wichtigsten Reichsfürsten und Politikers und hatte einige tausend Einwohner, für die es in Mainz allerdings mehr als ausreichend Pfarrkirchen gab.
Der Neubau war als Staatsdom gedacht, nicht als bloße Gemeindekirche. Er sollte also nicht in erster Linie den Gläubigen dienen, sondern den Status des Erzbischofs als Reichserzkanzler und Königskröner im ottonischen Reich repräsentieren und die Bedeutung der Mainzer Kirche als „zweites Rom“ erkennbar machen. Entsprechend lehnte sich die Ausführung des Baus auch an die alte Peterskirche in Rom an.

#### Standort des neuen Doms

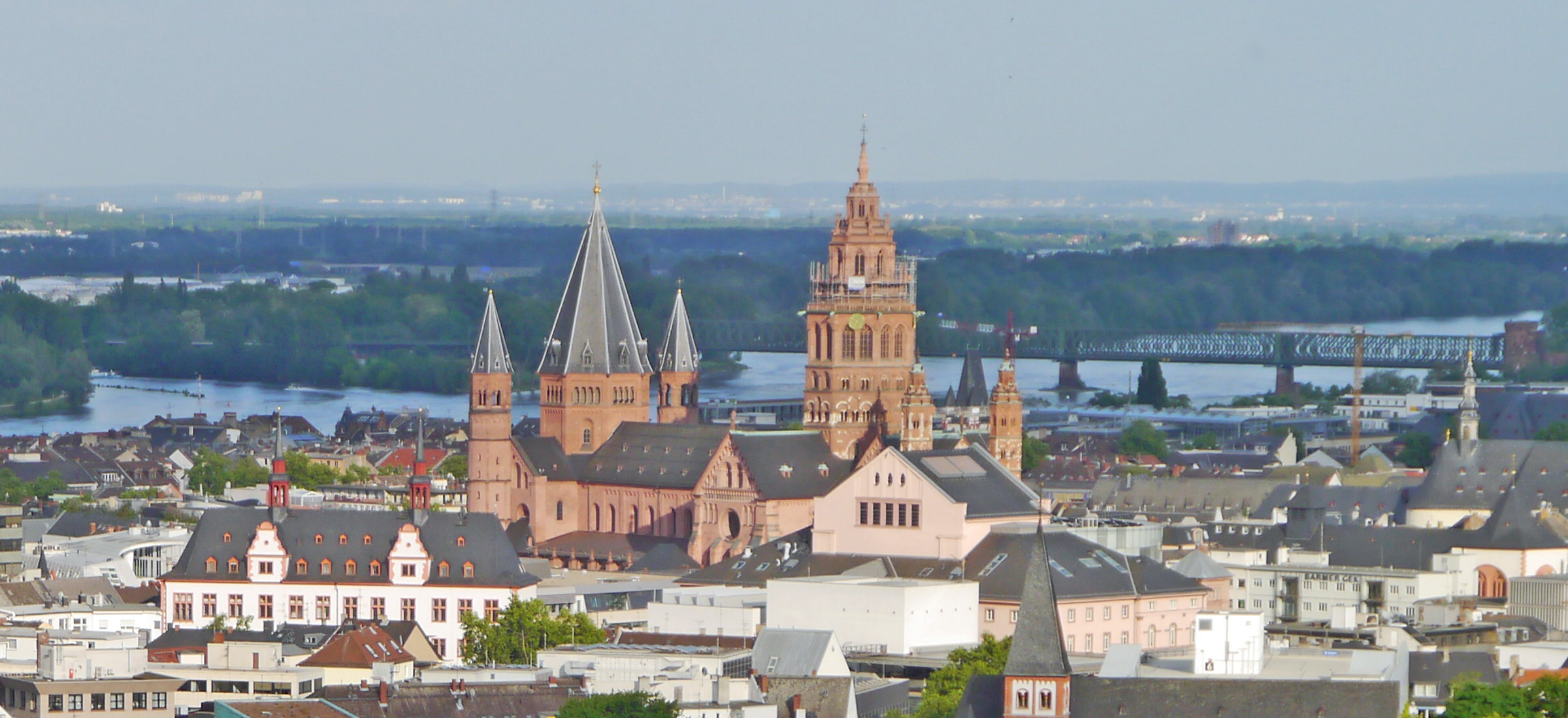
Der Dom vom Bonifaziusturm A aus gesehen

Willigis ließ seinen Dom auf eine Brache vor dem damaligen Stadtkern bauen. In römischer Zeit hatte sich dort noch eine Siedlung befunden, die in fränkischer Zeit vermutlich aufgegeben worden war. Unter dem Dom sind Mauerreste aus römischer Zeit nachweisbar. Lange Zeit wurde vermutet, der Dom stehe auf Resten römischer Tempelanlagen. Die archäologischen Befunde widerlegen diese Ansicht jedoch. Der neue Dom löste einen Vorgängerbau ab, der sich – wie oben beschrieben – in unmittelbarer Nähe befunden haben könnte. Dabei kann es sich um die auch weiterhin als Alter Dom („Aldedům“) bezeichnete Johanniskirche gehandelt haben. Durch eine Überlieferung war bekannt, dass der von 1011 bis 1021 amtierende Erzbischof Erkanbald im Alten Dom von Mainz begraben sei. 2019 wurde ein Sarkophag entdeckt, dessen exponierte Lage mitten in der Kirche und die Ausführung des Sarkophags auf einen hohen kirchlichen Würdenträger hindeuteten. Nach der C14-Methode konnte der Bestattete mit einer Abweichung von ±20 Jahren auf das Jahr 1000 datiert werden.
Ohnehin war die vor der Stadt gelegene und bereits aus spätrömischer Zeit stammende Klosterkirche St. Alban zu dieser Zeit bereits seit fast zwei Jahrhunderten die bedeutendste Kirche des Erzbistums. Dort fanden, da die Kirche mit etwa 75 m Länge für die damalige Zeit erstaunlich groß war, alle wichtigen Synoden und Versammlungen statt. Auch die Mainzer Erzbischöfe wurden damals meist dort begraben.

#### Ausführung
Die Rekonstruktion des Willigisdoms ist von der Schwierigkeit geprägt, dass der Bau erstens nur sehr kurz in seinem Urzustand existierte und zweitens archäologische Untersuchungen nur in unzureichendem Maße vorgenommen wurden. Gleichwohl reichten Ausgrabungen auf dem Liebfrauenplatz und Erkenntnisse während der großen Domsanierung 1925–1928 aus, um den Bau des Willigis in seinen Grundzügen beschreiben zu können.

##### Vorkirche im Osten

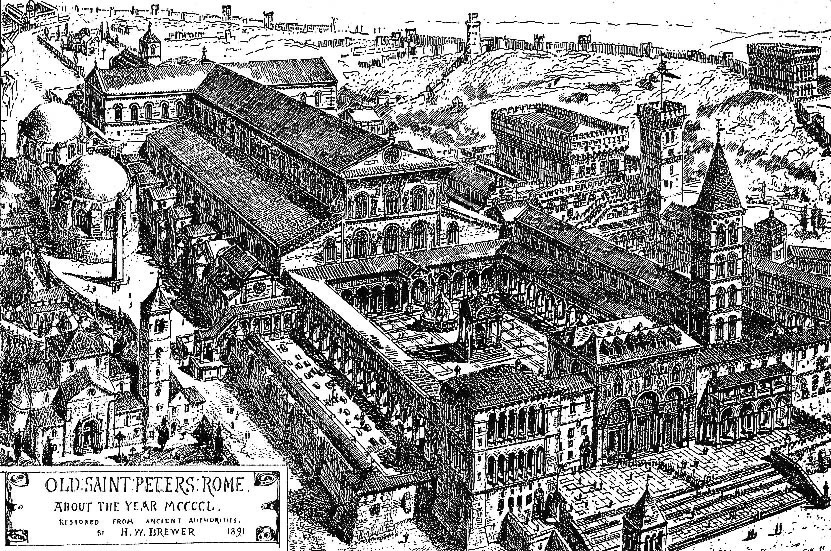
Alt-St. Peter in Rom mit Kolonnadengängen zwischen Vorkirche und Kirche

Im Osten erhob sich eine Vorkirche, die mit dem eigentlichen Dombauwerk verbunden war. Der Umfang dieses Vorbaus lässt sich durch die bei Ausgrabungen vorgefundenen Fundamente recht gut bestimmen. Ganz im Osten stand demnach ein rechteckiger etwa 13,50 m breiter Turm, der eine innen halbkreisförmige, nach außen aber rechteckig ummantelte Apsis umschloss. Dahinter schloss sich ein rund 31 m breiter, 11 bis 12 m langer Querbau an. Dieses Ensemble bildete wohl die eigentliche Vorkirche. Mit dem Dom war es durch zwei niedrige 41 m lange Kolonnadengänge verbunden, die im Grundriss wie eine Verlängerung der Seitenschiffe des Doms wirken. Hier tritt die Ähnlichkeit mit Alt-St. Peter in Rom besonders stark zu Tage.
Die Kolonnaden und auch die Vorkirche wurden bei der Brandkatastrophe von 1009 zerstört, an der Idee einer dem Dom vorgelagerten Kirche wurde dennoch festgehalten. Hier entstand später die große Stiftskirche St. Maria ad Gradus (Liebfrauenkirche).

##### Ostbau und Ostchor
Der Ostbau bestand aus einem Querhaus, das im Norden und Süden von je einem Treppenturm begrenzt wurde. Das Motiv der Treppentürme übernahm Willigis vermutlich von der Pfalzkapelle in Aachen. Es findet sich an der nach 1000 begonnenen Michaelskirche in Hildesheim wieder, die auch sonst viele Ähnlichkeiten mit dem Willigisdom aufweist. Der Bau war so breit wie das Langhaus und war dreigliedrig, das Mittelschiff schloss ein querrechteckiger, die Seitenschiffe ein quadratischer Gebäudeteil ab. Flankiert wurde der Ostbau von zwei Türmen mit wahrscheinlich vier geschlossenen Geschossen und einem offenen Arkadenabschluss. Die vier Geschosse der beiden Türme gehören zu den noch existenten Resten des Willigisbaus. Die Türme wurden später mehrmals erhöht bzw. nach Zerstörungen rekonstruiert, zum ersten Mal schon unter dem Willigis-Nachfolger Bardo.
Die quadratischen Abschlüsse der Seitenschiffe waren jeweils bis zum dritten Geschoss des benachbarten Flankenturms aufgeführt. In ihnen hat sich in Form zweier Räume ebenfalls Bausubstanz aus dem Willigis-Dom erhalten. Vermutlich war es ein Archiv- und ein Sakristeiraum. Sie waren nicht von den Treppentürmen, sondern vom Mittelbau aus begehbar, was die Existenz entsprechender Emporen dort voraussetzt.
Der Mittelbau selbst war höher, Rekonstrukteure gehen von einem Turm ähnlich wie in Minden oder Hildesheim aus, der zur Aufnahme der Glocken gedacht war. Im Mittelbau aufgestellte Altäre begründeten die Tradition des Ostchors und somit die Gestaltung des Mainzer Doms als Doppelchoranlage.
Strittig war lange die Frage, ob der Dombau des Willigis bereits eine Ostapsis hatte. Die unterschiedlichen Auffassungen hinsichtlich des Aussehens ergaben sich daraus, dass aus jener Zeit keine Fundamente einer Ostapsis erhalten sind. Der Dom müsste demnach einen flachen Abschluss im Osten besessen haben, möglicherweise mit einem Mittelportal und einem rechteckigen Mittelturm. Die Gegenmeinung schließt aus bauhistorischen Erwägungen und schriftlichen Überlieferungen auf ein Vorhandensein einer Ostapsis bereits im Urbau des Willigis. Die Fundamente könnten bei den späteren Umbauten ersetzt worden sein. Mittlerweile wird die These von der Ostapsis aber wohl mehrheitlich abgelehnt.
Der Sinn beziehungsweise die Idee, die hinter der Bauform des Domes mit Doppelchor steckt, ist bisweilen umstritten. Früher wurde häufig angenommen, die beiden gegenüberliegenden Chöre dienten der Versinnbildlichung von sacerdotium im Westen und imperium im Osten, also geistlicher (verkörpert durch den Bischof) und weltlicher (verkörpert durch den König) Gewalt. Diese These ist jedoch nicht belegbar. In neueren Schriften wird daher angenommen, dass die Doppelchoranlage liturgische Gründe hatte. Sie ermöglichte feierliche Prozessionen zwischen den beiden Chören. Zunächst wurden beide Chöre gleichwertig nebeneinander genutzt. Später diente der Ostchor meist als Ort für die Messen der Dompfarrei, der Westchor (Hauptchor) als Bischofschor für die Pontifikalämter oder für die Gottesdienste des Domstifts. Mit der Verlegung aller großen Gottesdienste in den Westchor verlor der Ostchor an Bedeutung. Heute findet dort die Stundenliturgie des Domkapitels statt.

##### Langhaus und Vierung
Das Langhaus des Willigisdoms war eine dreischiffige basilikale Anlage. Die Wände wurden wahrscheinlich von Säulen getragen. Aufgrund der erhaltenen Fundamente kann präzise auf eine lichte Länge von 57,60 m geschlossen werden. Das Mittelschiff war 13,60 m, die beiden Seitenschiffe waren je 7,70 m breit. Nicht mehr eindeutig zu bestimmen und daher Gegenstand bauhistorischer Mutmaßungen ist die ursprüngliche Höhe des Langhauses.
Im Westen öffnete sich das Langhaus zu einem ungewöhnlich weit ausladenden Querhaus. Die Fundamente sind dort nicht mehr erhalten, wohl aber Teile des nördlichen Gebäudeabschlusses, die heute die Südwand der Gotthardkapelle bilden. Sie sind dort die einzigen oberirdischen Reste des Willigisdoms. Aus der so zu ermittelnden Breite des Querhauses ergibt sich, dass der Bau nicht wie üblich ein Querhaus aus drei Quadraten mit der Seitenlänge der Mittelschiffbreite (also 13,60 m) hatte, sondern vier. Das Querhaus war damit in etwa so breit wie das Langhaus lang war, nämlich 200 römische Fuß. Die Fluchten der Mittelschiffswände setzten sich bis zur Westwand des Querhauses fort und gliederten es durch die Säulen in ein Quadrat und zwei Rechtecke (sogenannte „ausgeschiedene Vierung“). Allerdings ist der Fundamentplan aus den 1920er Jahren an dieser Stelle nicht eindeutig, so dass keine hundertprozentige Sicherheit hinsichtlich der Vierung besteht. Die Frage ist nicht unbedeutend, weil von ihrer Beantwortung abhängt, ob der Dom des Willigis bereits einen westlichen Vierungsturm hatte.

##### Hauptchor im Westen

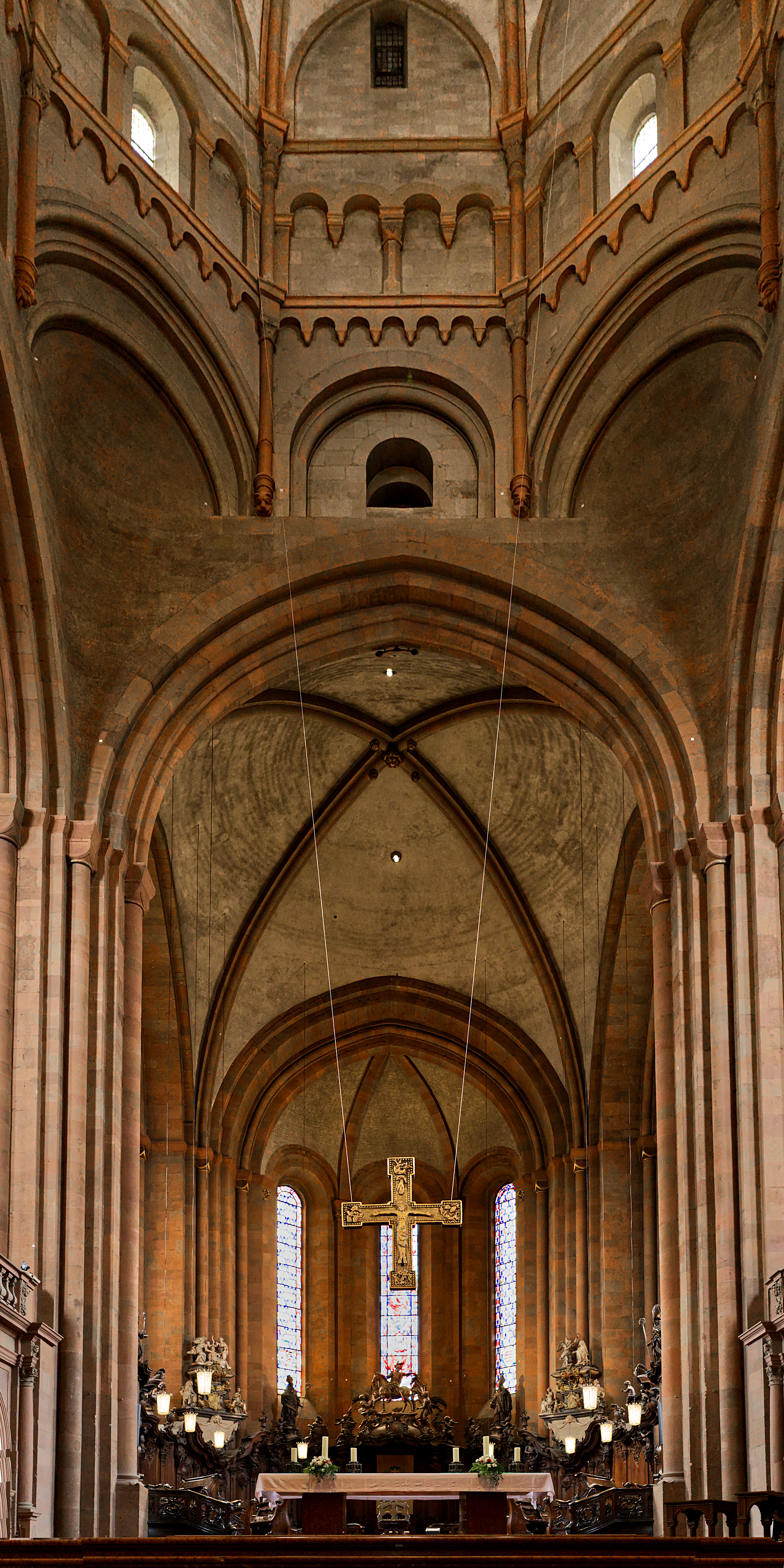
Westchor des Mainzer Doms mit Blick in die Westseite der Vierungskuppel

Im Gegensatz zu den meisten Kirchenbauten jener Zeit, deren Hauptchor stets gen Osten gerichtet war, ließ Willigis seinen Dombau westwärts gerichtet erbauen, wie dies auch bei den großen Basiliken Roms der Fall war. Über den Westbau des Willigis kann am wenigsten ausgesagt werden, da die Fundamente dort beim Neubau des Westwerks im 13. Jahrhundert entfernt wurden. Jedoch kann davon ausgegangen werden, dass sich dem Querhaus ein weiteres Chorquadrat anschloss, an das sich dann eine Apsis anfügte. Dies legt die Bauweise des Querhauses und der Standort des Altars im Bardobau nahe, zudem entspräche es anderen Ausführungen in Hildesheim, Gernrode und Hersfeld. Die andere Lösung wäre ein direkter Anschluss der Apsis an das Querhaus, nach dem genauen Vorbild von St. Peter in Rom. Insgesamt maß der eigentliche Dombau mit Chorquadrat um 105 m, die Gesamtanlage kam auf 167 m (570 römische Fuß).

##### Brand von 1009 und Bardo-Bau ab 1031
Am 29. August 1009, dem Tag der Weihe (andere Quellen sprechen vom 28. August), wurde der Bau durch einen Brand zerstört. Ursächlich war vermutlich die Festillumination des Domes anlässlich des Weihetages. Zu solchen Anlässen wurden Kirchen im Mittelalter häufig mit Fackeln beleuchtet.
Unter den beiden unmittelbaren Nachfolgern des Willigis, Erkanbald und Aribo, blieb der ruinierte Dom eine Baustelle. Erst unter Erzbischof Bardo (1031–1051) wurde der Bau erneut vollendet, so dass der Dom am 10. November 1036 in Gegenwart von Kaiser Konrad II. geweiht wurde. Der Dom war nun als Pfeilerbasilika ausgeführt und hatte spätestens zu dieser Zeit eine Apsis im Osten, die allerdings nach den archäologischen Befunden nicht nach Art der heutigen an das Ostquerhaus angefügten Rundapsis anzunehmen ist. Vielmehr kann sie rechteckig und gerade gewesen sein.
Nicht wieder aufgebaut wurden die zur Vorkirche führenden offenen Säulengänge sowie zunächst auch die Vorkirche an sich. Dafür entstanden der Kreuzgang und die Stiftsgebäude um den Dom herum. Aribo war der erste im Mainzer Dom begrabene Erzbischof, sein Grab fand er im Westchor des noch nicht vollendeten Domes. Vor dem Dombau hatten die Erzbischöfe die damals überregional bedeutende große Klosterkirche St. Alban vor den Toren der Stadt als Grablege bevorzugt. Willigis war in seinem zweiten Kirchenbau, der Stephanskirche, begraben worden.

##### Farbliche Gestaltung des Bardo-Baus
Die farbliche Gestaltung des Domes zu jener Zeit ist ein großes Forschungsgebiet des jeweiligen Domkonservators. Erst bei der Renovierung des Ostbaus, der viele Bestandteile des ursprünglichen Baus enthält, wurden 2002 Funde gemacht, die auf das Aussehen des Domes vor den Umbauten Kaiser Heinrichs IV. schließen lassen. Danach war der Dom damals außen weiß verputzt, wobei Lisenen und Gesimse aus rotem und gelbem Sandstein nicht verputzt waren. Das Innere wurde vermutlich in der Mitte des 11. Jahrhunderts unter Erzbischof Bardo geweißt und entsprach meist nicht dem heutigen Baubestand (siehe unten).
Über die Farbgestaltung im Spätmittelalter kann nur spekuliert werden. Vielleicht geben während Sanierungsarbeiten im Rahmen der 2001 begonnenen Domrenovierung gefundene Nachweise Aufschluss. Genauer bekannt ist erst die Farbgestaltung des Barock und des 19. Jahrhunderts (siehe dort).
Vom gesamten Willigis-Bardo-Bau stehen oberirdisch nur noch die Treppentürme im Osten sowie wenige Mauerreste unter anderem an der Südwand der Gotthardkapelle. Der übrige Bau wurde in den weiteren Jahrhunderten schrittweise durch Neubauten ersetzt.

### Ab 1100 Ostchor Kaiser Heinrichs IV.

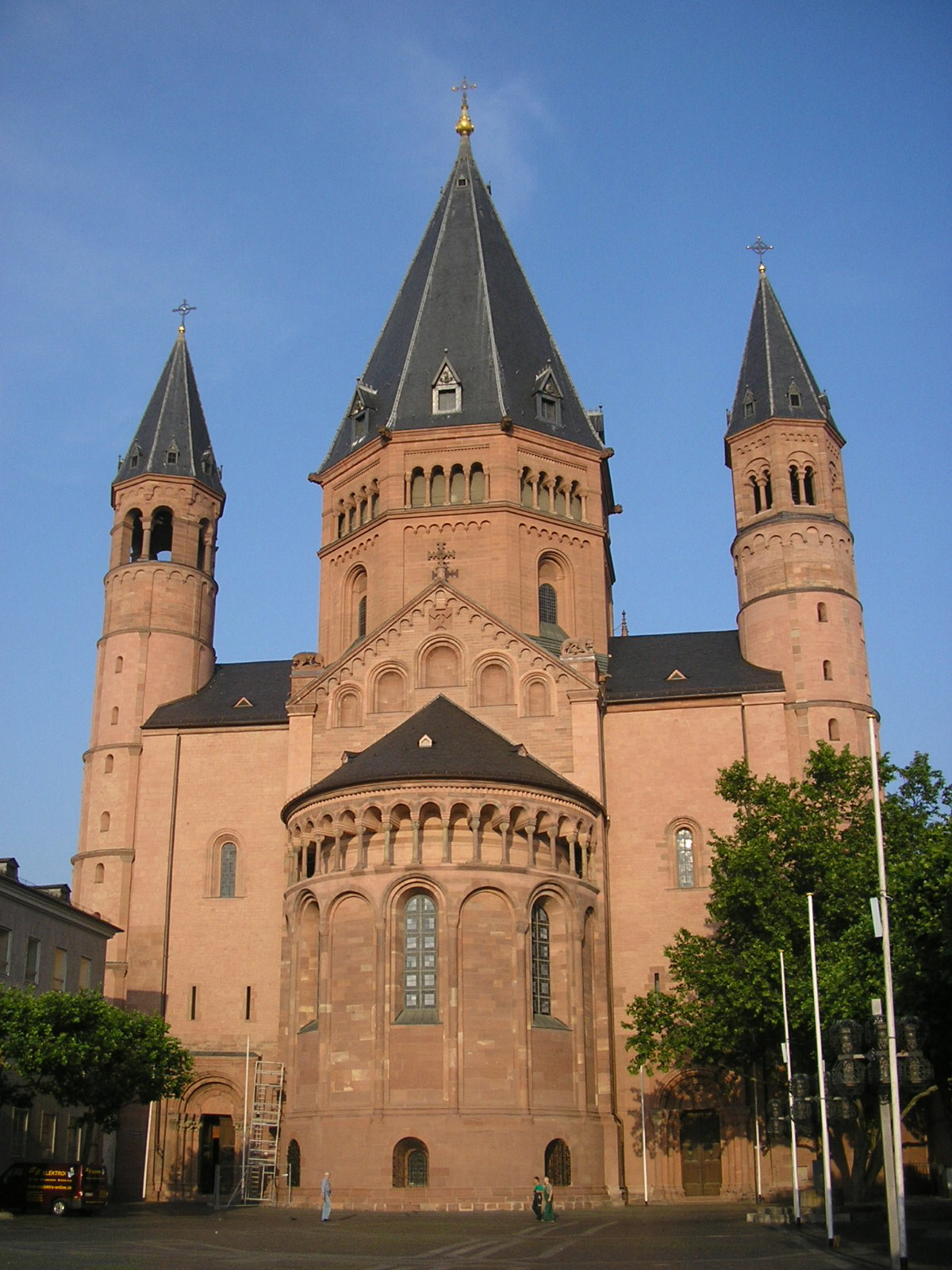
Dom von Osten, am Querhaus Vierungsturm und Flankentürme in einer Reihe (wie schon vorher an der Michaeliskirche in Hildesheim und nach Mainz in Maria Laach). Untere vier Geschosse der Flankentürme noch vom Willigisbau, Mittelturm 1875 neoromanisch umgestaltet

Von großer Bedeutung für die Baugeschichte des Mainzer Doms ist die Förderung durch Kaiser Heinrich IV. Anlass war der Brand von 1081, bei dem der Dom abermals schwer beschädigt wurde. Heinrich IV., der schon den Dom zu Speyer hatte umbauen lassen, begann um 1100 mit dem Aufbau des zerstörten Domes in vom lombardischen Stil geprägten Formen.
Er ließ den alten Abschluss des Ostbaus durch eine Apsis mit großen Blendarkaden und einer Zwerggalerie oberrheinischen Typs ersetzen. Ein solches Element findet sich erstmals am Speyerer Dom, die Ostapsis des Mainzer Doms ist die zweite in diesem Stil. Darüber findet sich ein Giebel mit fünf von rechts und links ansteigend angeordneten Nischen. Dieses Motiv wurde vermutlich gleichfalls vom Speyerer Dom übernommen.
Daneben ersetzten die Baumeister von Heinrich IV. den (vermuteten) quadratischen Turm des Willigis-Bardo Baus durch eine achteckige Kuppel. Dieser mittlere Ostturm wurde im Laufe der Zeit mehrfach erheblich umgestaltet. Die heutige Fassung ist eine Schöpfung von P. J. H. Cuypers aus dem Jahr 1875 (s. u.). Unter dem neuen Ostchor ließ der Kaiser eine dreischiffige Hallenkrypta beginnen, die sich vom Stil her vermutlich ebenfalls an die Krypta des Speyerer Doms anlehnte. Sie wurde jedoch möglicherweise schon während der Bauphase zugunsten eines durchgängigen Bodenniveaus wieder abgebrochen.
Um den neuen großen Turm aufmauern zu können, wurde das östliche Querschiff um mehr als das Doppelte erhöht und fast auf das Doppelte verbreitert. Rechts und links der Apsis wurden zwei große Stufenportale eingebaut, die zu den ältesten ihrer Art gehören. Sie führten in die Seitenschiffe. Über dem Eingangsbereich der Portale lagen zwei weitere Geschosse, die den Ostchor flankierten. Der Verwendungszweck der Räume ist nicht restlos geklärt. Die unteren, die noch aus der Zeit des Willigis stammen (s. o.), könnten Sakristei, Archiv- oder sonstige Abstellräume gewesen sein. Sie waren nach wie vor nur aus dem Chorraum begehbar. Die oberen dürften Kapellenräume gewesen sein, wie sie vergleichbar in der Stiftskirche St. Gertrud in Nivelles, am Essener Münster und am Eichstätter Dom zu finden sind.
Der Tod des kaiserlichen Förderers 1106 bedeutete einen tiefen Einschnitt in die Bauarbeiten. Angefangenes wurde eilig fertiggestellt, anderes ruhte erst einmal oder wurde völlig eingestellt, weil die Ausführenden Magistri Comacini – Steinmetze aus der Lombardei – weiterzogen. Der Tod des Kaisers verleitete seinen Biographen zu prosaischem Wehklagen, das deutlich macht, was des Kaisers Ableben für den Mainzer Dom bedeutete („Heu Mogontia, quantum decus perdidisti, quae ad reparandam monasterii tui ruinam talem artificem amisisti! Si superstes esset, dum operi monasterii tui, quod inceperat, extremam manum imponeret, nimirum illud illi famoso Spirensi monatreio contenderet“ – Wehe Mainz, welche Zierde, welchen Künstler zur Wiederherstellung deiner ruinösen Münsterkirche hast du verloren! Wenn er so lange am Leben geblieben wäre, bis er letzte Hand an den von ihm begonnenen Dombau gelegt hätte, so hätte dieser unstreitig mit dem berühmten Speyerer Dom wetteifern können). Weil mit Heinrich IV. ein Kaiser am Dombau gewirkt hatte, gehört der Mainzer Dom zusammen mit dem Wormser Dom und dem Dom zu Speyer zu den drei rheinischen Kaiserdomen.
Wann die Arbeiten weitergeführt wurden, war Gegenstand vieler Untersuchungen. Anhaltspunkt hierbei ist die reichlich zu findende Bauplastik an der Zwerggalerie der Apsis und den Portalen. Danach wird von einer Entstehungszeit der unvollendeten Teile des Querhauses und der Portale um 1125 bis 1130 ausgegangen.

### Entstehung des heutigen Langhauses

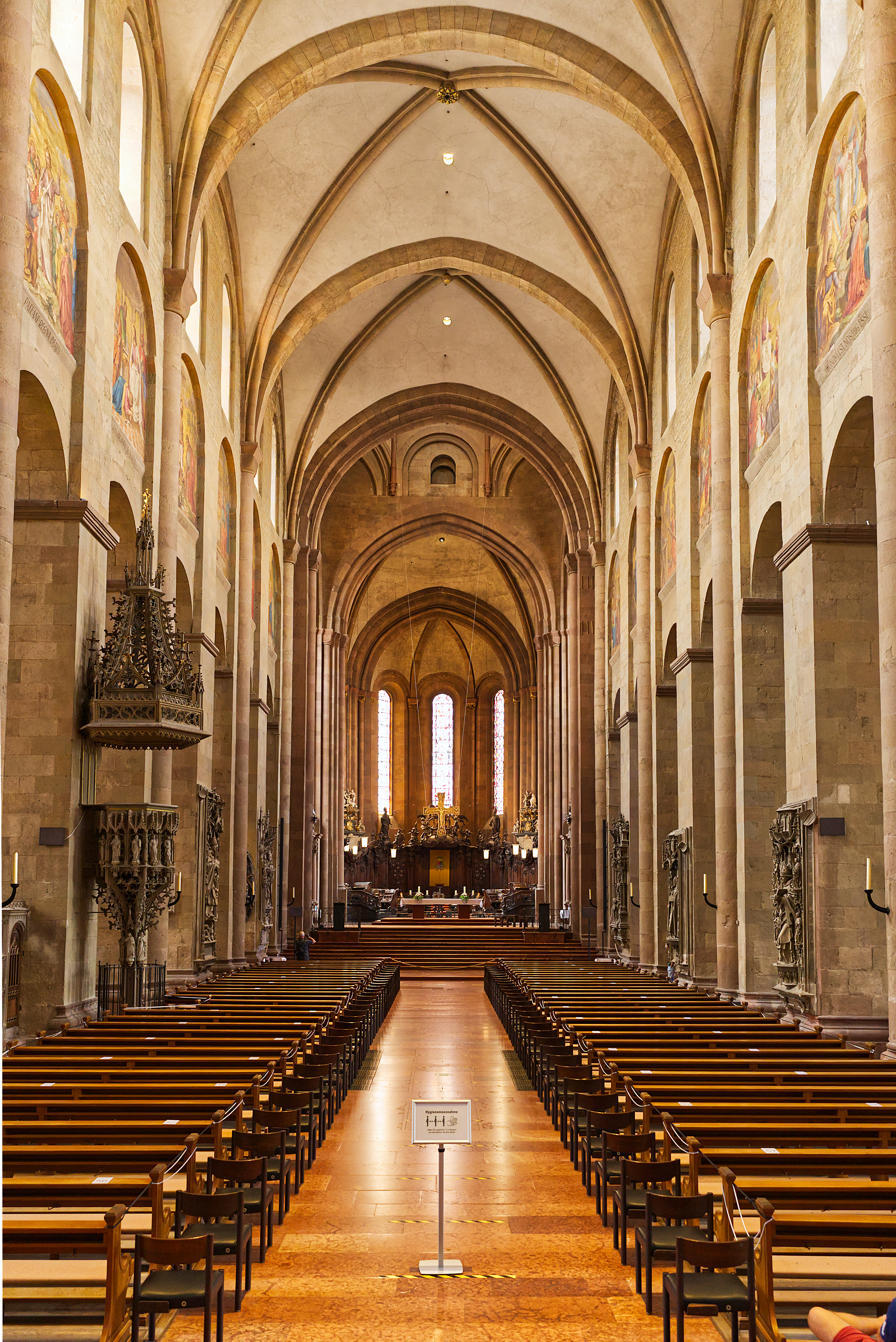
Das Hauptschiff des Mainzer Doms in Richtung Westen

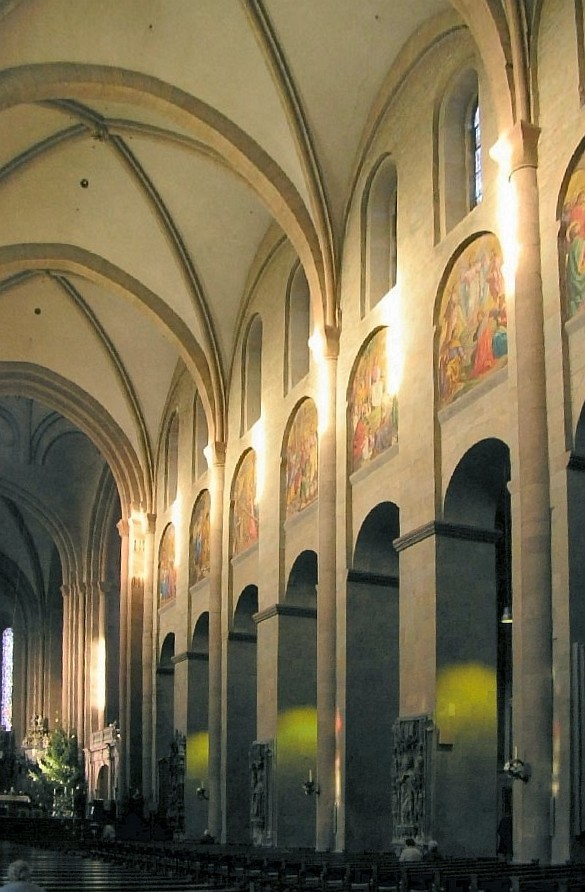
Vordere drei Joche des Langhauses: Blenden des Triforiums zw. 1859 und 1864 von Philipp Veit im Stil der Nazarener ausgemalt.

Die weiteren Bauarbeiten am Dom wurden wahrscheinlich unmittelbar nach Vollendung des Ostteils fortgesetzt. Dabei wurde das alte Langhaus des Willigis-Bardo Baus mit Ausnahme der Fundamente Schritt für Schritt ersetzt.
Zwischendurch wurde direkt neben dem Dom und ursprünglich mit direkter Verbindung zum Bischofspalast von Erzbischof Adalbert I. von Saarbrücken (1110–1137) die Palastkapelle St. Gotthard errichtet. Eine zeitgenössische Quelle pries ihr prachtvolles „tectum“, was außer „Dach“ auch Raum-„Decke“ und mithin „Gewölbe“ bedeuten kann. Ihrer Bauzeit entsprechend hat die Kapelle noch klassisch romanische Kreuzgratgewölbe.
Das Ausbleiben der kaiserlichen Förderung bewirkte, dass das Langhaus nicht die Qualität erreichte wie der Ostchor. Für ihn hatte der Kaiser hochwertigen Sandstein aus dem Spessart und dem Haardttal heranschaffen lassen, der auch für den Speyerer Dom und die Klosterkirche Limburg an der Haardt verwendet worden war. Nun wurde auf Muschelkalk aus den nahegelegenen Weisenauer Steinbrüchen zurückgegriffen.
Zudem erlitt der Dombau 1159 einen Rückschlag; bei einem Aufstand gegen Erzbischof Arnold stürmten die Mainzer Bürger den Dom und verwüsteten ihn. Im folgenden Jahr erschlugen sie den Erzbischof sogar.
Das Langhaus weist zwar wie im Dom zu Speyer (und zahlreichen anderen Basiliken jener Zeit) ein gebundenes System auf und Seitenschiffe mit Kreuzgratgewölben (s. u.), aber das sind fast die einzigen Gemeinsamkeiten. Die Wände des Mittelschiffs haben zwischen den Arkaden zu den Seitenschiffen und den Obergaden, wenn auch nur in Form von Blendarkaden angedeutet, schon ein Triforiengeschoss und damit einen dreizonigen Wandaufriss, wie er seit dem späten 11. Jahrhundert im normannischen Kirchenbau Englands und der Normandie zu finden ist. Die von 1060 bis 1130 errichtete Abteikirche Ste-Trinité in Caen hat ebenfalls nur Blendarkaden als Triforium, allerdings prächtiger als in Mainz. Die Fenster des Obergadens wurden paarweise zusammengerückt, was darauf schließen lässt, dass von vorneherein eine Einwölbung des Mittelschiffs geplant war. – Die Mittelschiffswände des Mainzer Doms sind immerhin jünger als die von Heinrich IV. veranlasste Einwölbung des Speyerer Doms.
Aus dem Jahr 1183 gibt es eine chronikalische Notiz, dass der Dom noch keine Gewölbe hatte.
Die Einwölbung begann etwa 1190 und war 1200 abgeschlossen. Dabei wurden Mittelschiffsgewölbe ganz neu geschaffen und die Seitenschiffe wiederhergestellt.
Während die Seitenschiffe noch klassisch romanische Kreuzgratgewölbe erhielten, wurde das Mittelschiff in 28 m Höhe mit spitzbogigen Kreuzrippengewölben gedeckt, die das Vorbild der französischen Frühgotik erkennen lassen, als deren Anfang der 1140 errichtete Chorumgang der Abteikirche Saint-Denis gilt. Die Gurtbögen sind verglichen mit der französischen Frühgotik plump, aber die Rippen stehen denen etwa der Kathedrale von Laon an Eleganz nicht nach. Die Verbindung romanischer Gestaltung der Wände, Fenster und Portale mit Kreuzrippengewölben ist typisch für die deutsche Spätromanik. In deren Musterbeispiel, dem Wormser Dom, wurden spitzbogige Rippen schon seit 1140 verwendet, also ohne Verzug gegenüber der Gotik.
Das Langhaus wurde also moderner, aber nicht so prächtig ausgeführt wie beim Dom zu Speyer, für den als kaiserlichen Repräsentationsbau mehr Geld zur Verfügung gestanden hatte. Die Außenmauern des alten Willigis-Bardo-Baus blieben bis zur Einwölbung der Seitenschiffe um 1200 bestehen. Die mit dem Abschluss der Einwölbung vorhandenen oder geschaffenen Mauern verschwanden fast vollständig, als ab 1279 gotische Seitenkapellen im Norden und Süden an das Langhaus angefügt wurden. Ihre Reste verraten allerdings, dass das Bodenniveau im Inneren des Domes mittlerweile angehoben worden sein muss: Die Basen der Wände sind höher als die der gegenüberliegenden Pfeiler des Mittelschiffs. Die Bauarbeiten am Langhaus wurden durch etliche Brände erschwert.

### Westbau

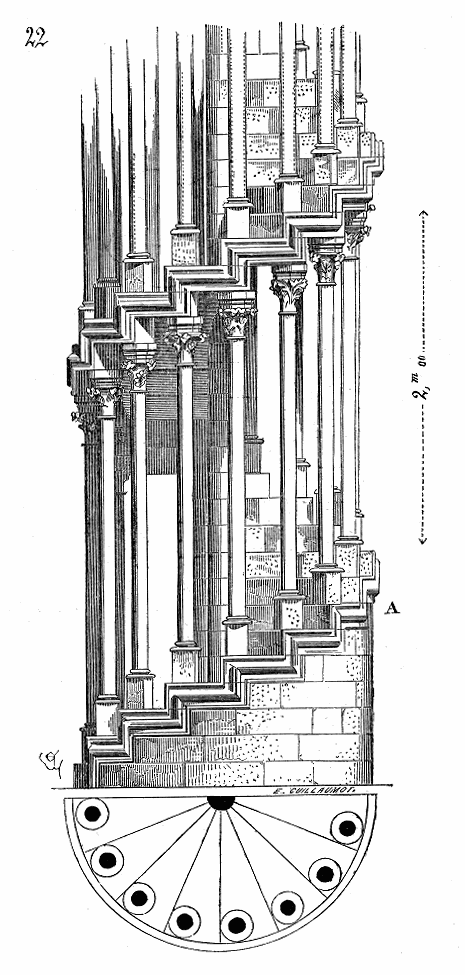
Treppenanlage im Mainzer Dom aus dem 13. Jahrhundert (Eugène Viollet-le-Duc): Handbuch der französischen Architektur des 11. bis 16. Jahrhunderts (1856)

Erst während dieser letzten Phase entschloss man sich auch offenbar, den alten Westbau des Willigis zu ersetzen. Die Ausführung erfolgte von 1200 bis 1239 weitgehend im Stil der niederrheinischen Spätromanik und ist gleichzeitig eines der besten Zeugnisse dieser Bauepoche. Zu erkennen ist dies vor allem an den sehr fein gestalteten und künstlerisch weit entwickelten Kapitellen und einer reicheren Verwendung von Baudekor, die im Laufe der Zeit den strengen Formen der Hochromanik Platz gemacht hatte. Während dieser Bauphase hatte in Frankreich längst das Zeitalter der Gotik begonnen. Der Westbau lässt ein gotisches Charakteristikum erkennen, das nicht nur den spätromanischen Bauten in und um Köln fehlt, sondern genauso den ersten frühgotischen Kathedralen Frankreichs: der polygonale Grundriss des Chors. Achteckige Türme gab es schon länger, aber oft in Verbindung mit runden Apsiden, Vgl. Mainzer Ostchor. Polygonale Raumgrenzen kamen der gotischen Vorliebe in Kraftlinien zu bauen wesentlich besser entgegen. Vor der Errichtung des ersten gotischen Chorpolygons (ab 1185) wurde allerdings der polygonale Westchor des Wormser Doms (bis 1181) errichtet und gab damit womöglich den Anstoß zu diesem Entwicklungsschritt der Gotik. Als weitere frühgotische Elemente finden sich am Westbau des Mainzer Doms Strebepfeiler, einige Spitzbögen und für die Romanik eher ungewöhnlich lange Fenster im Westchor.

#### Ausführung
Der Baumeister des Westbaus vermied jegliches Risiko und entfernte zunächst alle Fundamentreste des Vorgängerbaus. Daher ist der Willigisbau an dieser Stelle nicht mehr sicher rekonstruierbar. Möglich ist auch, dass damals schon abzusehen war, dass die alten Fundamente auf dem schwierigen Untergrund nicht genug Last tragen konnten.
Dann wurde zunächst das neue Querhaus aufgerichtet. Damit die Gewölbe einigermaßen quadratisch ausgeführt werden konnten, wurde es gegenüber dem Vorgängerbau nach Norden und Süden erheblich verkürzt. Die alten Mauern wurden niedergelegt, mit Ausnahme jener Teile im Norden, an die sich mittlerweile die 1137 vollendete Gotthardkapelle (dazu unten) anschloss. Statt ihrer wurden dickere Mauern mit großen Strebepfeilern aufgerichtet. Die neue Vierung wurde mit einer großen achteckigen Kuppel gekrönt, die innen reich durch umlaufende Blendarkaden, Rundbogenfriese und Säulenkapitelle geschmückt ist.
An die Vierung schließt sich ein rippengewölbtes Chorquadrat an, also ein weiteres Joch mit der Seitenlänge der Querarme, die größer sind als die Joche des Mittelschiffs. Es ist nach niederrheinischem, allerdings weiter interpretierten, Vorbild als Trikonchos ausgeführt, also mit drei Apsidien an den äußeren Seiten. Diese sind nicht rund, sondern durch doppelte Brechung dreiseitig ausgeführt und ebenfalls mit Strebepfeilern versehen. Die beiden westlichen Pfeiler des Quadrats sind massiv gemauert, um die beiden achteckigen Flankentürmchen tragen zu können.

#### Äußeres des Westbaus
Das Äußere des Westbaus bietet reichsten Bauschmuck, jedenfalls was die oberen Abschlüsse der Mauern angeht. Da der Dom immer umbaut war, hatte man in den unteren Bereichen an übermäßiger Bauzier kein Interesse. Die oberen Abschlüsse sind jedoch dafür umso reicher verziert.
Die Fenster der Querhäuser sind mit Säulen gerahmt, die von qualitativ hochwertigen Kapitellen bekrönt werden. Die Giebel sind reich mit Rundbogenfriesen geschmückt, der Giebel der reicher geschmückten Nordwand (diese wandte sich zur erzbischöflichen Pfalz hin) noch dazu mit Blendarkaden.

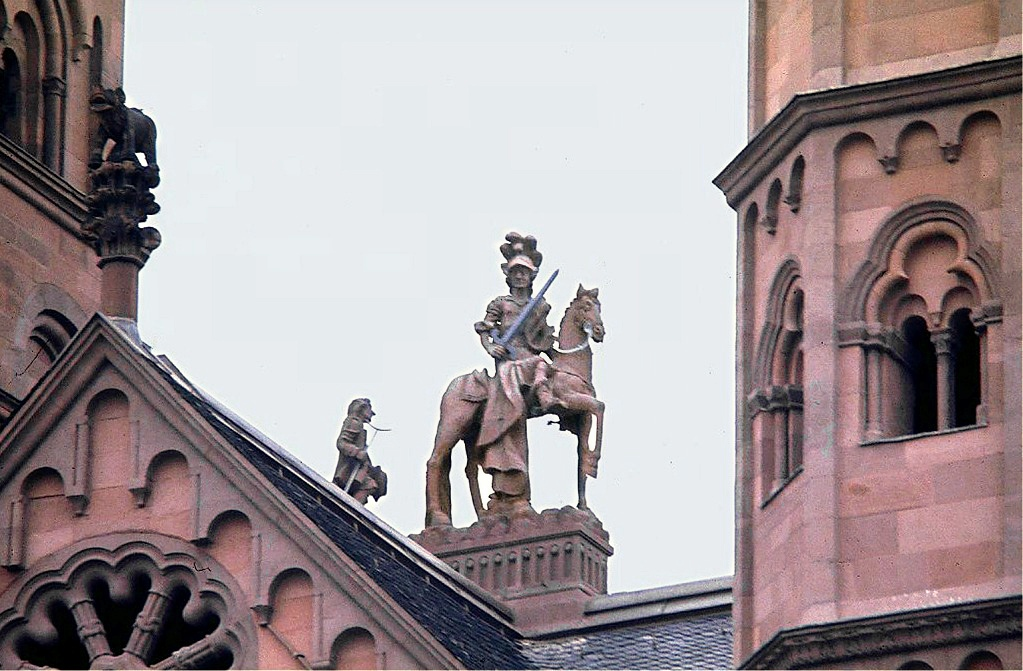
St. Martin und der Bettler über dem Westchor, 1975

Das Chorquadrat ist nach allen drei offenen Seiten hin mit Giebeln bekrönt, die an ihren Seiten wiederum mit prächtigen Speichenrosen geschmückt sind, die zu den ältesten ihrer Art in Deutschland gehören. Dort, wo sich über dem Westchor die Giebel kreuzen, thront seit 1769 eine Statue des Hauptpatrons des Domes und des Bistums, des Hl. Martins. Die Apsiden selbst werden von einer säulengeschmückten Zwerggalerie niederrheinischen Typs umlaufen, von der aus die Wendeltreppen der Flankentürmchen betreten werden können, die erst in dieser Höhe beginnen. Eine Wendeltreppe, um die westlichen Teile des Doms direkt vom Boden (und nicht über den Umweg von Osten) betreten zu können, baute man erst später an der Nordverbindung von Querhaus und Trikonchos an, wozu die Säulengalerie an dieser Stelle umgestaltet werden musste. Die Bauarbeiten hingen vermutlich auch mit der Einrichtung der ersten Wächterstube (Glöcknerstube) an der Westwand des Nordquerhauses zusammen.
Der große Westturm wurde im Laufe der Zeit mehrfach umgebaut. Zur Zeit der Romanik war er wesentlich niedriger als heute. Aus dieser Zeit stammen noch die unteren sichtbaren Geschosse mit ihren Rundbogen. Vor 1490 wurde das gotische Geschoss aufgesetzt und auch ein entsprechender Turmhelm geschaffen, der jedoch 1767 abbrannte. Daraufhin entschied man sich zu der heutigen steinernen Ausführung, die Franz Ignaz Michael Neumann schuf (dazu Genaueres unten).
Nach Beendigung der Bauarbeiten wurde der Dom am 4. Juli 1239 von Erzbischof Siegfried III. von Eppstein eingeweiht. Das Datum gilt seitdem als offizielles Domkirchweihfest.
Die rund um den Westchor gebaute Sakristei wurde um 1240 errichtet und danach mehrfach erweitert.

### Gotik am Mainzer Dom

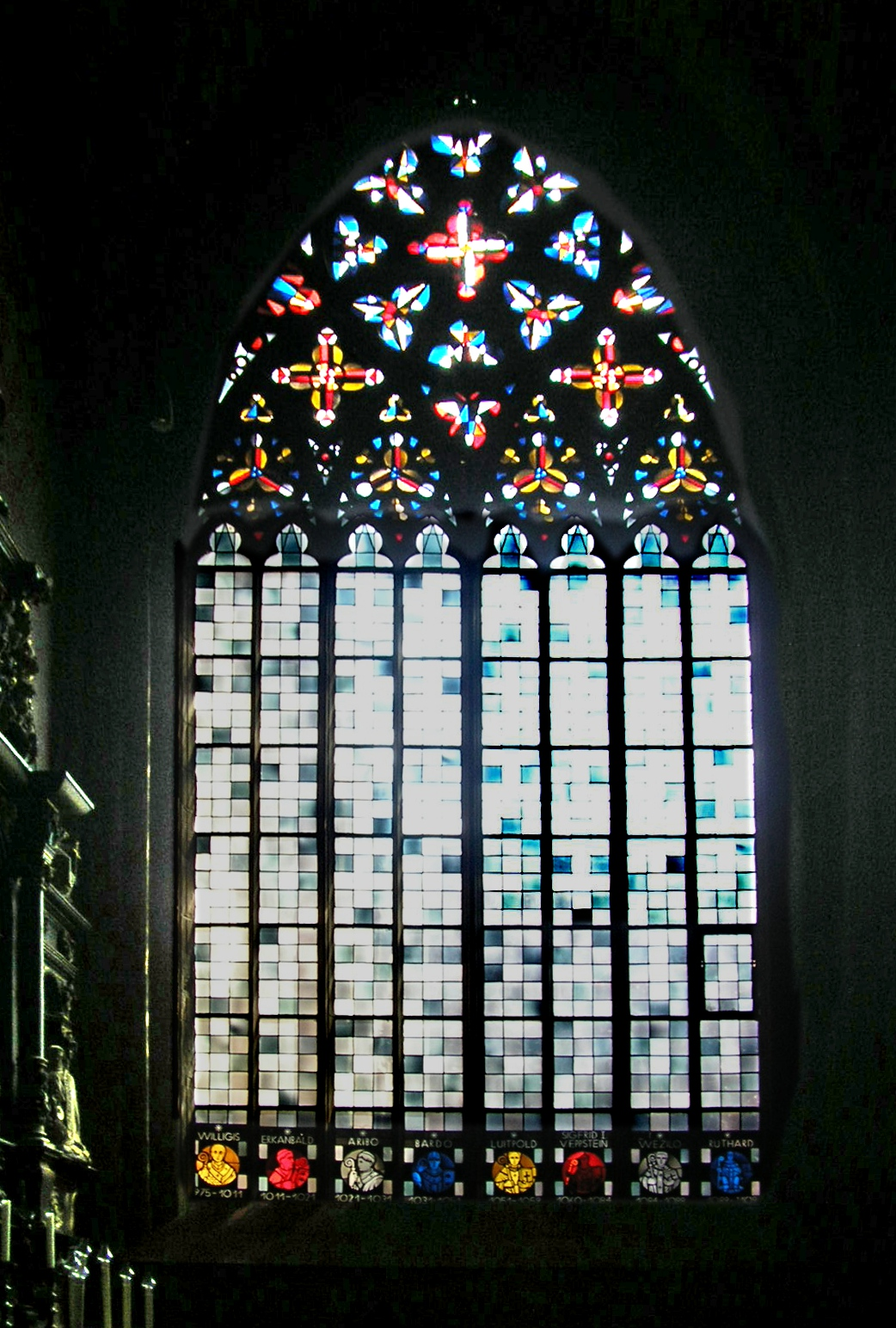
Die gotischen Maßwerkfenster der 1278 angebauten Kapellreihen. Die Verglasung ist nicht mittelalterlich, sondern nach dem Zweiten Weltkrieg entworfen und ausgeführt worden. Im unteren Teil der Fenster sind die idealisierten Porträts bzw. die Wappen der Mainzer (Erz-)Bischöfe von Willigis bis zum amtierenden Bischof Peter Kohlgraf dargestellt.

Zur Zeit der Entstehung des spätromanischen Westbaus schuf der Naumburger Meister einen nun schon gotischen Westlettner mit einer Darstellung des Weltgerichts. 1682 wurde er infolge der liturgischen Reformen des Trienter Konzils abgebrochen. Die beiden Wendeltreppen, die sich innerhalb des Lettners befunden hatten, wurden in die 1687 errichteten Tribünen einbezogen, die die Vierung nach Norden und Süden abgrenzen. Von den Kunstwerken des Westlettners sind ansonsten nur Bruchstücke vorhanden. Einige, darunter der berühmte Kopf mit Binde und die Weltgerichtsdarstellung mit Deesis und Zug der Seligen und Verdammten, sind heute im Dom- und Diözesanmuseum aufbewahrt. Ein anderes, der Bassenheimer Reiter, ein Martinus-Relief, befindet sich in der Bassenheimer Kirche St. Martin.
Ab 1279 wurden an die Langhausseiten des Domes nach und nach gotische Seitenkapellen mit großen Maßwerkfenstern angebaut. Bei den Kapellen auf der Nordseite, die sich zum heutigen Marktplatz hin erstreckt, ging es dabei unter anderem darum, eine repräsentative Fassade in einem modernen Stil zu schaffen. Anders als heute war der Dom an dieser Stelle damals nicht umbaut.
Erzbischof Johann II. von Nassau ließ ab 1418 vor dem Ostchor eine zweigeschossige, frei im Mittelschiff stehende Grabkapelle errichten, von der noch der unterirdische Teil (die Nassauer (Unter-)Kapelle) erhalten ist. Gotisch ausgestaltet wurde bis ins 15. Jahrhundert auch das Domäußere: Von 1390 bis 1410 wurde der doppelgeschossige Kreuzgang neu errichtet. Es wird vermutet, dass Madern Gerthener am Bau der Nassauer Kapelle und des Kreuzganges mitwirkte. Von ihm stammt auf jeden Fall das Portal der Memorienkapelle am Übergang zum westlichen Kreuzgangflügel.
Die Vierungstürme im Osten (ab 1361) und Westen (ab 1418) wurden mit gotischen Glockenstuben aufgestockt und erhielten steile gotische Turmhelme. Diese Arbeiten waren erst 1482 abgeschlossen. Der steile Turmhelm des Ostturms wurde bereits 1579 durch eine flachere achtseitige Spitze ersetzt. Wegen des enormen Gewichts der östlichen Glockenstube musste in den Ostchor nach 1430 ein gotischer Stützpfeiler eingefügt werden, der erst mit dem Abbruch des Glockengeschosses 1871 wieder entfernt wurde. Auch die Treppentürmchen und sogar die Gotthardkapelle erhielten gotische Türmchen bzw. Dachreiter. Gänzlich neu errichtet wurde die dem Dom vorgelagerte Stiftskirche St. Mariagreden (Liebfrauen). Nach dem Ende der gotischen Baumaßnahmen gab es bis 1767 am Bauwerk selbst keine wesentlichen Veränderungen, sondern nur einige Sanierungsmaßnahmen. Lediglich die Ausstattung (siehe dort) veränderte sich.

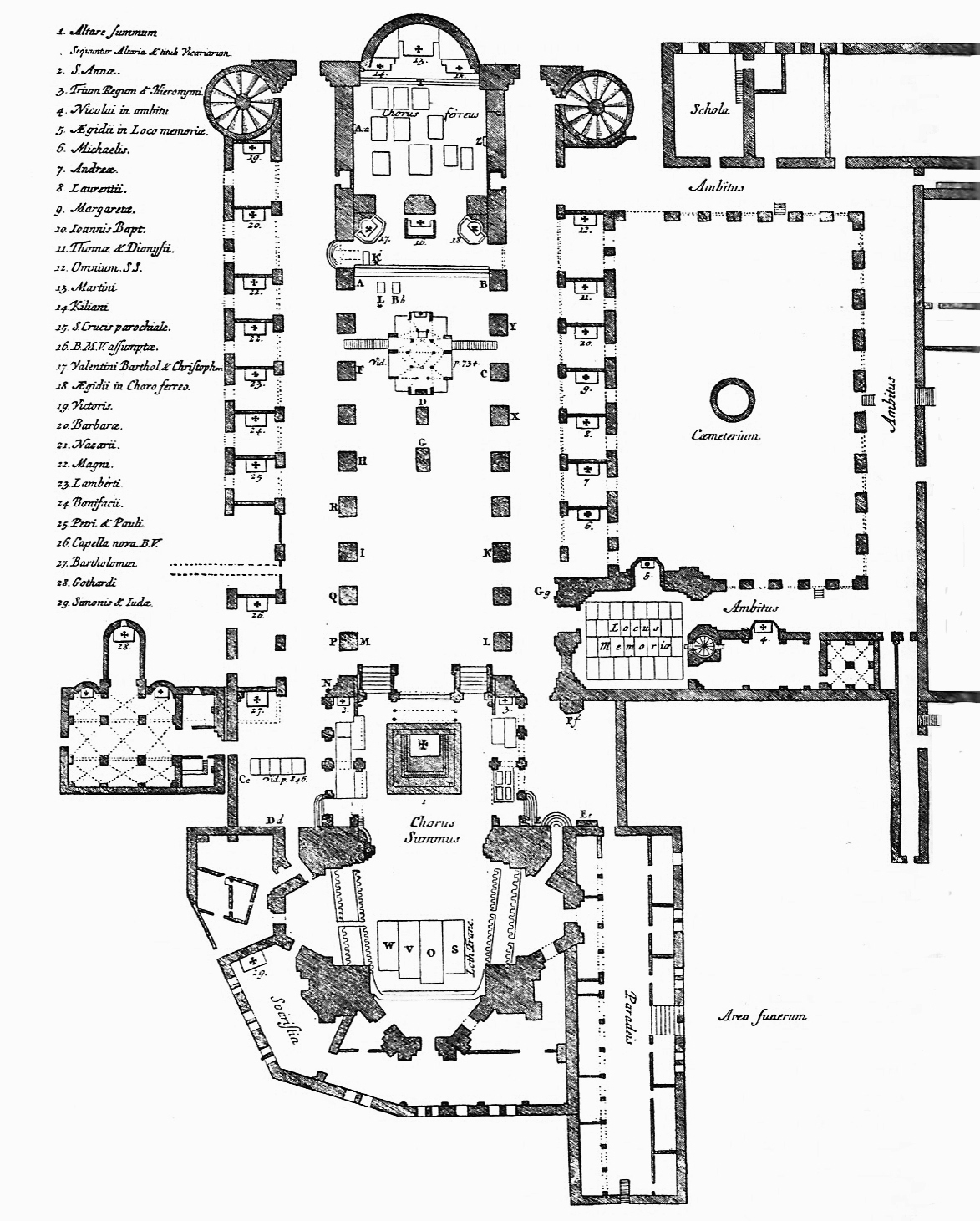
Grundriss des Mainzer Doms 1747. Auffällig sind vor allem der Narthex neben dem Westchor, der 1767 abbrannte, der Pfeiler vor dem Ostchor, die noch vorhandenen Treppen zur Nassauer Kapelle und die Vielzahl der Altäre.

### Barocke Kunst
Der durch Blitzeinschlag am 22. Mai 1767 wie das übrige Dach abgebrannte große westliche Vierungsturmhelm wurde von Franz Ignaz Michael Neumann, dem Sohn des Balthasar Neumann, 1769 durch einen mehrstöckigen steinernen Turmhelm ersetzt, dem der Mainzer Dom bis heute sein charakteristisches Bild zu verdanken hat. Neumann ließ sämtliche Dächer des Westbaus in Stein ausführen, um sie brandsicher zu machen. Dabei gestaltete er auch die westlichen Flankentürmchen neu. Neumann arbeitete in barocken Formen, bezog in sein Werk aber auch die am Dom schon vorhandenen Stilelemente der Spätgotik und der Romanik mit ein.
Des Weiteren verschwanden die gotischen Giebel der Seitenkapellen, ihre Fialen wurden durch Urnen ersetzt. Auch der heutige Wetterhahn des Westturms, der sogenannte „Domsgickel“, der Stoff zahlreicher literarischer Betrachtungen von Mainzer Dichtern und Fastnachtern war und ist, stammt in seinem Grundbestand aus der Zeit des damaligen Umbaus.
Die Barockzeit brachte auch Veränderungen in der Farbgestaltung des Domes mit sich. Wie viele Barockneubauten wurde der Dom 1758 innen weiß angestrichen und erhielt außerdem farblose Fenster. Es kann daher vermutet werden, dass der Dom vorher nicht wie noch der Willigis-Bardo-Bau geweißt war.

### Umbauten des 19. Jahrhunderts

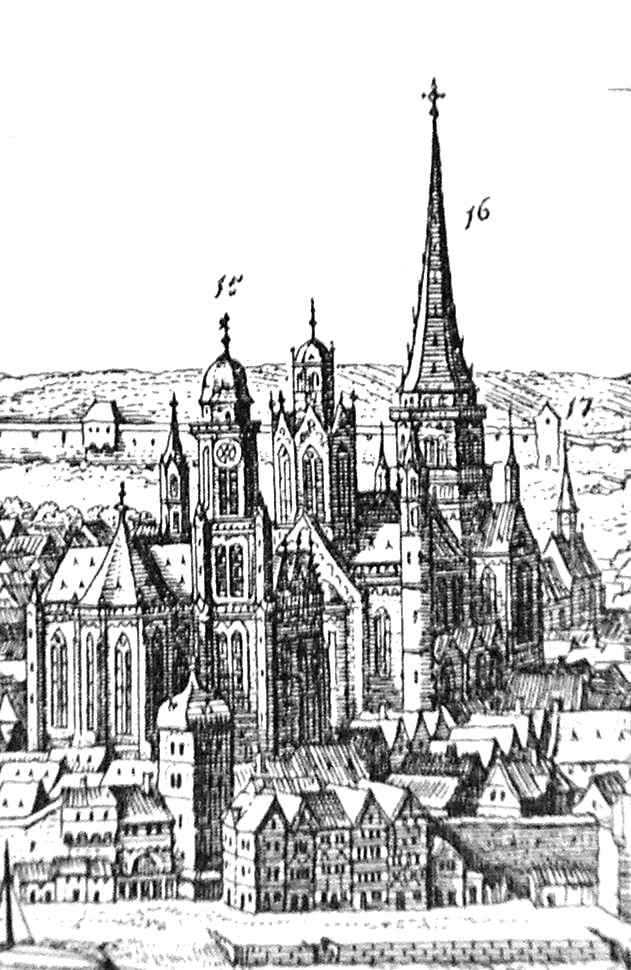
Mainz 1633 (M. Merian), Vierungstürme gotisch, im Vordergrund die Liebfrauenkirche (1803 nach Kriegsschäden abgetragen).

Der Untergang des alten Erzbistums und die damit verbundenen Wirren gingen auch am Mainzer Dom nicht spurlos vorüber. Bei der Beschießung der Stadt durch die Preußen 1793 wurde der Dom schwer getroffen. Insbesondere die Ostgruppe und der Kreuzgang waren stark in Mitleidenschaft gezogen. Die gotische Liebfrauenkirche St. Maria ad Gradus wurde ebenfalls schwer beschädigt und 1803 sogar abgebrochen, obwohl es nicht unbedingt nötig gewesen wäre.
In den Zeiten nach der Mainzer Republik wurde der Dom als Heerlager bzw. Magazin zweckentfremdet, die Ausstattung wurde verkauft. Schließlich war der Dom vom Abbruch bedroht. Dieses Schicksal wendete Bischof Joseph Ludwig Colmar mit Hilfe Napoleons jedoch ab. Colmar führte den Dom wieder seiner ursprünglichen Bestimmung zu. Das erforderte umfangreiche Restaurierungsarbeiten, die sich bis 1831 hinzogen. Zunächst wurden das Innere wieder benutzbar gemacht und die Dächer instand gesetzt. Unterbrochen wurden diese Arbeiten von der abermaligen Beschlagnahme durch die französische Grande Armée 1813, die den Dom nach ihrer Niederlage als Schweinestall und als Lazarett für 6000 zum Teil an Typhus erkrankte Soldaten benutzte. Dabei wurde der größte Teil der verbliebenen hölzernen Ausstattung verheizt. Schon die Nutzung als Heerlager 1803 hatte den Verlust etlicher hölzerner Ausstattungsstücke zur Folge gehabt. Erst im November 1814 wurde der Dom wieder als Kirche benutzt. Dann folgte die Neugestaltung der Dächer und des zerstörten östlichen Hauptturms durch den großherzoglich hessischen Hofbaudirektor Georg Moller. Moller setzte der alten gotischen Glockenstube 1828 eine spitzbogige schmiedeeiserne Kuppel auf.

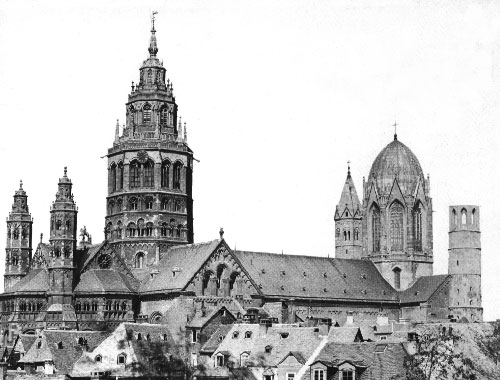
Mainzer Dom 1868 mit dem „Mollerschen Ei“

Diese Kuppel wurde schon 1870 zusammen mit der gotischen Glockenstube jedoch abgebrochen, da Mauerwerksrisse ein zu hohes Gewicht des Turmhelms vermuten ließen – wohl aber auch, weil die Eisenkuppel keine Akzeptanz in der Öffentlichkeit fand.
1875 schuf P. J. H. Cuypers den heutigen neu-romanischen östlichen Vierungsturm.

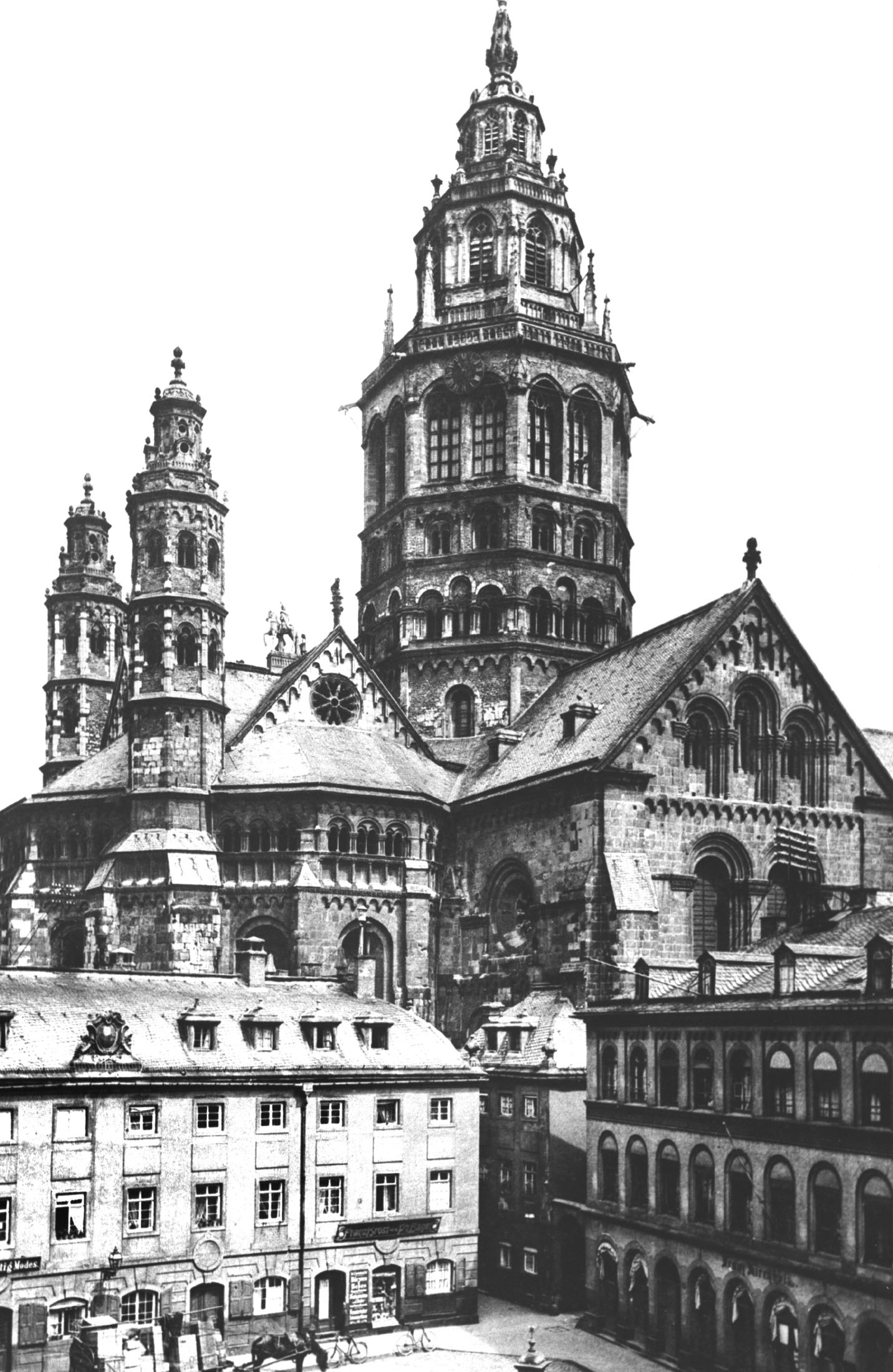
Mainzer Dom Ende 19. Jh.

Das Werk Cuypers’ ist der Abschluss dieser längeren Bauphase am Ostbau. Da dem Vierungsturm nunmehr das schwere Glockengeschoss fehlte, wurde der alte gotische Stützpfeiler im Inneren abgerissen. Außerdem wurde die Ostchorkrypta wiedererrichtet, auf die ursprüngliche Höhe der Krypta des Heinrich-IV.-Baus allerdings verzichtet.
Historische Fotografien aus der Spätzeit des 19. Jahrhunderts zeigen außerdem, dass der Dom nun entgegen der barocken Farbgestaltung bunt ausgemalt war. Bei der Ausmalung handelt es sich um Werke aus der Nazarenerschule, die vor allem von Philipp Veit zwischen 1859 und 1864 ausgeführt wurden. Von ihnen sind heute nur noch die neutestamentlichen Bibelszenen in den Wandbögen des Mittelschiffs erhalten.

### Restaurierungsmaßnahmen im 20. Jahrhundert

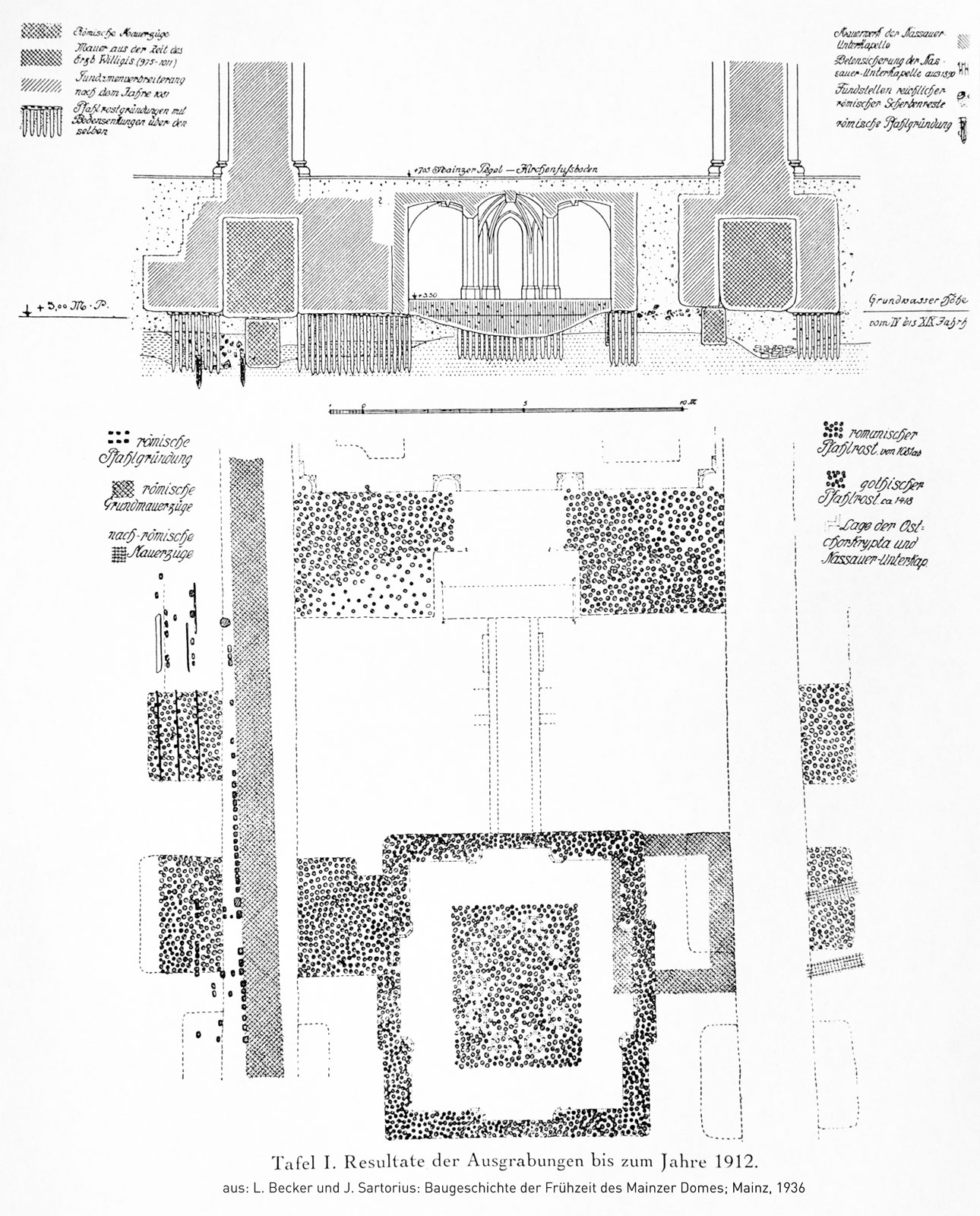
Befundplan der Fundamente des Mainzer Domes nach den Ausgrabungen bis zum Jahr 1912; der Plan zeigt die unterschiedlichen Fundamente sowie die Pfahlrostgründungen im Grundriss und im Querschnitt auf Höhe der Nassauer Unterkapelle.

Mainzer Dom um 1912

Im 20. Jahrhundert wurde am Dom vor allem unter dem Gesichtspunkt der Bewahrung gebaut. Die erste Maßnahme wurde nötig, nachdem die hölzernen Pfahlroste unter den Domfundamenten durch das Absinken des Grundwasserspiegels und den Anbau von Regenrinnen zu faulen begannen. Das Absinken war ein Ergebnis der Rheinuferaufschüttung gegen Ende des 19. Jahrhunderts. Die Arbeiten begannen 1909. Als sie zum Ende des Ersten Weltkriegs vorläufig eingestellt wurden, nahmen die durch das instabile Fundament ausgelösten Mauerschäden so zu, dass schließlich der Bestand des Domes an sich gefährdet war. Der Dom wurde daher von 1924 bis 1928 auf Betonfundamente gestellt. Die Gewölbe und Turmaufbauten wurden mit Beton und Stahlankern gesichert, die Obergadenwand mit einer tragenden Spritzbetonschicht verstärkt (durch dieses „Torkretieren“ wurden die noch zahlreich vorhandenen historischen Rüstlöcher verschlossen, was heute die Datierung des Mittelschiffs erschwert). Außerdem wurden im Inneren der heutige rötliche, wie Marmor wirkende Fußboden aus Knollenkalk eingezogen und die meisten Ausmalungen von Philipp Veit entfernt. Der Maler Paul Meyer-Speer (1897–1983) entwickelte stattdessen aus den unterschiedlichen Eigenfarben der Sandsteine ein System, bei dem er die Steine im Inneren nach genau vorherbestimmter Abstufung einfärbte. Nachvollziehen kann man diese Art der Farbgestaltung noch heute am Mittelschiff des Speyerer Doms.
Im Zweiten Weltkrieg war Mainz mehrmals Ziel größerer Luftangriffe. Der Dom erhielt im August 1942 mehrere Treffer. Dabei wurde das Obergeschoss des Kreuzgangs zerstört, außerdem brannten die meisten Dächer des Doms ab. Das Gewölbe jedoch überstand alle Bombardements. Weitere Schäden entstanden bei Bombenangriffen am 8. September 1944 und am 27. Februar 1945. Die äußeren Restaurierungsarbeiten nach dem Krieg, bei denen auch Verwitterungsschäden beseitigt wurden, zogen sich bis in die 1970er-Jahre hin, ebenso wie die Arbeiten an der Innenraumgestaltung, insbesondere der neuen Verglasung. Abschließend wurde der Dom außen mit Mineralfarben rot eingefärbt, maßgeblich war hier Diözesankonservator Wilhelm Jung. Mit der Rotfärbung glich man ihn in der Farbgebung den meisten historischen Mainzer Gebäuden (zum Beispiel dem Kurfürstlichen Schloss) an. Bei der Domsanierung 1958–1960 wurde die Farbgestaltung von Meyer-Speer im Innenraum teilweise zurückgenommen, indem man die kräftigsten Farbtöne herausnahm, so dass sich die Farben der einzelnen Steine seither nur noch schwach voneinander unterscheiden. Außerdem wurden die Gewölbekappen weiß gestrichen.
Nach Abschluss der Sanierung beging man 1975 feierlich die Tausendjahrfeier, der Tradition folgend, dass der Bau unmittelbar zum Amtsantritt von Willigis (975) begonnen worden war. 2009 wurde erneut eine Tausendjahrfeier begangen, um der ersten Vollendung, ebenfalls in der Amtszeit von Willigis (1009), zu gedenken.

### Restaurierungsmaßnahmen im 21. Jahrhundert

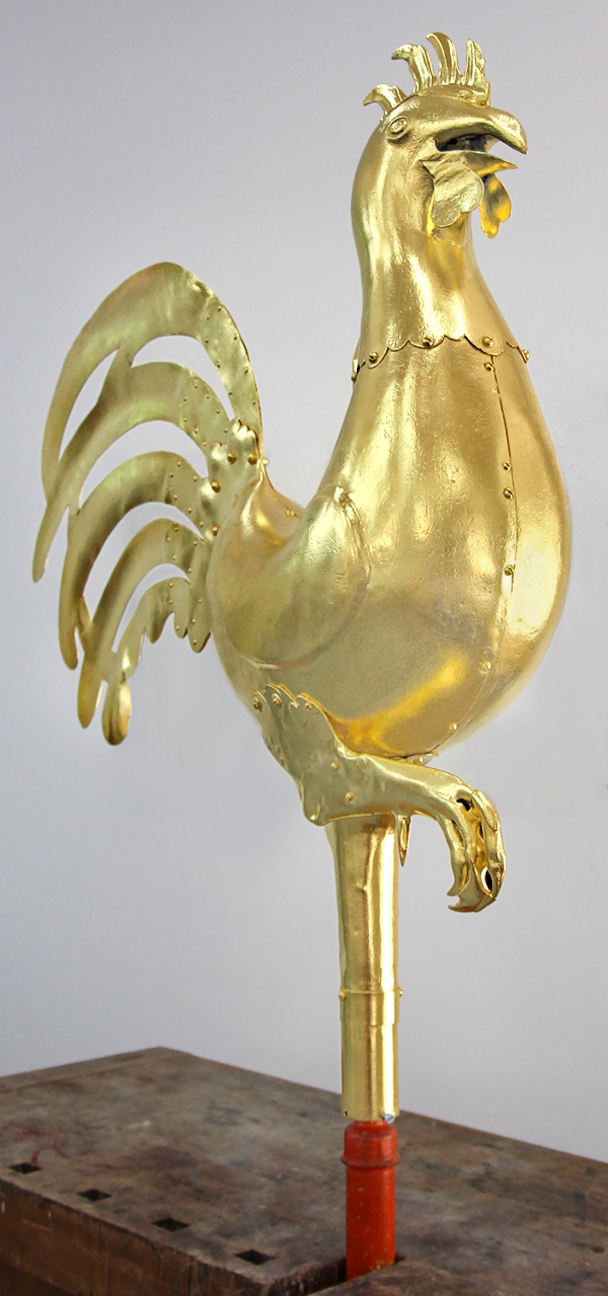
Domsgickel nach der Neuvergoldung im Mai 2013. In seinem Bauch ist Platz für eine Zeitkapsel.

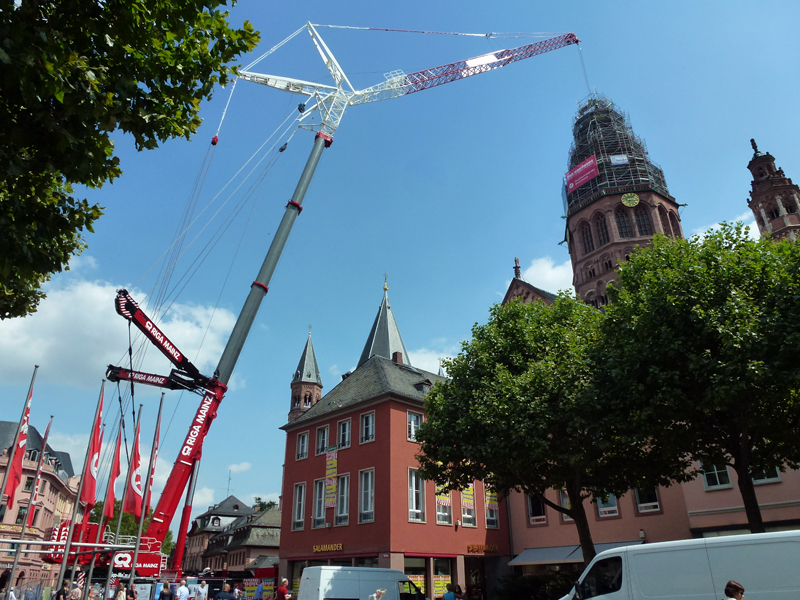
Kran-Einsatz bei der Domsanierung im Juli 2013

2001 begann erneut eine Sanierung des Domes, deren Dauer zu Beginn der Baumaßnahmen auf zehn bis 15 Jahre veranschlagt wurde. Sie umfasst alle Teile des Domes, sowohl innen als auch außen. Während die äußere Farbgebung wegen der Einheitlichkeit im Stadtbild nicht zur Disposition stand, gab es zum Inneren Überlegungen einer Rückbesinnung auf die Farbgebung nach der Sanierung von 1928 (siehe oben).
Nach Fertigstellung der Arbeiten an der Ostgruppe und der Neufassung der Obergaden des Langhauses begann im Frühjahr 2010 die Sanierung der Westgruppe, insbesondere des dortigen Vierungsturms, dessen Spitze komplett ausgetauscht wurde. Ende Februar 2013 wurde der Domsgickel abgenommen und neu vergoldet. Anschließend war er bis zum 30. Mai 2013 im Dom- und Diözesanmuseum ausgestellt. Am 19. Juli wurde die neue Domspitze mit Domsgickel aufgesetzt.
Im Innern wurde die Sakramentskapelle nach einer umfassenden Sanierung am 11. September 2007 von Kardinal Karl Lehmann wiedereröffnet. Bei der Sanierung erhielten die beiden Fenster der Sakramentskapelle eine neue Verglasung, die Johannes Schreiter gestaltete. Der Altar wurde restauriert und ein Altarbild des „Neuen Wilden“ Bernd Zimmer angebracht. Die Gotthardkapelle wurde zwischen 2009 und 2010 renoviert.
Im Juli 2013 folgte die Sanierung der Turmspitze des Westwerks. Die damals 240 Jahre alte Turmspitze wurde von Mitarbeitern der Mainzer Dombauhütte originalgetreu kopiert und in zwei Sektionen zu einem Komplettaustausch am 17. und 18. Juli bereitgestellt. Die Kosten für den Austausch beliefen sich nach Angaben des Bistums Mainz auf ca. 500.000 Euro. Entgegen dem ursprünglichen Zeitplan konnte die Sanierung des Westchors und der kleinen Flankierungstürme Ende 2016 nicht abgeschlossen werden.
Die Reiterfigur des Heiligen Martinus auf dem Dach des Doms aus dem Jahr 1769 wurde 1928 aus rotem Buntsandstein vollständig erneuert. Im Juni 2024 erfolgte ein Austausch des brüchig gewordenen Kopfes der Martinsfigur mit rotem Mainsandstein aus dem Sandsteinbruch in Dietenhan durch die Steinmetz- und Bildhauermeisterin Jennifer Schrauth.

## Königskrönungen im Dom
Im Laufe des Mittelalters fanden in Mainz mehrere (Gegen-)Königskrönungen statt. Im Hoch- und Spätmittelalter war Aachen der durch Tradition legitimierte Krönungsort, eine Krönung in Mainz wurde von den politischen Gegnern als Formfehler betrachtet, der die Krönung ungültig machte. Nicht alle Krönungen wurden im Mainzer Dom selbst vorgenommen, da er, wie beschrieben, im Laufe des Mittelalters einige Male durch Brände beschädigt wurde.
Im Dom vorgenommen wurden die Krönungen von
- Agnes von Poitou 1043 durch Erzbischof Bardo;
- Rudolf von Rheinfelden (auch: Rudolf von Schwaben) als Gegenkönig zu Heinrich IV. am 26. März oder 7. April 1077 durch Siegfried I. von Mainz;
- Mathilde (spätere Frau Heinrichs V.) durch den Kölner Erzbischof Friedrich I. von Schwarzenburg am 25. Juli 1110;
- Philipp von Schwaben (8. September 1198) durch Bischof Aimo von Tarentaise;
- Friedrich II. am 9. Dezember 1212 durch Siegfried II. von Eppstein;

Die Krönungen von
- Heinrich II. (6. Juni 1002) durch Erzbischof Willigis und
- Konrad II. (8. September 1024) durch Erzbischof Aribo

fanden vermutlich im alten Dom, der benachbarten Johanniskirche, statt.

## Ausstattung
Im Mainzer Dom zeigt trotz zahlreicher Verluste, die es im Laufe der Jahrhunderte gegeben hat, eine reiche Kirchenausstattung. Die bedeutendsten Gegenstände sind die Altäre sowie die Grabdenkmäler der Erzbischöfe und einiger Prälaten. An den Grabmonumenten der Kurfürsten etwa lassen sich die Veränderungen der Kunststile von der Gotik über die Renaissance und den Barock bis zum Rokoko ablesen. 

### Ausstattung zur Zeit des Willigis

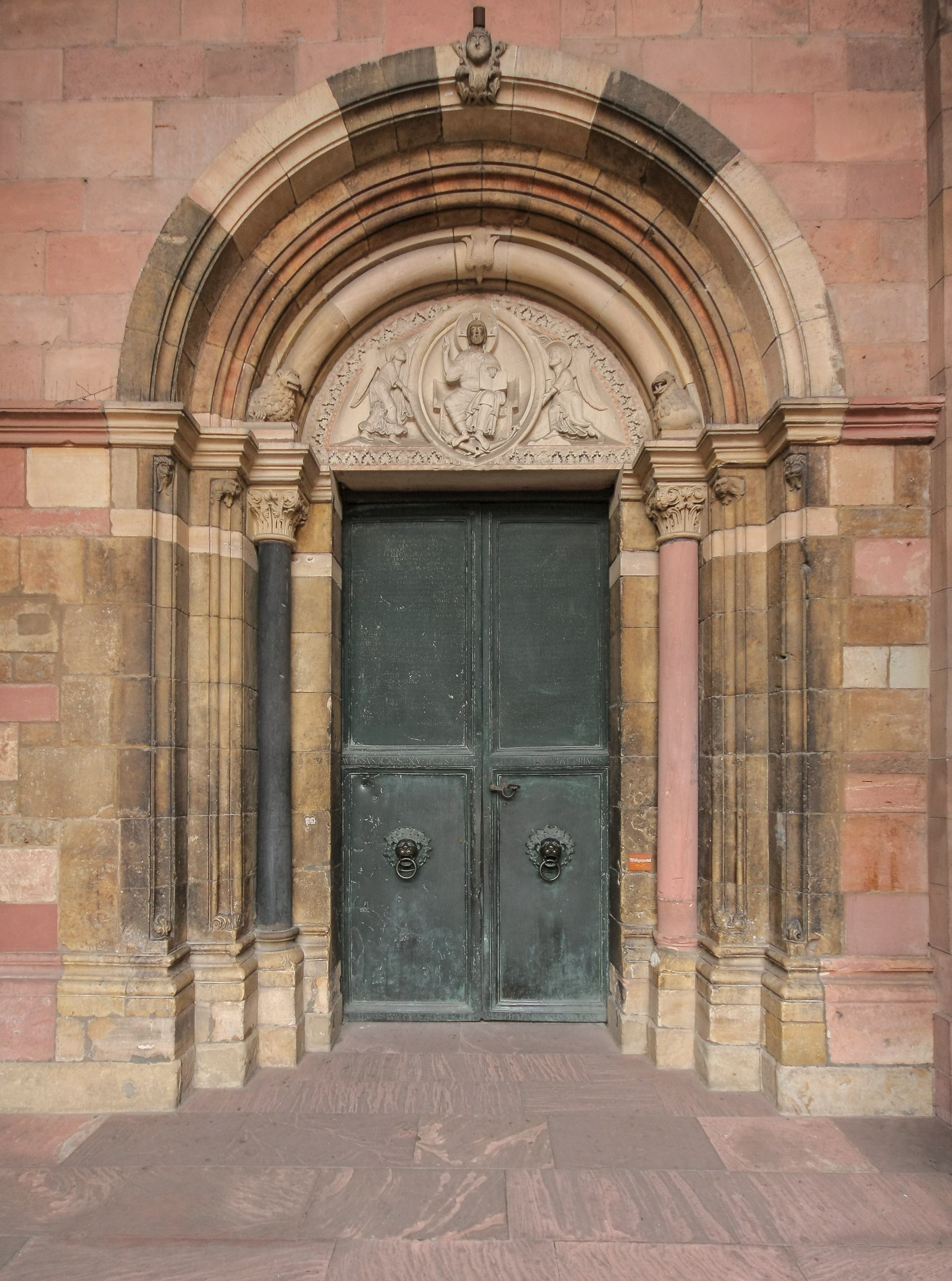
Das romanische Marktportal mit den Bronzetüren des Willigis und Blattmasken in der Rahmung des Bogenfelds

Das frühste Ausstattungsstück, dessen Entstehung und Verlust bekannt ist, ist das sogenannte Benna-Kreuz. Dieses Triumphkreuz bestand aus mit Goldplatten beschlagenem Holz mit einer überlebensgroßen Christusfigur aus purem Gold. Erzbischof Willigis hatte sie mit Tributeinnahmen von den Langobarden finanziert. Noch im Laufe des Hochmittelalters wurde das Kreuz zwischen 1141 und 1160 stückweise von den Erzbischöfen zur Finanzierung ihrer Amtsgeschäfte eingeschmolzen und verkauft.
Erhalten blieben dagegen die großen Bronzetüren, die Meister Berenger in Willigis' Auftrag fertigte. Diese Türen waren laut Inschrift die ersten aus Metall gefertigten Türen seit Karl dem Großen, was von Vertretern der Theorie, wonach Willigis mit seinem Dombau Aachen als Krönungsort ablösen wollte, als weitere Demonstration seines Anspruchs angesehen wird. Die Türen waren ursprünglich in der dem Dom vorgelagerten Liebfrauenkirche eingebaut. Diese erstreckte sich nämlich zum Rhein hin und empfing so nach dem Zeremoniell den mit dem Schiff ankommenden König bzw. Kaiser. 1135 ließ Erzbischof Adalbert I. von Saarbrücken in den oberen Teil der Türen das von ihm gewährte Stadtprivileg eingravieren. Nach dem Abbruch der Liebfrauenkirche 1803 kamen die Türen an den Dom und bilden dort das Marktportal.
Über die sonstige Ausstattung des Willigis-Domes ist nicht viel bekannt. Da der Bau schon am Weihetag (oder am Tag davor) abbrannte, kam es möglicherweise niemals zu einer reicheren Ausstattung.
Aufgrund der häufigen Baumaßnahmen und Umgestaltungen des Doms sind außer der Bausubstanz und einigen Grabfunden keine Elemente der Romanik mehr am Dom vorhanden. Eine Ausnahme bildet das sogenannte Udenheimer Kruzifix, das aber nicht zur ursprünglichen Ausstattung gehört, sondern erst 1962 aus der Kirche von Udenheim angekauft wurde. Die genaue Entstehungszeit dieses Kreuzes ist umstritten, teilweise wird es bis ins 9. Jahrhundert zurückdatiert, meist wird eine Zeit zwischen 1070 und 1140 angenommen.

### Gotische Ausstattungsgegenstände

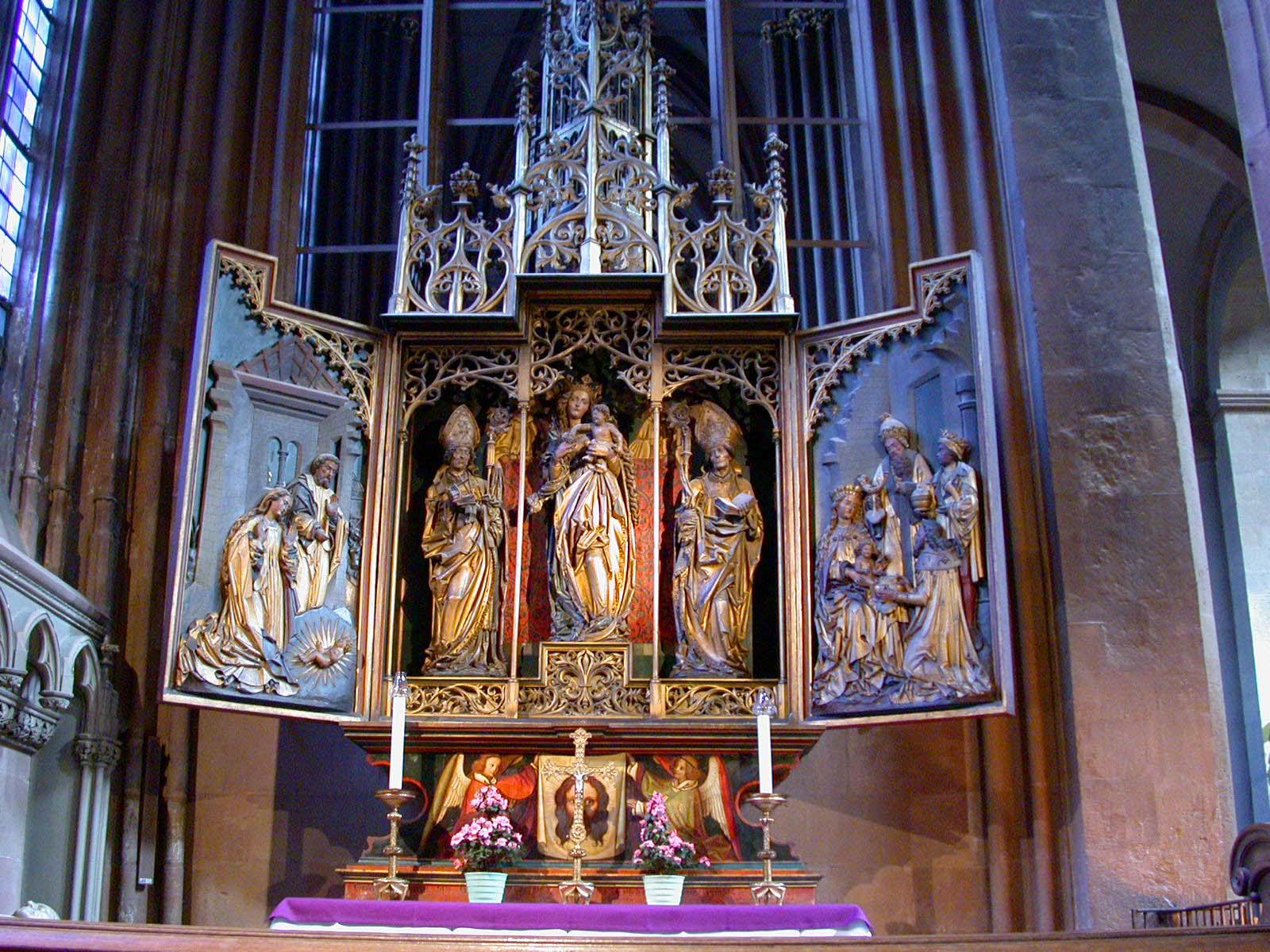
Marienaltar (Aufbauten aus dem 19. Jahrhundert)

Erst mit Anbruch der Gotik wuchs der Reichtum der Ausstattung beständig an. In die ab 1278 angebauten Seitenkapellen wurden gotische Altäre eingebaut, die mit Anbruch der Barockzeit nach und nach ersetzt wurden. Bedeutendster noch erhaltener Altar ist der Marienaltar mit der spätgotischen „Schönen Mainzerin“ flankiert von den Heiligen Martin und Bonifatius (um 1510). Der Altarschrein selbst stammt jedoch aus dem Jahre 1875. Ebenfalls aus spätgotischer Zeit stammt die große Kanzel im Mittelschiff, die allerdings 1834 so gründlich erneuert wurde, dass nur noch geringe Teile des ursprünglichen Werks vorhanden sind. Weitere heute im Dom befindliche gotische Ausstattungsstücke stammen aus der Liebfrauenkirche. Dazu gehört insbesondere das große Taufbecken im nördlichen Querhaus aus dem Jahr 1328; es ist einer der größten – wenn nicht der größte – jemals aus Zinn gegossenen Gegenstände. Das Taufbecken stand in der Liebfrauenkirche, weil sie die Taufkirche der Dompfarrei war. Im Dom selbst wurde damals nicht getauft.
In die Übergangsphase von der Spätgotik zur Renaissance ist die Grablegungsszene des sogenannten Adalbert-Meisters zu datieren, die sich in einer Seitenkapelle des Doms befindet. Nur in Fragmenten erhalten ist dagegen der Westlettner des Naumburger Meisters. Die Reste finden sich größtenteils im Dom- und Diözesanmuseum.

### Ausstattung zur Zeit des Barock und Rokoko

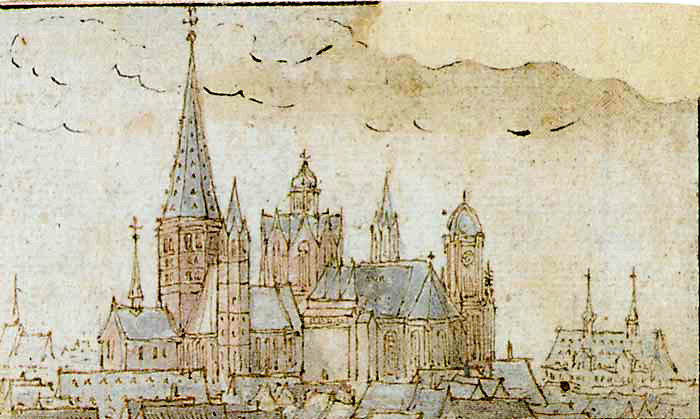
Wenzel Hollar, Federzeichnung von 1632

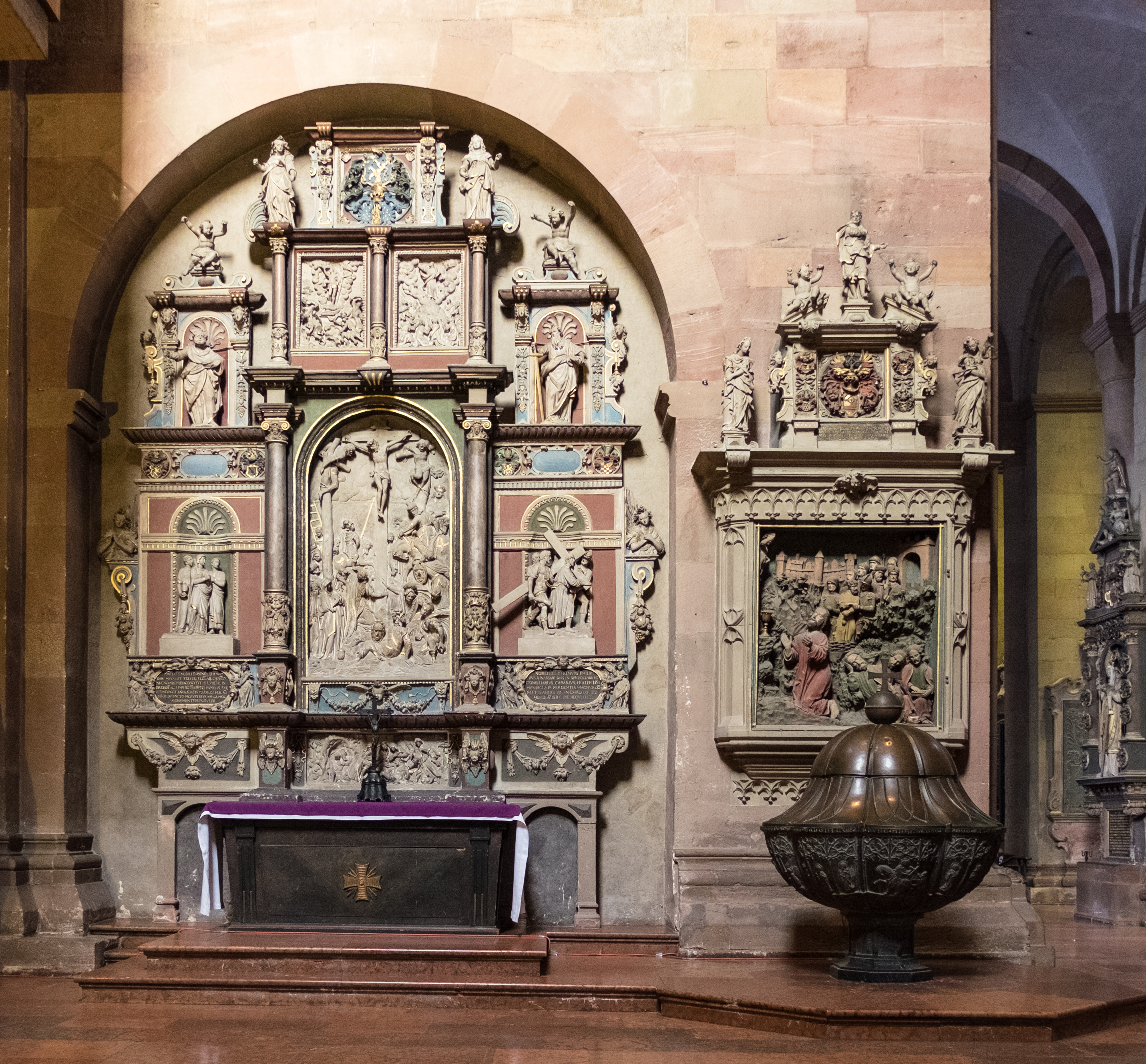
Der Nassauer Altar, vorne rechts das Taufbecken

1631 wurde Mainz von den Schweden besetzt, die den Dom teilweise plündern ließen. Noch heute befinden sich daher in Museen in Uppsala Teile des ehemaligen Mainzer Domschatzes. Drei Mainzer Domaltäre mit je zwei Flügeln des Malers Matthias Grünewald wurden von den schwedischen Soldaten geraubt. „Sind zusammen Anno 1631 oder 32 in damaligem wildem Krieg weggenommen worden, und in einem Schiff nach Schweden versandt worden, aber neben vielen ändern dergleichen Kunststücken durch Schiffbruch in dem Meer zu Grund gegangen“ schrieb der Biograph Joachim von Sandrart im Jahr 1675. Da die Stadt Mainz nach dem Dreißigjährigen Krieg während der Zeit des Barock vor allem unter den Erzbischöfen Johann Philipp von Schönborn (1647–1673) und Lothar Franz von Schönborn (1695–1729) eine neue Blütezeit erlebte, die mit reger Bautätigkeit einherging, fehlt es auch im Dom nicht an barocken Ausstattungsgegenständen. Viele der gotischen Altäre wurden durch barocke ersetzt, weitere Altäre wurden hinzugefügt, wie etwa der Nassauer Altar von 1601 im nördlichen Querhaus. Ein Jahr später wurde das obere Geschoss der Nassauer Kapelle, das mitten in das Mittelschiff des Domes ragte, abgerissen. Das Untergeschoss ist erhalten. 1687 wurden zwischen die nördlichen und südlichen Vierungspfeiler barocke Tribünen (Choretten) gebaut, auf denen während der Messen die Musiker standen, später wurde dort auch eine Orgel aufgestellt.
Das größte und wichtigste Kunstwerk jener Zeit ist jedoch das schon dem Rokoko zugehörige große Chorgestühl des Westchors. Es wurde zwischen 1760 und 1765 von Franz Anton Hermann geschaffen. Die Verzierungen des Chorgestühls, das von einem Standbild des Hl. Martin über dem Baldachin des Bischofs bekrönt wird, stellt keinen Bibelzyklus dar, sondern bildet die Wappen des Erzstiftes und seiner Dignitäten ab und sollte so wohl einen Eindruck von Macht und Herrlichkeit der alten Mainzer Kirche erzeugen. Das Chorgestühl des Ostchors ist wesentlich schlichter und stammt aus der in napoleonischer Zeit abgerissenen Schlosskirche St. Gangolf.

### Spätere Ausstattung
Das 19. Jahrhundert war in erster Linie dem Bauwerk gewidmet. An Ausstattung kam dagegen mit Ausnahme der Grabdenkmäler für die Bischöfe dieses Jahrhunderts und dem Schrein für die Figurengruppe des Marienaltars wenig Erwähnenswertes hinzu. Aus dem 20. Jahrhundert ist vor allem das große, an historische Vorbilder erinnernde Kreuz aus Bronze in der Westvierung zu erwähnen, das zum tausendjährigen Domjubiläum geschaffen wurde. Bedeutend ist auch der „Schrein der Mainzer Heiligen“ in der Ostkrypta des Domes, der 1960 gestiftet wurde.

### Grabdenkmäler

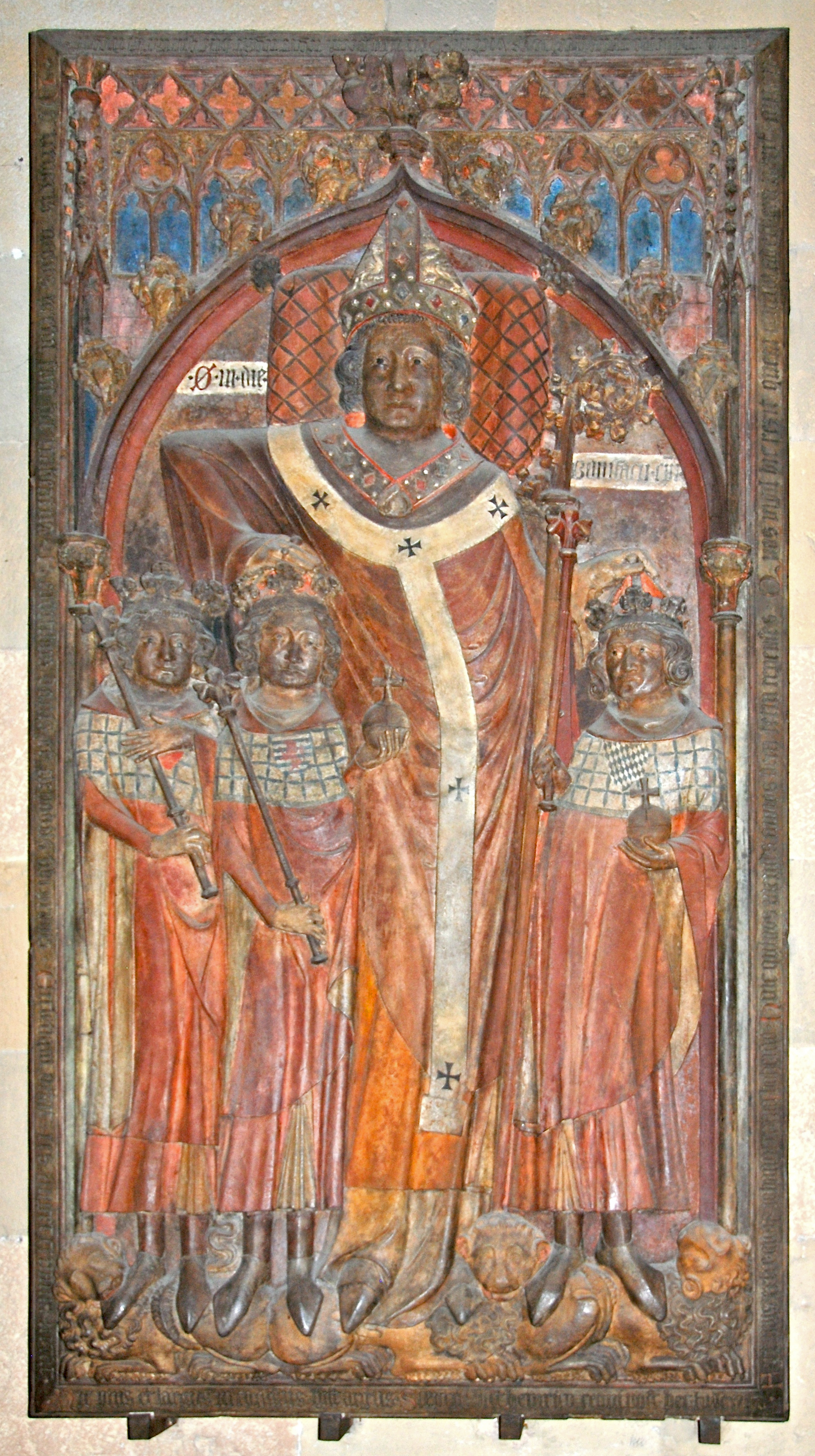
Das Grabmal Peters von Aspelt verdeutlicht den Anspruch des Kurfürsten von Mainz, Königsmacher zu sein. Es stellt den Erzbischof und die drei von ihm gekrönten Könige dar: Johann von Böhmen, Heinrich VII. und Ludwig der Bayern.

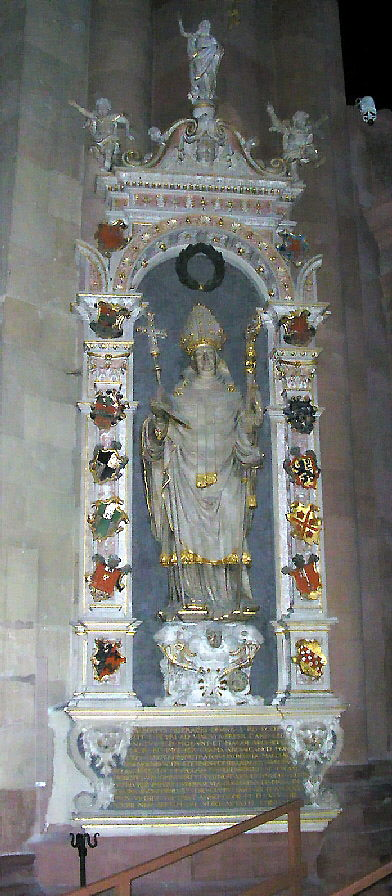
Grabdenkmal für Erzbischof Albrecht von Brandenburg, den Gegenspieler Martin Luthers.

Kunstgeschichtlich von hoher Bedeutung sind die Grabdenkmäler der Erzbischöfe und Kurfürsten. Der Mainzer Dom beherbergt eine der größten Sammlungen dieser Gedenksteine auf dem Gebiet des Heilige Römischen Reichs. An ihnen lässt sich nicht nur der Wandel der Stilrichtungen über ein halbes Jahrtausend ablesen, sondern auch das Selbstverständnis der Mainzer Erzbischöfe. Diese standen im alten Reich der größten Kirchenprovinz außerhalb Roms vor, galten lange Zeit als Primas Germaniae, d. h. als Stellvertreter des Papstes im deutschen Reichsteil, und gehörten zu den ranghöchste Reichsfürsten. 
Mit der Errichtung eines Grabdenkmals für den jeweiligen Vorgänger ordnete sich der Amtsinhaber in die Reihe der Mainzer Erzbischöfe ein und beanspruchte so die ihnen seit Generationen zustehenden Privilegien. Aber nicht nur Erzbischöfe, sondern ebenso einige hochrangige Mitglieder des Mainzer Domkapitels ließen sich Grabdenkmäler im Dom errichten. Stilistisch spiegeln sich in ihnen mehrere Jahrhunderte der europäischen Kunstgeschichte, von der Gotik über die Renaissance und den Barock bis hin zu den sich wieder am Mittelalter orientierenden Denkmälern des 19. Jahrhunderts. Erst seit Ende des 19. Jahrhunderts wurde auf figürliche Darstellungen verzichtet. 
Das älteste Grabmonument ist das des Erzbischofs Siegfried III. von Eppstein († 1249). Es zeigt ihn – wie auch später das Denkmal Peters von Aspelt  – als Königskröner und war ursprünglich noch als Grabplatte gedacht, was am gemeißelten Kissen unter dem Kopf des Erzbischofs zu erkennen ist. Erst später wurde es senkrecht an einem Pfeiler des Mittelschiffs angebracht, 1834 wurde es mit Ölfarbe angemalt.
Das erste direkt an der Wand angebrachte Grabdenkmal war das von Erzbischof Konrad II. von Weinsberg († 1396). Die Denkmäler seiner Nachfolger im 15. Jahrhundert gehören zu den qualitativ hochwertigsten. Zu nennen sind vor allem die Grabdenkmäler der Erzbischöfe Johann II. von Nassau und Konrad III. von Dhaun.
Am Übergang von der Spätgotik zu Renaissance sind zunächst die Grabdenkmäler des Erzbischofs Berthold von Henneberg bemerkenswert, der sich als erster vermutlich schon zu Lebzeiten gleich zwei Denkmäler hatte anfertigen lassen. Die Grabplatte besteht aus damals überaus teurem roten Marmor und wurde mit einer sich von anderen Grabdenkmälern abhebenden Qualität angefertigt. Bemerkenswert ist des Weiteren das Denkmal Erzbischof Uriels von Gemmingen. Es ist gänzlich anders gestaltet als alle anderen Grabdenkmäler, da es den Erzbischof nicht als herrschaftliche Standfigur, sondern demütig unter einem Kreuz kniend darstellt. Einzelne Detailformen und Zierelemente zeigen bereits den Übergang von der Spätgotik zur Renaissance, doch die Orientierung an der Breite der Pfeiler behält dieses Denkmal ebenfalls bei.
Endgültig zur Renaissance zählt das Grabdenkmal des Erzbischofs und Kardinals Albrecht von Brandenburg. Albrecht war gleichzeitig Erzbischof von Mainz und von Magdeburg, weswegen er auf seinem Grabdenkmal zwei Pallien trägt. Auch Albrecht hatte sich neben dem Denkmal noch eine Grabplatte anfertigen lassen, die heute in unmittelbarer Nähe des Denkmals hängt. Als einzige ihrer Art im Mainzer Dom ist ihre Inschrift in deutscher Sprache verfasst. Die Formensprache und Farbgebung des Albrecht-Monuments findet sich genauso – da vom selben Künstler stammend – beim Denkmal seines Nachfolgers Sebastian von Heusenstamm.
Das Grabmal der Familie von Gabelentz wurde von Johann Robin, dem Bruder des aus Flandern stammenden Architekten Georg Robin, und seiner Werkstatt um 1590 geschaffen.
Das letzte dieser Denkmäler, die den Verstorbenen als Statue zeigen, ist das von Erzbischof Damian Hartard von der Leyen. Danach werden auf den Denkmälern – falls sie noch aus einer figürlichen Darstellung bestehen – nur noch Szenerien dargestellt. So zeigt zum Beispiel das einzige Denkmal eines Laien den 1689 gefallenen Reichsgrafen Karl Adam von Lamberg, wie er aus dem Sarg zur Auferstehung steigt. Aus dieser Epoche, die dem Barock bzw. dem Rokoko zuzuordnen ist, stammt auch das mit 8,33 m größte Grabdenkmal des Domes, das den Dompropst Heinrich Ferdinand von der Leyen darstellt.
Um 1800 begann die Rückbesinnung auf mittelalterliche Vorbilder. Die Grabdenkmäler wurden unter anderem wieder als Tumben mit Reliefs gestaltet, wie das des bedeutenden Mainzer Bischofs Wilhelm Emmanuel von Ketteler. Ab 1925 wurden alle Bischöfe in Grabnischen in der dafür neu geschaffenen Westkrypta begraben.

## Anbauten und Krypten

### Ostkrypta

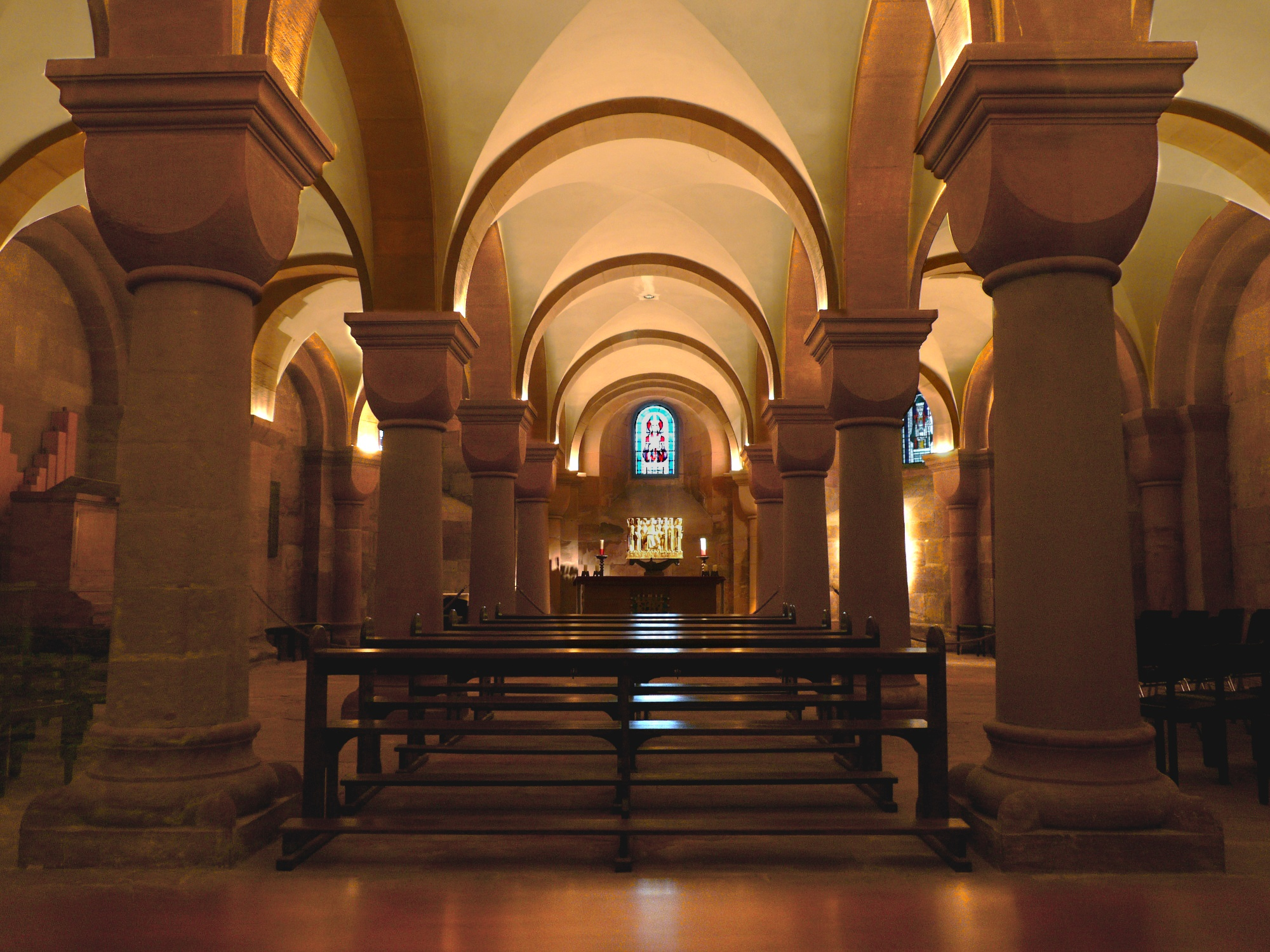
Ostkrypta im Mainzer Dom

Eine Ostkrypta sah schon die Bauplanung zur Zeit des Kaisers Heinrich IV. vor. Heinrich legte den Grund für eine dreischiffige Hallenkrypta, die aber wohl nie vollendet wurde. Nach dem Tod des Kaisers 1106 ruhten die Arbeiten am Ostbau bis etwa 1125. In den neueren Planungen war jedoch keine Krypta mehr vorgesehen, weswegen die vorhandenen Teile mit Schutt aufgefüllt wurden. Die Krypta wurde 1872 bis 1876 wiedererrichtet. Dabei konnte die alte Anlage aufgrund der archäologischen Befunde weitgehend rekonstruiert werden. Sowohl die Sockelplatten der freistehenden Säulen als auch Stufen der ehemaligen Treppenanlage wurden gefunden. Die Wandgliederung hatte sich ebenfalls erhalten und gab Auskunft über die unter Heinrich IV. geplante Form. Aufgrund der Ähnlichkeit zur Krypta des Speyerer Doms wurde bei den übrigen Baumaßnahmen, insbesondere bei der Gestaltung der Kapitelle, auf das Speyerer Vorbild zurückgegriffen. Die Ostkrypta ist daher eine dreischiffige Halle mit einer Länge von fünf Jochen. Sie ist von den beiden Seitenschiffen aus über Treppen erreichbar. Im Inneren befindet sich ein 1960 geschaffener Schrein mit Reliquien der Mainzer Heiligen. An Allerheiligen ist die Krypta daher Ziel einer Prozession zum Abschluss der Vesper.

### Westkrypta („Bischofsgruft“)

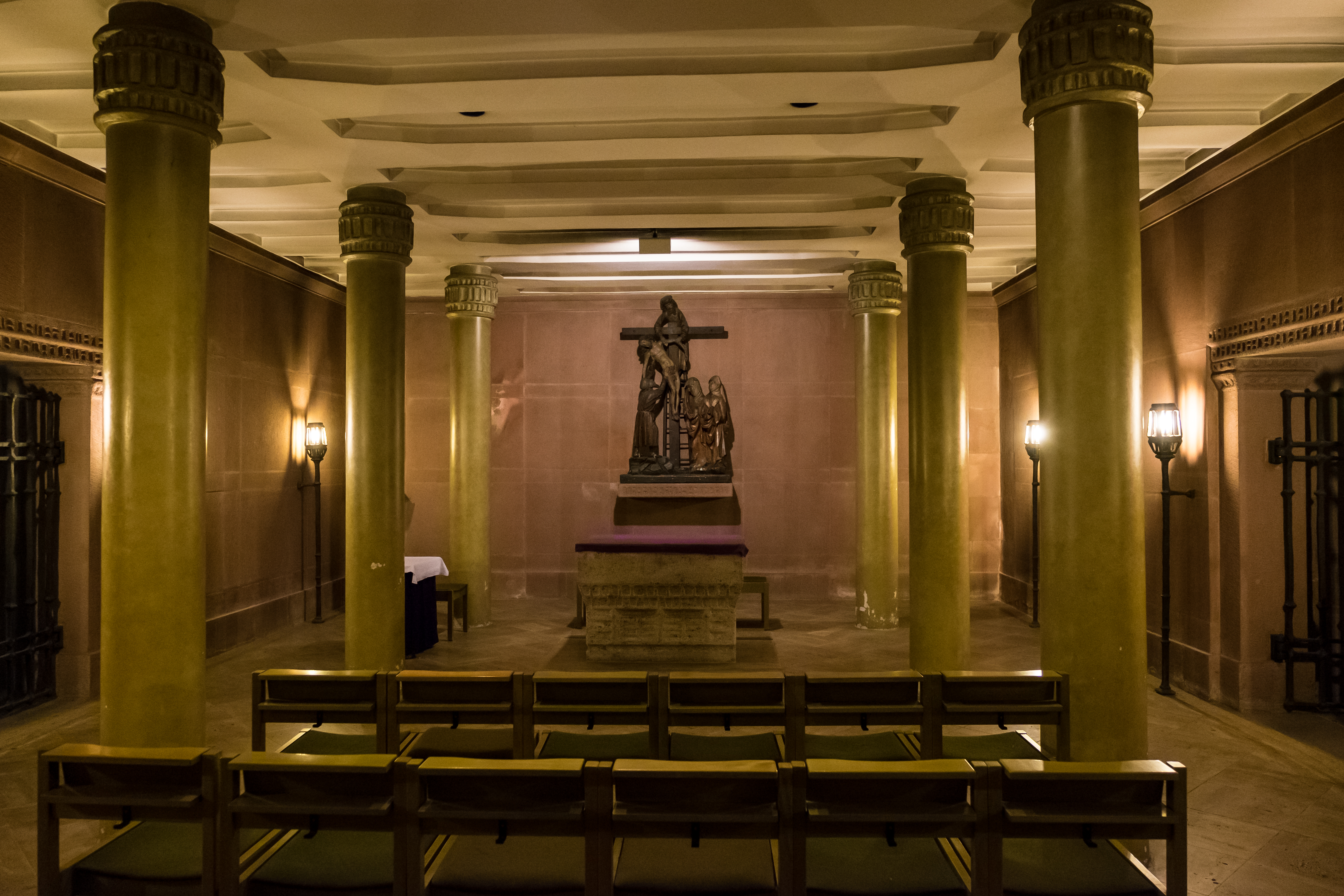
Westkrypta im Mainzer Dom

Die nach dem ersten Mainzer Erzbischof benannte Lullus-Krypta wurde erst 1927/28 während der großen Domrenovierung unter der Westvierung erbaut. Es ist ein rechteckiger Raum mit einer flachen Decke, die durch vier Säulen gestützt ist. Im Westen ist ein steinerner Altar aufgebaut. Die Krypta ist die Grablege der Mainzer Bischöfe und Weihbischöfe seit jener Zeit. Dort liegen Ludwig Maria Hugo († 1935), Albert Stohr († 1961), Weihbischof Josef Maria Reuß († 1985), Kardinal Hermann Volk († 1988), Weihbischof Wolfgang Rolly († 2008), Weihbischof Werner Guballa († 2012) und Kardinal Karl Lehmann († 2018). Ebenfalls wurde der Mainzer Erzbischof Johann Friedrich Karl von Ostein dort bestattet. Die Krypta ist durch Treppen im Nord- und Südquerhaus zugänglich.

### Nassauer Unterkapelle
Die Nassauer Unterkapelle befindet sich unter dem Mittelschiff des Doms Richtung Osten (zweites Mittelschiffsjoch von Osten aus, vgl. auch den Grundriss von Gudenus). Sie bildet ein Rechteck mit den Seitenlängen 7,50 m × 6,60 m. Zehn kleine Säulen bilden ein Achteck und tragen ein kleines gotisches Gewölbe. Früher gab es, wie auf dem Grundriss von Gudenus ebenfalls zu sehen ist, im Langhaus zwei schmale Treppen, die zu der unterirdischen Kapelle hinabführten. Heute ist die Kapelle nur noch durch einen kleinen Gang gegenüber dem unterirdischen Eingang zur Ostkrypta erreichbar. Die ehemaligen Treppenaufgänge führen in Stollen unter dem Dom.
Über der Unterkapelle befand sich ein Baldachin mit einem Martinsaltar, den Erzbischof Johann II. von Nassau 1417 oder 1418 gestiftet hatte. Ein Altar an dieser Stelle ist schon 1051 nachweisbar. Erzbischof Bardo wurde dort vor einem Altar begraben, über dem sich das Hauptkreuz des Domes befand, woraus sich die Bezeichnung „Kreuzaltar“ ableitete. Ähnliche Altäre gab es zu jener Zeit häufig, unter anderem auch in Fulda, St. Aposteln in Köln und im Kloster St. Gallen. Zur Zeit des Erzbischofs Bardo dürfte der Kreuzaltar der Standort des sogenannten Benna-Kreuzes gewesen sein, das Erzbischof Willigis gestiftet hatte. Der Altar Johanns II. wurde 1683 abgebrochen. Die Unterkapelle findet heute noch ihre Verwendung in der Karwochenliturgie, da sich dort eine Grablegeszene (Heiliges Grab) befindet. Ansonsten ist sie geschlossen.

### Sakristei
Die heutige Sakristei entstand in drei Bauphasen. Der erste Teil, die heutige Pfarrsakristei, entstand vermutlich kurz nach der Errichtung des Westchors 1239. Er ist in seinem Stil enger an gotische Formen angelehnt als der Westbau. Die erste Erweiterung geschah 1501 unter Erzbischof Berthold von Henneberg (1484–1504), der dort einen Teil des Domschatzes unterbrachte. Die zweite Erweiterung erfolgte 1540 durch Albrecht von Brandenburg (1514–1545), der die Räumlichkeiten für die Aufnahme des sogenannten Halleschen Heiltums benötigte, das er nach Mainz hatte bringen lassen.

### Gotthardkapelle

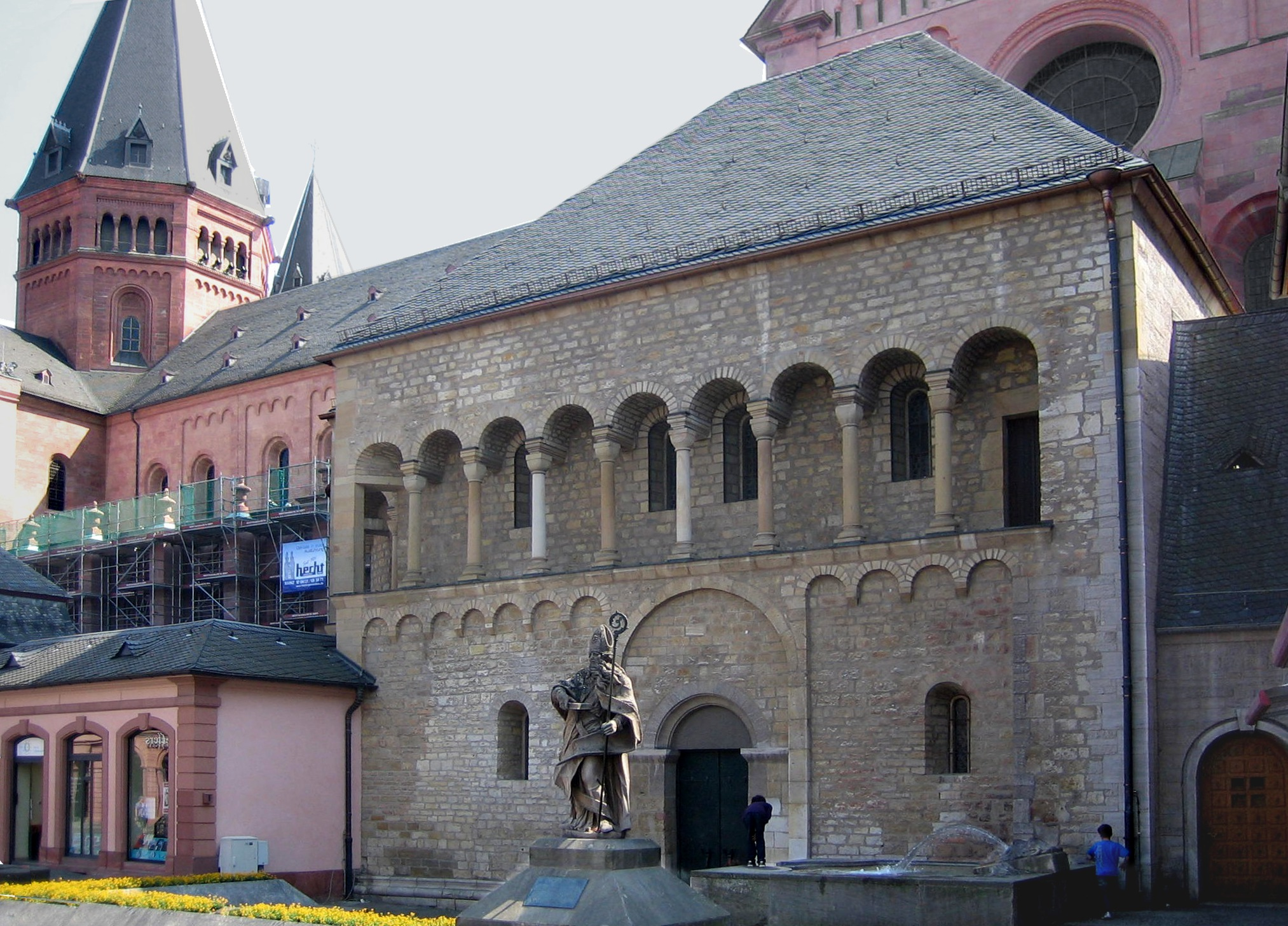
Gotthardkapelle, Blick vom Markt

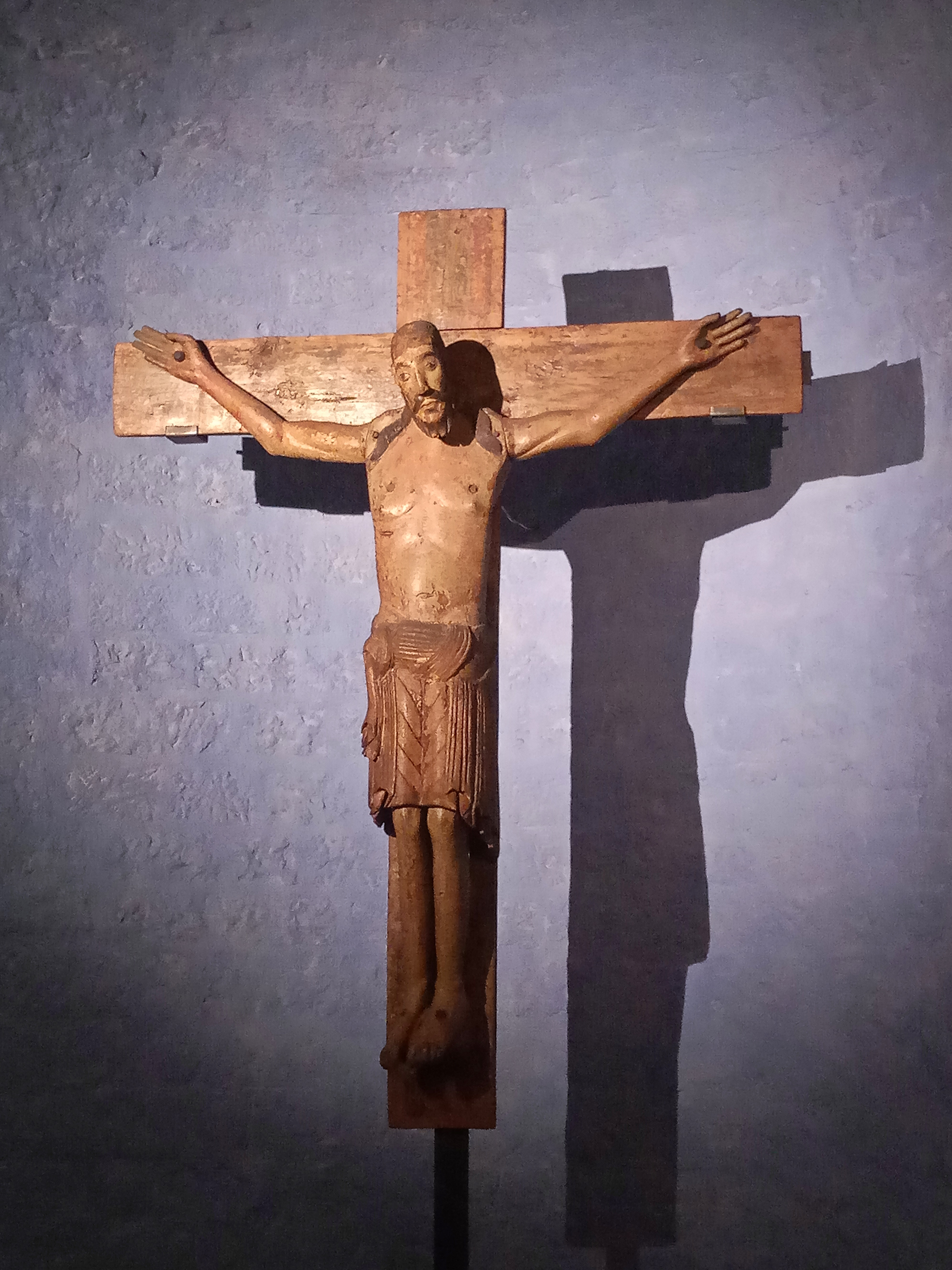
Udenheimer Kruzifix

Erzbischof Adalbert I. von Saarbrücken ließ vor 1137 neben dem Nordquerhaus eine Palastkapelle errichten, die dem Patrozinium  des heiligen Godehard von Hildesheim unterstellt war. Die Gotthardkapelle stand östlich der Bischofsresidenz, die sich im 12. Jahrhundert noch unmittelbar am Dom befand. Residenz und Kapelle waren über einen Durchgang verbunden, dessen Wandöffnung noch sichtbar ist.
Der quadratische Anbau ist eine Doppelkapelle mit einem Erd- und einem Obergeschoss. Vier Pfeiler unterteilen den Raum im Erdgeschoss in neun Quadratjoche. Das mittlere davon blieb ohne Gewölbe, damit – wenn er nicht selbst zelebrierte – der Erzbischof und sein Hofstaat in der Oberkapelle der Messe folgen konnten. Die Unterkapelle war für die Dienerschaft und das Volk vorgesehen. Die Gotthardkapelle ist eine der ältesten erhaltenen Bauten ihrer Art. Mit Ausnahme der Kapitelle der Zwerggalerie, die um die Außenseiten des Baus verläuft, ist die Kapelle arm an Bauschmuck. Ihren Mittelturm, der im Laufe der Zeit dem jeweiligen Geschmack angepasst wurde, hat sie verloren.
Nachdem die erzbischöfliche Pfalz im 15. Jahrhundert in die Martinsburg am Rheinufer verlegt worden war, verlor die alte Palastkapelle an Bedeutung. So wurde das mittlere Joch später eingewölbt, da die ursprüngliche Funktion der Öffnung nicht mehr gegeben war. Heute ist die Deckenöffnung in der Mitte der Kapelle wiederhergestellt.
An der Ostwand der Kapelle befinden sich eine große Apsis in der Mitte und zwei kleinere Apsiden rechts und links davon. Die mittlere Apsis wurde in der zweiten Hälfte des 20. Jahrhunderts neu gestaltet. An die Stirnseite kam 1962 das sogenannte Udenheimer Kruzifix, das aus dem Hochmittelalter stammt. In jeder Apsis stand früher ein Altar; der mittlere war bis ins 20. Jahrhundert der Sakramentsaltar des Doms. Im Obergeschoss wurde eine zweimanualige Orgel der Windesheimer Orgelbauwerkstatt Oberlinger aufgestellt. Die Kapelle wird heute für die Werktagsmessen des Domstifts genutzt.

### Kreuzgang

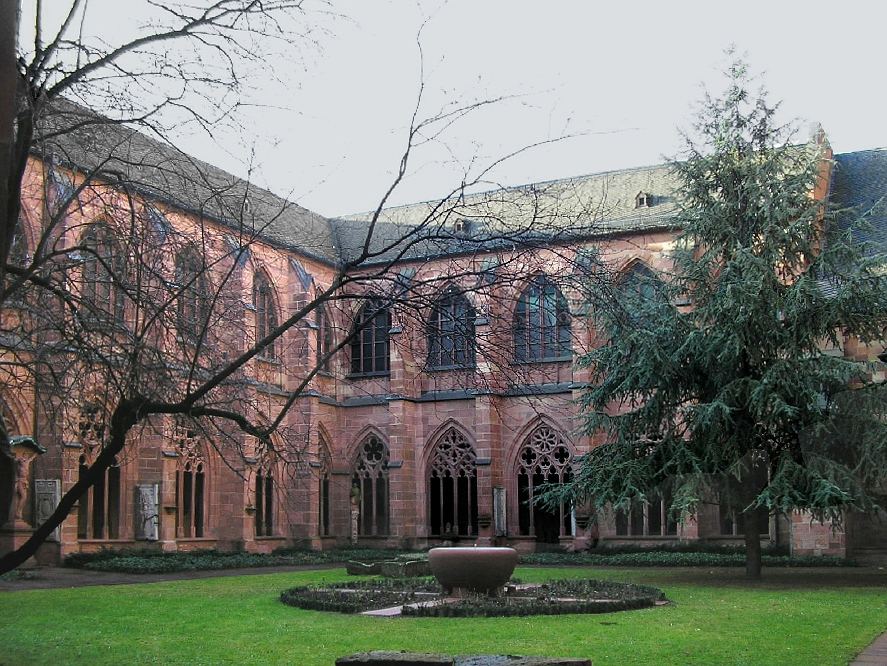
Blick über den Domfriedhof auf Süd- und Westflügel des Kreuzgangs

Zum Bau eines Kreuzgangs kam es am Willigis-Dom nicht mehr. Den ersten Kreuzgang des Doms bauten die Nachfolger, jedoch ist dieser – vermutlich mehrfach erneuerte – Kreuzgang nicht mehr erhalten. Der heutige Kreuzgang wurde zwischen 1400 und 1410 im Stil der Gotik an der Südseite des Doms errichtet. Er ist wohl so groß wie der Vorgängerbau, von dem noch Mauerreste und ein Kellerraum aus dem frühen 13. Jahrhundert erhalten sind. Der im gotischen Stil ausgeführte Bau ist dreiflügelig und doppelstöckig. Damit weist er gleich in zweifacher Weise Besonderheiten auf. Offenbar hatte der Kreuzgang nur drei anstatt vier Flügel, weil ein vierter Flügel die großen Maßwerkfenster der gotischen Seitenkapellen verdeckt hätte, die im 14. Jahrhundert an das Langhaus des Domes angebaut worden waren. Doppelstöckig wurde der Kreuzgang ausgeführt, weil im Obergeschoss die große Dombibliothek eingerichtet werden sollte.
Der Kreuzgang besteht aus 24 Jochen, die von einem einfachen Kreuzrippengewölbe überspannt sind. Er war wie alle Kreuzgänge Verbindungsgang zwischen den um ihn errichteten Stiftsgebäuden und daneben vor allem als Beerdigungsstätte für Mitglieder des Domstifts. 1793 wurde er bei der Beschießung der Stadt schwer getroffen und im 19. und 20. Jahrhundert stark restauriert. 1942 brannte der Kreuzgang nach Bombentreffern aus. Von 1952 bis 1969 wurde er anschließend schrittweise wieder restauriert. Im Obergeschoss befindet sich heute das Dom- und Diözesanmuseum. Das Untergeschoss wird noch als Prozessionsweg benutzt, außerdem finden sich dort noch etliche Grabdenkmäler und Ausgrabungsfunde. Das mit einer Pietà geschmückte Grabdenkmal des Domherrn und Dombaumeisters Johann von Hattstein († 1518) gilt als erstes Renaissancedenkmal in der Mittelrheingegend. Das vom Kreuzgang umschlossene Gelände ist heute Domfriedhof.

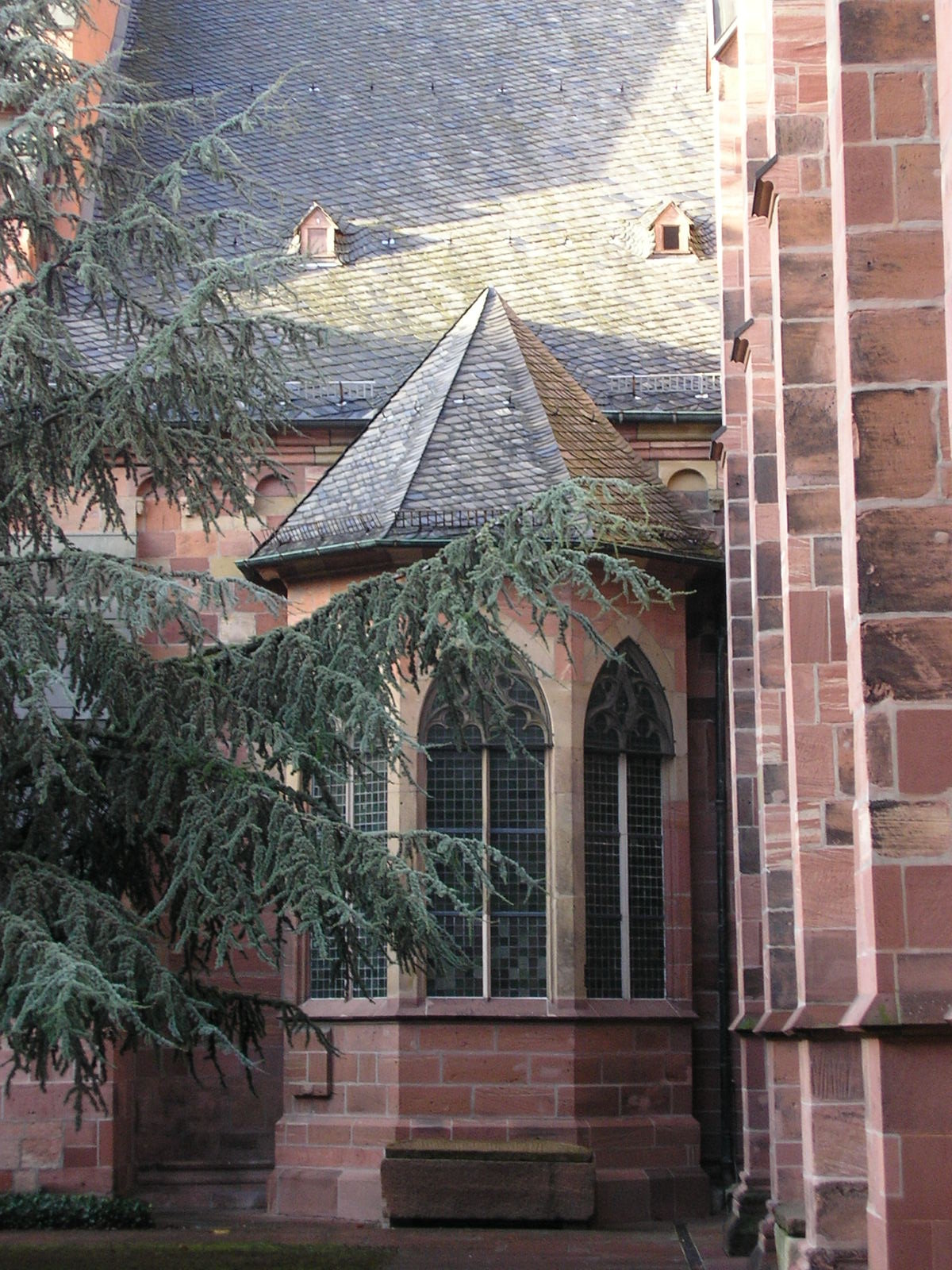
Ägidius-Chor der Mainzer Memorie

### Memorie
Die sogenannte Memorie ist an das Südquerhaus im Westen angebaut. Sie entstand in der spätromanischen Bauphase von 1210 bis 1230. Die Memorie ist der ehemalige Kapitelsaal des Domkapitels. Da den Kapitularen das Recht zustand, sich dort begraben zu lassen, wurde der Kapitelsaal wie auch in anderen Dombauten (Bamberg, Eichstätt, Würzburg) allmählich zum Mausoleum. Die Sitzungen des Kapitels fanden daher später in Räumlichkeiten am Südflügel des Kreuzgangs statt, die im Gegensatz zur Memorie zum Teil auch beheizbar waren. Der alte Saal diente dann vor allem dem Totengedenken, woraus sich auch der heutige Name ableitet. Ältere Ansichten zeigen eine Vielzahl von nicht mehr vorhandenen Grabplatten im Boden. In dem Raum befinden sich jedoch noch drei bogenförmige Epitaphien der Mainzer Renaissance. Sie zeigen Kreuzigung, Auferstehung und Himmelfahrt und erinnern an drei bedeutende Persönlichkeiten im Umfeld der Domkirche; den erzbischöflichen Rat Martin von Heusenstamm († 1550) sowie die Domherren Konrad von Liebenstein († 1536) und Georg Göler von Ravensburg († 1558). Von der Funktion als Kapitelsaal zeugen noch der steinerne Thron an der Westseite des Anbaus und die umlaufende Steinbank an den Wänden.
Die Memorie ist ein quadratischer Raum mit einer Seitenlänge von 12,20 m, der von einem einzigen Gewölbe (Kreuzrippengewölbe) überspannt ist und insofern von der damals üblichen Form abweicht, nach der Kapitelsäle in neun Gewölbejoche unterteilt waren. Der Baumeister deutete aber eine solche Unterteilung an, indem er die West- und Südwand in drei Bogen unterteilte. Auffällig ist auch, dass der Kreuzgang nicht wie sonst am Kapitelsaal vorbeiläuft, sondern von ihm unterbrochen wird. Im Westen ist der Kreuzgang daher nur durch die Memorie zu betreten.
Im Osten hatte die Memorie von Anfang an eine kleine Apsis, in der ein Altar aufgestellt war. Der romanische Bogen über der Maueröffnung ist noch erhalten. Die Apsis wurde dagegen abgebrochen und 1486 durch einen gotischen Bau ersetzt. Der ursprüngliche Zugang zum südlichen Seitenschiff, ein romanisches Portal, über dem der Hl. Martin thront, wurde später zugemauert und durch ein gotisches Portal ersetzt.

### Nikolauskapelle
Die Nikolauskapelle grenzt direkt an Kreuzgang und Memorie an. Eine Kapelle mit diesem Patrozinium ist schon 1085 bezeugt, der heutige Bau entstand vor 1382, also noch vor der Errichtung des jetzigen Kreuzgangs.
Die Kapelle bildet ein aus drei Jochen bestehendes Rechteck, wobei die inzwischen nicht mehr vorhandene Apsis mit dem Altar wegen der Ostung an einer Längsseite angebracht war. Das Patrozinium lässt auf eine Verbindung der Kapelle mit der Domschule schließen, da Nikolaus von Myra als Schutzpatron der Kinder angesehen wird. Gleichwohl diente die heutige Kapelle vor allem als Erweiterung der Memorie.
Zwischen der Memorie und der Nikolauskapelle befindet sich eine doppelläufige Wendeltreppe. Derartige Anlagen sind nur selten anzutreffen. Die beiden Spiralen laufen übereinander her, so dass die Anlage von Memorie oder Nikolauskapelle aus zum Aufstieg oder Abstieg aus dem oberen Geschoss des Kreuzgangs benutzt werden kann, ohne dass man sich dabei begegnet.
In der Nikolauskapelle ist der Domschatz ausgestellt.

### Stiftsgebäude
Die Baugeschichte der Stiftsgebäude am Kreuzgang ist unzureichend erforscht. Ursprünglich dienten diese Gebäude dem gemeinsamen Zusammenleben (vita communis) der Stiftsangehörigen ähnlich wie in den Klöstern. Das Zusammenleben des Domstifts hörte jedoch schon in der Mitte des 13. Jahrhunderts auf, die Mitglieder wohnten nun in eigenen Häusern. Die ehemaligen Speise- und Schlafsäle, die Wärmestuben und sonstigen Räumlichkeiten wurden danach anderen Bestimmungen zugeführt, möglicherweise auch der Domschule.
Am Südflügel existiert noch ein ehemals 51 m langer, zweigeteilter Bau. In seiner heutigen Form entstammt er dem 14. Jahrhundert. Nachdem die Memorie als Kapitelsaal weggefallen war, fanden die Kapitelsitzungen in Räumlichkeiten im Südflügel statt. Dort gab es beheizbare Räume. 1489 wurde noch eine kleine Kapitelstube angebaut, die noch besteht. Die meisten ehemaligen Stiftsgebäude werden heute vom Dom- und Diözesanmuseum belegt.

## Orgeln
Der Mainzer Dom verfügt über eine neue Orgelanlage, bestehend aus zwei Instrumenten: der Hauptorgel im Ostchor, und einem weiteren großen Orgelwerk am Marienaltar. Geplant ist der Umbau der stillgelegten Westchororgel zu einem dritten Instrument, welches künftig der Chor-Begleitung dienen soll.

### Geschichte
Die ersten Zeugnisse über eine Orgel im Mainzer Dom stammen aus dem Jahr 1334. Sie geben aber nur Aufschluss über die Verwendung einer Orgel im Gottesdienst, nicht aber auch über das Instrument als solches.
Im Jahr 1468 gab es nachweislich eine Orgel auf dem Ostlettner, die zur Chorbegleitung eingesetzt wurde. Dieses Instrument könnte von Hans Tugi (auch: Hans von Basel) stammen. Dieser Hans Tugi hat vermutlich auch die erste nachweisbare Langhausorgel im Mainzer Dom erbaut; nach einigen Quellen wurde das Instrument im Jahre 1514 erbaut; anderen Quellen zufolge nahm Hans Tugi im Jahre 1514 lediglich Veränderungen vor an dem Instrument, das er bereits im Jahre 1501 errichtet haben soll.
In den Jahren 1545/46 wurden die Domorgeln erstmals gründlich restauriert. Den Quellen lässt sich grundsätzlich entnehmen, dass die Instrumente in relativ kurzen Zeitintervallen gewartet bzw. restauriert werden mussten, was vermutlich mit den klimatischen Verhältnissen innerhalb der Basilika zusammenhing. Im Jahre 1547 errichtete man auf dem Westlettner eine weitere Orgel, die bereits im Jahre 1560 zusammen mit der Langhausorgel restauriert werden musste. Die Arbeiten wurden von Veit ten Bent ausgeführt, der im Anschluss daran im Jahre 1563 gleich eine ganz neue Orgel für das Langhaus baute. Dieses Instrument bestand aus Hauptwerk, Rückpositiv und Pedal und wurde als „Schwalbennestorgel“ im Mittelschiff gegenüber der Kanzel aufgehängt.
Im Jahre 1702 stiftete der Dekan des Johannesstiftes, Johann Ludwig Güntzer, eine neue Orgel für den nunmehr barocken Westlettner; dieses Instrument wurde nach ihm als „Güntzersche Chorettenorgel“ benannt und wird Johann Jakob Dahm zugeschrieben. In den Jahren 1794/1795 wurde diese Orgel abgebaut und in Hochheim und Miltenberg ausgelagert. Das vollständig erhaltene Gehäuse wurde 1988 in einem Keller des Doms wiederentdeckt und während einer Ausstellung im Mainzer Dommuseum 2011 erstmals wieder öffentlich gezeigt. Im Jahre 1793 beschossen die Preußen das französisch besetzte Mainz und zerstörten dabei auch die Langhausorgel des Orgelbauers Veit ten Bents aus dem Jahre 1763. Jeanbon St. André, der unter Napoleon als Präfekt in Mainz zuständig war, erwog sogar ernsthaft, den Dom wegen der Schäden abreißen zu lassen.
Nach dem Wiederaufbau des Domes im Jahre 1803 wurde zumindest aus den Resten der Güntzerschen Orgel eine neue Orgel – diesmal auf der nördlichen Chorette des Westlettners – aufgestellt. Im Jahre 1866 wurde im Westchor eine neue Chororgel mit 10 Registern auf einem Manual und Pedal aufgestellt. Dieses Instrument wurde im Jahre 1899 durch den Orgelbauer Martin Joseph Schlimbach (Würzburg) um ein weiteres Manualwerk ergänzt und auf die Südseite des Westchores hinter das Chorgestühl verlegt; der Spieltisch fand zwischen den Sitzreihen Aufstellung, wo sich auch heute noch der Spieltisch der Westchororgel befindet. Während der Sanierungsarbeiten im Dom in den 1920er-Jahren wurde diese Orgel so stark beschädigt, dass ein Neubau beschlossen wurde.
Das neue Instrument wurde von der Orgelbaufirma Klais (Bonn) erbaut und im Jahre 1928 geweiht. Die neue Orgel wurde aus Denkmalschutzgründen komplett hinter dem Chorgestühl aufgestellt. Sie verfügte über 75 Register auf vier Manualen und Pedal und besaß Kegelladen und Registerkanzellen mit einer elektro-pneumatischen Traktur.

### Frühere Orgelanlage

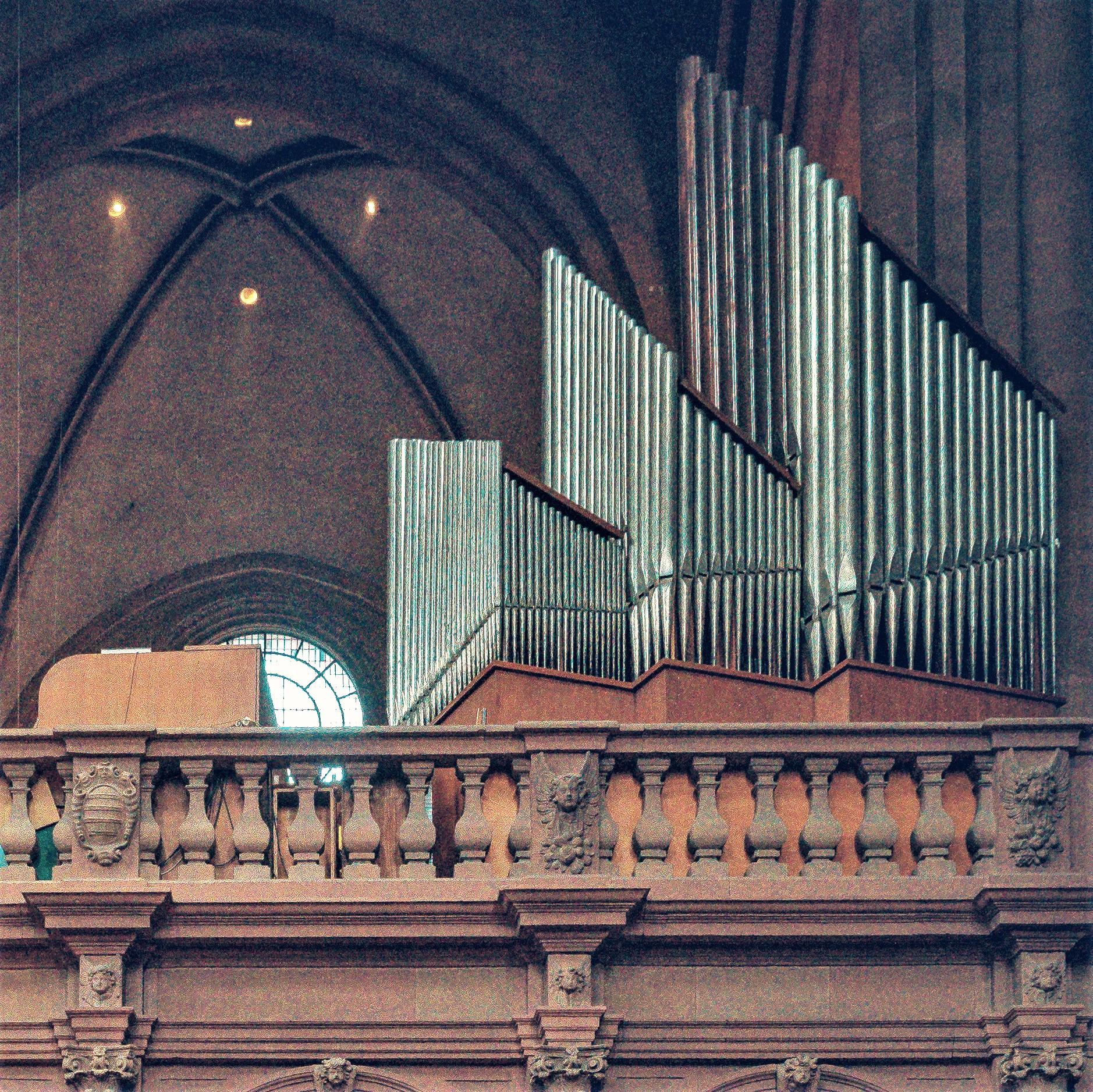
Südemporenorgel, der „Kern“ der vormaligen Domorgelanlage

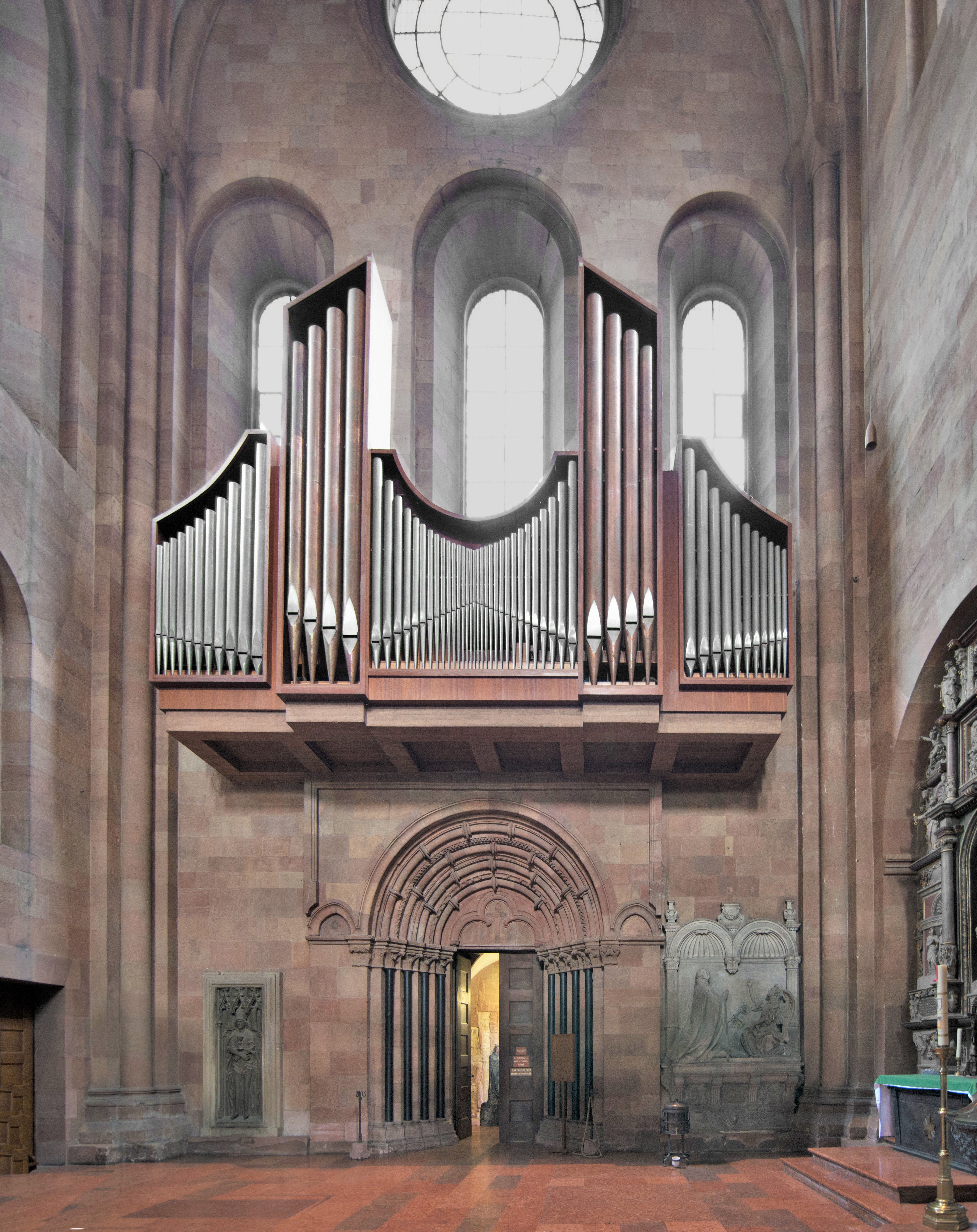
Nordwandorgel im Querhaus

Die von 1960 bis 2014 bestehende Orgelanlage integrierte das Instrument von Orgelbau Klais aus dem Jahre 1928, modifizierte es aber. Angesichts der standortbedingt ungünstigen Akustik entschied man sich im genannten Jahr dazu, die Klais-Orgel im Zuge der Domrestaurierung umzubauen und zu erweitern. Mit den Veränderungen wurde das Orgelbauunternehmen Kemper (Lübeck) beauftragt.
Das Klais-Instrument wurde aufgeteilt, und es entstand eine der größten Orgelanlagen Deutschlands mit insgesamt 105 Registern (7984 Pfeifen), die von einem Generalspieltisch auf der Südchorette aus angespielt werden kann. Die einzelnen Werke wurden, u. a. aus Gründen des Denkmalschutzes, auf sieben Standorte im Dom verteilt und möglichst unscheinbar in den Kirchenraum eingefügt.
- Zwei Manualwerke der Klais-Orgel von 1928 samt einem Großteil des Pedalwerkes verblieben als Westchororgel links und rechts hinter dem Westchorgestühl.
- Die beiden weiteren Manualwerke wurden mit den übrigen Pedalregistern, um einige Register ergänzt, zu einer zweiteiligen Querhaus-Orgel angelegt.
- Auf der Südchorette wurde die sogenannte Südemporen-Orgel mit einem Freipfeifenprospekt errichtet.
- An der Nordwand des Querhauses wurde in einem neuen Gehäuse die sogenannte Nordwand-Orgel errichtet.
- 1960 wurde die Ostchororgel komplett neu geschaffen.

Kemper schuf auch den großen Zentralspieltisch auf der Südchorette, der über sechs Manuale verfügt und von dem aus jedes einzelne Register der gesamten Orgelanlage angespielt werden kann.
Der Entwurf orientierte sich dabei zum einen am damaligen Standort des Domchors auf der Nordchorette und an den gestiegenen Anforderungen hinsichtlich der Führung des Gemeindegesangs, was der Grund für die Schaffung der Ostchororgel war. Letzteres war auf liturgische Veränderungen zurückzuführen: Die vorherrschende Messform in einer Kathedralkirche, das lateinische Hochamt, sah bis zu den 1960er Jahren im Regelfall keinen Gemeindegesang (im Sinne des Singens von Kirchenliedern) vor, sie bestand nur aus Gregorianik und Vokalpolyphonie.
Im Jahr 2003 wurde anlässlich des 20-jährigen Bischofsjubiläums von Karl Lehmann in der Glöcknerstube des Mainzer Doms hoch oben im nördlichen Querhaus ein Register mit sogenannten Spanischen Trompeten eingebaut. Die Kardinalstrompeten genannten Pfeifen begrüßen den Bischof an hohen Feiertagen.

#### Frühere Westchororgel
Die Westchororgel hatte 35 Register auf zwei Manualen und Pedal. Sie bestand im Wesentlichen (mit Ausnahme des Clairon, Nr. 25) aus Registern der Klaisorgel von 1928. Das Instrument verfügte über einen eigenen Spieltisch, der im barocken Westchorgestühl eingelassen war, von dem aus auch die Nordwandorgel angespielt werden konnte.

| I Hauptwerk (III) C–a3 |                  |        |
| 01.                    | Prinzipal        | 16′    |
| 02.                    | Prinzipal        | 08′    |
| 03.                    | Offenflöte       | 08′    |
| 04.                    | Schweizerpfeife  | 08′    |
| 05.                    | Nachthorngedackt | 08′    |
| 06.                    | Oktav            | 04′    |
| 07.                    | Nachthorn        | 04′    |
| 08.                    | Quinte           | 02 ⁄3′ |
| 09.                    | Oktave           | 02′    |
| 10.                    | Mixtur IV–VI     |        |
| 11.                    | Zymbel V         | 01′    |
| 12.                    | Bombarde         | 16′    |
| 13.                    | Trompete         | 08′    |

| II Schwellwerk (IV) C–a3 |                  |        |
| 14.                      | Spitzflöte       | 08′    |
| 15.                      | Lieblich Gedackt | 08′    |
| 16.                      | Unda maris       | 08′    |
| 17.                      | Prinzipal        | 04′    |
| 18.                      | Blockflöte       | 04′    |
| 19.                      | Nachthorn        | 02′    |
| 20.                      | Nasat            | 01 ⁄3′ |
| 21.                      | Sifflöte         | 01′    |
| 22.                      | Sesquialter II   | 02 ⁄3′ |
| 23.                      | Scharff IV       |        |
| 24.                      | Krummhorn        | 08′    |
| 25.                      | Clairon          | 04′    |
|                          | Tremulant        |        |

| Pedal C–f1 |                 |     |
| 26.        | Untersatz       | 32′ |
| 27.        | Prinzipalbaß    | 16′ |
| 28.        | Subbaß          | 16′ |
| 29.        | Oktavbaß        | 08′ |
| 30.        | Flötbaß         | 08′ |
| 31.        | Pedaloktav      | 04′ |
| 32.        | Rauschpfeife IV | 04′ |
| 33.        | Posaune         | 16′ |
| 34.        | Schalmey        | 04′ |
| 35.        | Cornett         | 02′ |

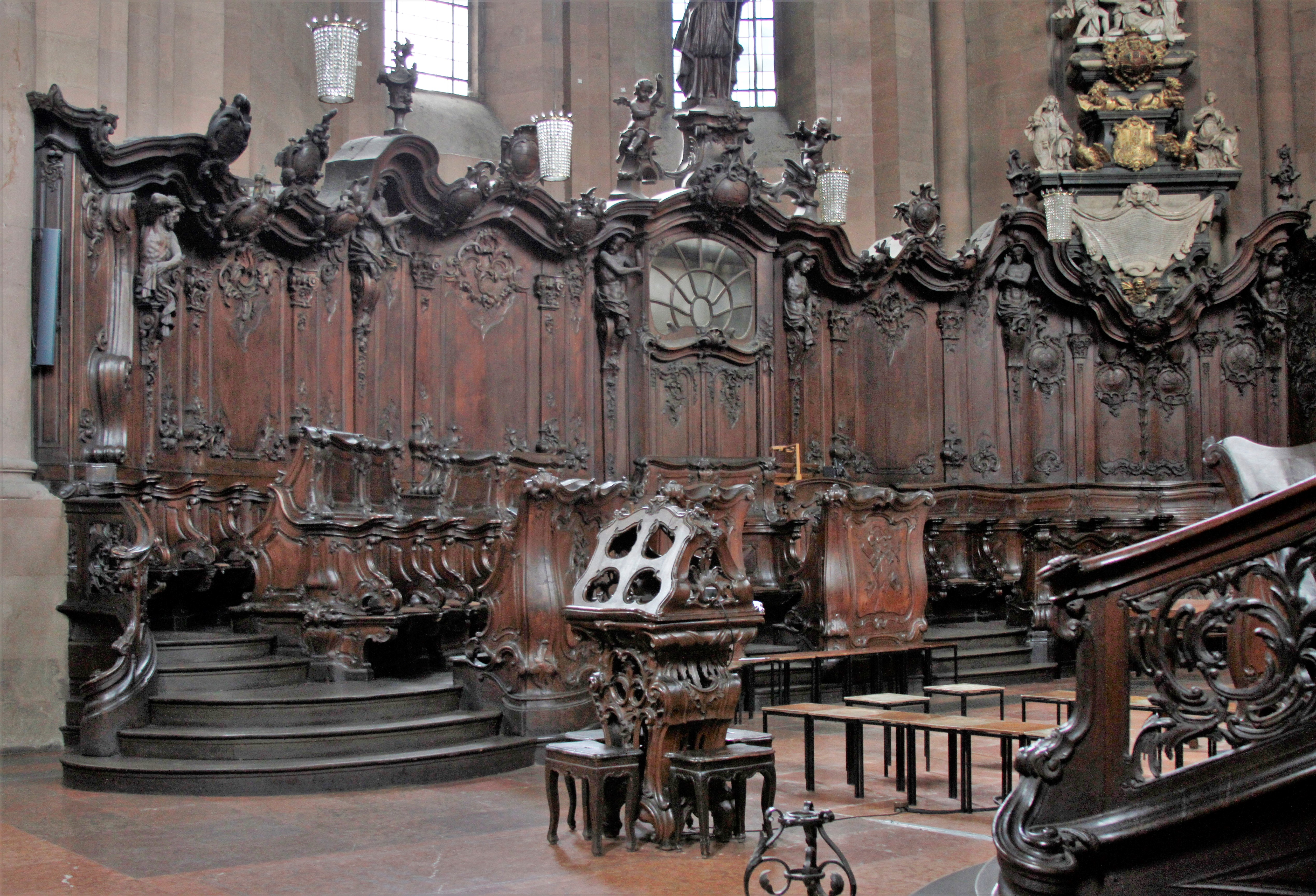
Westchororgel (Klais), unsichtbar hinter dem reich verzierten Chorgestühl

- Koppeln: III/I, II/I, III/II, III/P, II/P, I/P.
- Spielhilfen: 3 freie Kombinationen, 2 freie Pedalkombinationen, Handregister zu Kombination, Tutti, Zungen ab, 16' ab, 32' ab, Registerschweller, Walze ab, Koppeln in Walze ab.

#### Frühere Querhausorgel
Im Zuge des Neubaus der Orgelanlage (2022) wurde der Orgelstandort Querhaus aufgegeben. Hier befanden sich zwei Orgelwerke mit insgesamt 42 Registern, die als „Querhausorgel“ das Hauptwerk der gesamten Orgelanlage bildeten: Die Südemporen-Orgel auf der Südempore (einer der beiden sogenannten Choretten in der Vierung, die die Vierung nach Norden und Süden ähnlich einem Lettner abtrennen), und die Nordwandorgel. Diese beiden Instrumente verfügten über keine eigene Spielanlage. Die Südemporenorgel bestand zum größten Teil aus Registern Kempers, während die Nordwandorgel im Wesentlichen Teile der älteren Klaisorgel enthielt. Zum Teilwerk gehörte auch die Kardinalstrompete, die 2003 von Killinger/Breitmann in das Wächterhäuschen im Nordquerhaus eingebaut wurde.
Ein Teil der Pfeifen, die zu der ursprünglichen Klais-Orgel von 1928 gehörten, werden in der neuen Westchororgel weiterverwendet. Die Kardinalstrompete bleibt im Wächterhäuschen und heißt in der neuen Disposition Domtrompete.

| Südemporenorgel (I) C–a3 |              |        |
| 1.                       | Quintade     | 16′    |
| 2.                       | Prinzipal    | 08′    |
| 3.                       | Gedackt      | 08′    |
| 4.                       | Gemshorn     | 08′    |
| 5.                       | Oktav        | 04′    |
| 6.                       | Querflöte    | 04′    |
| 7.                       | Quintade     | 04′    |
| 8.                       | Nasat        | 02 ⁄3′ |
| 9.                       | Oktav        | 02′    |
| 10.                      | Waldflöte    | 02′    |
| 11.                      | Mixtur VI    | 01 ⁄3′ |
| 12.                      | Zimbel III   | 01⁄2′  |
| 13.                      | Oboe         | 08′    |
| 14.                      | Helltrompete | 04′    |
|                          | Tremulant    |        |

| Nordwandorgel (II) C–a3 (schwellbar) |                   |         |
| 19.                                  | Gedackt           | 16′     |
| 20.                                  | Prinzipal         | 08′     |
| 21.                                  | Hohlflöte         | 08′     |
| 22.                                  | Quintade          | 08′     |
| 23.                                  | Salicional        | 08′     |
| 24.                                  | Oktav             | 04′     |
| 25.                                  | Rohrflöte         | 04′     |
| 26.                                  | Blockflöte        | 02′     |
| 27.                                  | Terzflöte (ab c0) | 01 3⁄5′ |
| 28.                                  | None              | 08⁄9′   |
| 29.                                  | Oktävlein         | 01⁄2′   |
| 30.                                  | Rauschpfeife II   | 02 ⁄3′  |
| 31.                                  | Mixtur V          | 01′     |
| 32.                                  | Rankett           | 16′     |
| 33.                                  | Trompete ged.     | 08′     |
| 34.                                  | Geigenregal       | 04′     |
|                                      | Tremulant         |         |

| Pedal C–f1 |                        |     |
|            | Südemporenorgel        |     |
| 15.        | Subbass                | 16′ |
| 16.        | Flötbass               | 08′ |
| 17.        | Choralbass             | 04′ |
| 18.        | Trompete               | 08′ |
|            |                        |     |
|            | Nordwandorgel          |     |
| 35.        | Prinzipalbass          | 16′ |
|            | Gedacktbass (= Nr. 19) | 16′ |
| 36.        | Oktavbass              | 08′ |
|            | Quintade (= Nr. 22)    | 08′ |
| 37.        | Pedaloktav             | 04′ |
| 38.        | Nachthorn              | 02′ |
| 39.        | Rauschpfeife IV        |     |
| 40.        | Posaune                | 16′ |
| 41.        | Trompete               | 04′ |

| Wächterhäuschen (IV) C–a3 |                   |     |
| 42.                       | Kardinalstrompete | 08′ |

#### Frühere Ostchororgel (bis 2014)
Die 1960 erbaute Ostchororgel wurde aus Denkmalschutzgründen nicht in der Konche, also dem Scheitelpunkt der Ostapsis, eingebaut, sondern seitlich oben links und rechts in die Kaiserlogen. Dieses Instrument diente vor allem der Führung des Gemeindegesanges und der Begleitung des Stundengebets im Ostchor und hatte 28 Register auf zwei Manualen und Pedal. Der Spieltisch befand sich an der Südwand des Ostchores mit Blick in das Langhaus. Die Ostchororgel enthielt in allen Werken jeweils Trompeten- bzw. Fanfarenregister, die horizontal in den Raum abstrahlen. Das Instrument wurde 2014 wegen technischer Probleme stillgelegt und 2021 abgebaut.

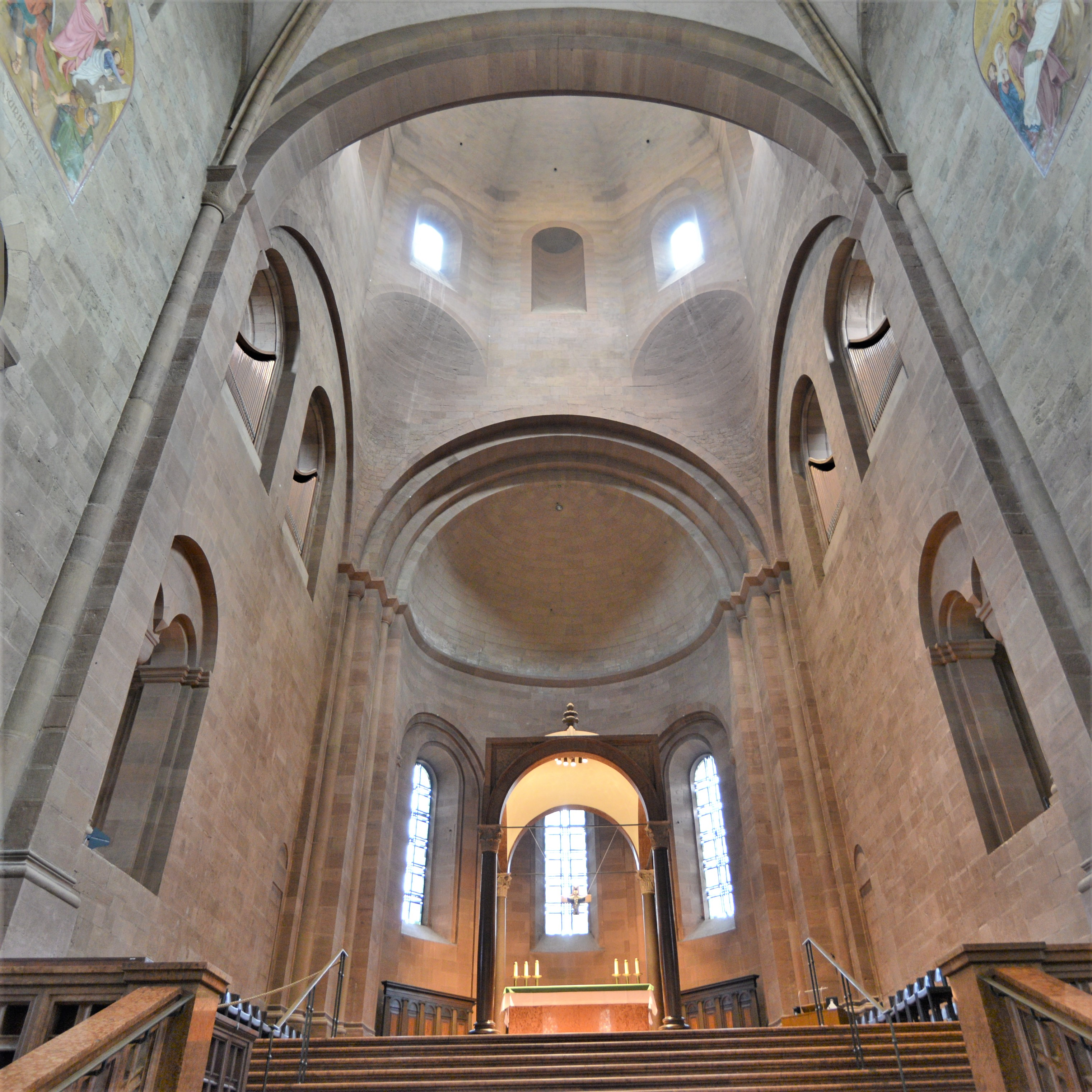
Die alte Ostchororgel in den „Kaiserlogen“ der Ostvierung des Mainzer Doms.

| I Hauptwerk (V) C–a3 |                                 |        |
| 1.                   | Pommer                          | 16′    |
| 2.                   | Prinzipal                       | 08′    |
| 3.                   | Holzflöte                       | 08′    |
| 4.                   | Spitzgambe                      | 08′    |
| 5.                   | Oktave                          | 04′    |
| 6.                   | Quintade                        | 04′    |
| 7.                   | Gedackt                         | 04′    |
| 8.                   | Quinte                          | 02 ⁄3′ |
| 9.                   | Octave                          | 02′    |
| 10.                  | Rauschpfeife III                |        |
| 11.                  | Scharff IV                      |        |
| 12.                  | Mixtur VIII                     |        |
|                      | Tremulant                       |        |
|                      | Horizontal                      |        |
| 13.                  | Spanische Fanfare               | 16′    |
|                      | Spanische Trompete (aus Nr. 13) | 08′    |

| II Schwellwerk (VI) C–g3 |                                 |     |
|                          | Schwellbar:                     |     |
| 14.                      | Spitzgedackt                    | 08′ |
| 15.                      | Quintade                        | 08′ |
| 16.                      | Lochflöte                       | 04′ |
| 17.                      | Strichflöte                     | 04′ |
| 18.                      | Prinzipal                       | 02′ |
| 19.                      | Waldflöte                       | 02′ |
| 20.                      | Nonensesquialter III            |     |
| 21.                      | Zwergzymbel V                   |     |
|                          | Nicht schwellbar:               |     |
| 22.                      | Salizet                         | 08′ |
|                          | Tremulant                       |     |
|                          | Horizontal                      |     |
|                          | Spanische Trompete (aus Nr. 13) | 08′ |
|                          | Spanische Fanfare (aus Nr. 13)  | 04′ |

| Pedal C–f1 |                       |     |
|            | Pommer (= Nr. 1)      | 16′ |
| 23.        | Subbass               | 16′ |
| 24.        | Oktavbass             | 08′ |
| 25.        | Gedecktbass           | 08′ |
| 26.        | Choralbass            | 04′ |
| 27.        | Quintade              | 02′ |
| 28.        | Rauschpfeife V        |     |
|            | Horizontal            |     |
|            | Fanfare (= Nr. 13)    | 16′ |
|            | Trompete (aus Nr. 13) | 08′ |
|            | Trompete (aus Nr. 13) | 04′ |

#### Hauptspieltisch
Vom sechsmanualigen Hauptspieltisch (Manualangaben in Klammern bei den einzelnen Orgeln) konnten alle Teilorgeln angespielt werden. Neben zahlreichen Normalkoppeln verfügte der Generalspieltisch über 4 freie Kombinationen, 2 freie Pedalkombinationen, 3 Schwelltritte und Crescendowalze.

### Neue Orgelanlage
Im Dom herrschen ungünstige akustische Verhältnisse, die sich durch die vielen Anbauten (vor allem der gotischen Kapellenreihen, s. o. Geschichte) ergeben. Daher ist das Orgelspiel im Dom eine größere Herausforderung. Der Nachhall jedes Tones beträgt über sechs Sekunden, die im Osten angespielten Töne hört der Organist vom Zentralspieltisch aus nur mit einer Zeitverzögerung von etwa 0,3 Sekunden. Auch wegen dieser akustischen Schwierigkeiten wurde immer wieder über eine neue Langhausorgel (Schwalbennestorgel) nachgedacht – entsprechende Überlegungen begannen bereits 1986 – eine Verwirklichung ist derzeit aber nicht geplant.

#### Neukonzeption

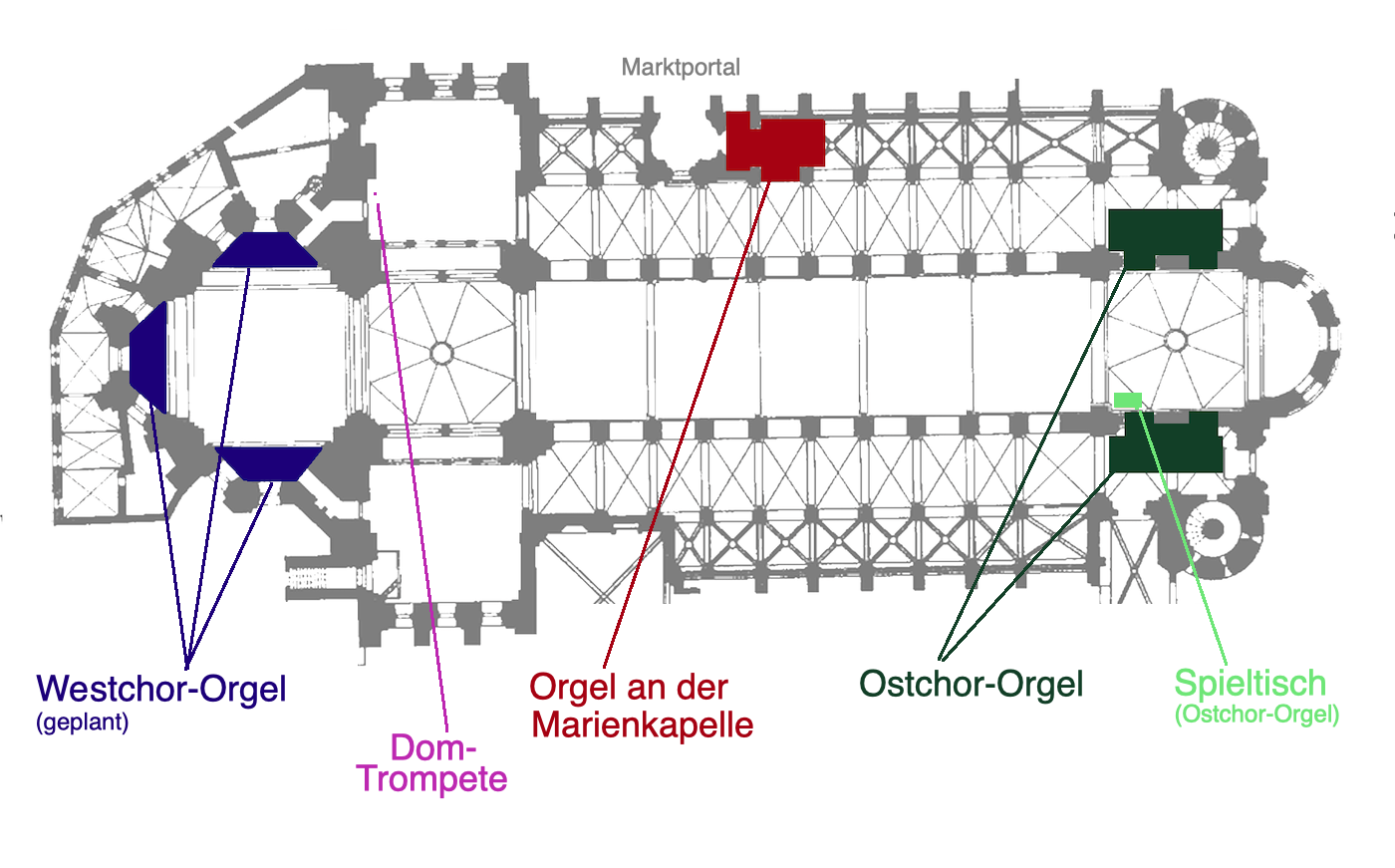
Standorte der neuen Orgel-Anlage

Die neue Orgelanlage soll aus drei Instrumenten (im Ostchor, an der Marienkapelle und im Westchor) bestehen, die jeweils einzeln spielbar sind, aber auch zusammen von einem Generalspieltisch. Die neue Marienorgel wurde 2021 mit 48 Registern auf vier Manualen und Pedal fertiggestellt, die Einweihung der neuen Ostchor-Orgel (vier Manuale mit 93 Registern) in den Kaiserlogen des Ostchors folgte 2022 am gleichen Standort der vormaligen Ostchororgel. Geplant ist noch die Reorganisation der Westchororgel, die künftig auf die Chorbegleitung zugeschnitten sein soll. Die Marienorgel ist dann verbindendes Element zur Führung des Gemeindegesangs und Überbrückung des Echoeffekts West-Ost, während die Ostchororgel die neue Hauptorgel ist. Die neue Orgelanlage soll 203 Register (14.526 Pfeifen) erhalten und zu den größten Orgeln der Welt gehören. Im Zuge der Neugestaltung wurde die Domorgel auch mit digitalen Setzern ausgestattet werden, die dem Organisten das schnelle Umschalten zwischen einer Vielzahl vorprogrammierter Registerkombinationen erlauben.
Zur Neukonzeption der Domorgel wurden 2012 unter Beteiligung des Domorganisten Daniel Beckmann acht Orgelbauwerkstätten eingeladen, entsprechende Entwürfe vorzulegen. Die Leitlinien der Ausschreibung sahen vor, die qualitativ als minderwertiger und klanglich als unzeitgemäß angesehenen Ergänzungen Kempers von 1960 rückgängig zu machen und im Dom dadurch wieder eine Orgelanlage mit einheitlicher spätromantischer Klangfärbung auf der Basis der Klais-Orgel von 1928 erklingen zu lassen. Entsprechend dieser Grundplanung legte ein Konsortium der Orgelbauer Goll (Luzern) und Rieger (Schwarzach) einen Entwurf vor, den das Bistum im November 2017 veröffentlichte.

#### Ostchor-Orgel

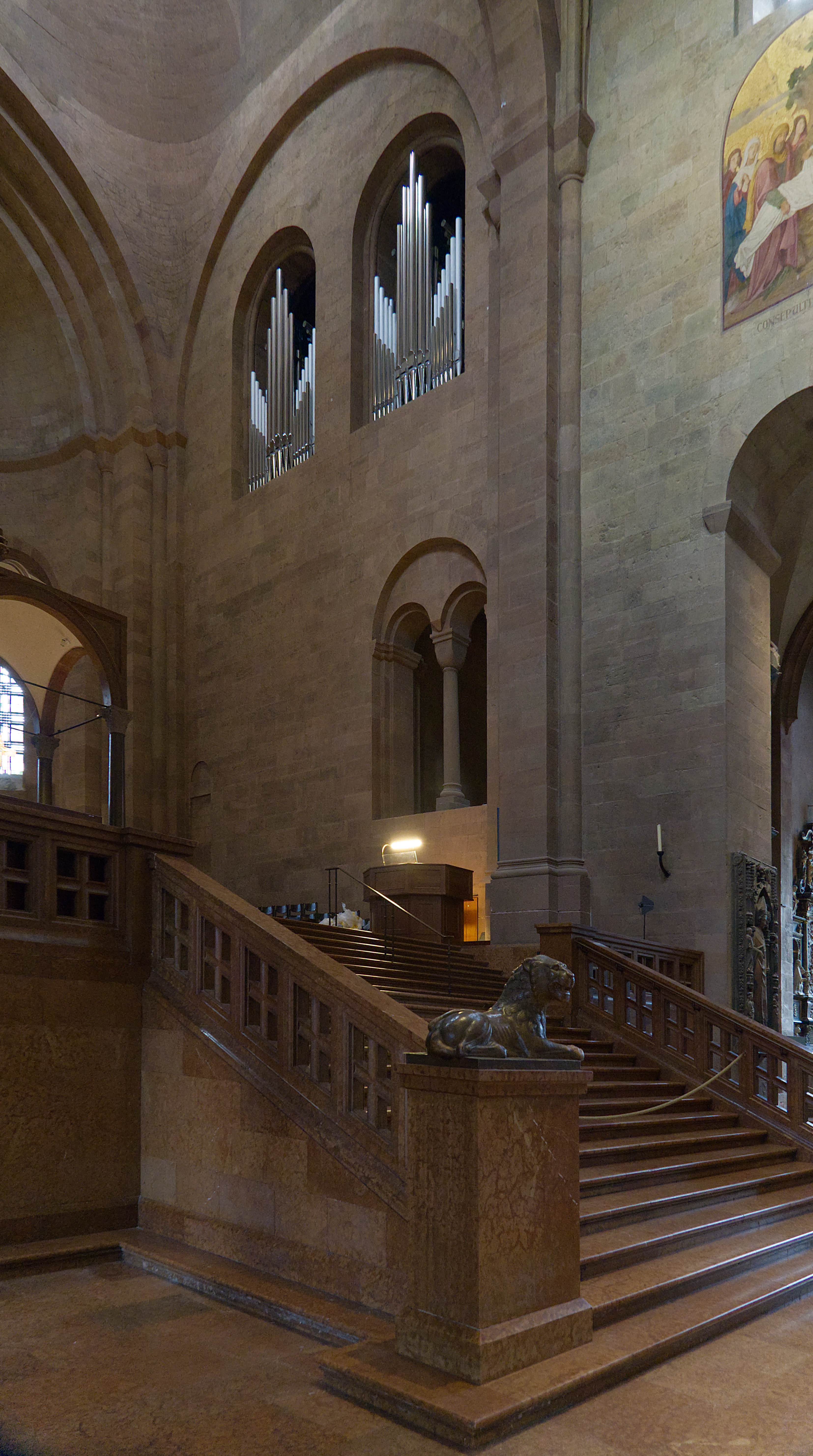
Ostchor des Mainzer Doms mit Südprospekt der Ostchororgel und Hauptspieltisch

Die neue Ostchor-Orgel steht als Hauptorgel am selben Platz wie die 2021 abgebaute Kemper-Orgel. Die Einweihung fand am 21. August 2022 statt. Das Instrument hat 93 Register auf vier Manualwerken und Pedal; es ist damit das größte Teilwerk der neuen Orgelanlage und ist im französisch-romantischen Stil disponiert und intoniert; entsprechend haben die Register französische Bezeichnungen. Der viermanualige Spieltisch steht ebenerdig im Ostchor an der Stelle, an der auch der Spieltisch des vormaligen Kemper-Werkes stand. Von dort kann auch die Marienorgel angespielt werden. Die Ostchororgel ist wegen ihrer Größe das teuerste Einzelwerk des Orgelneubaus und kostete 2,9 Mio. €.
| I Grand Orgue C-c4 |                        |         |
| 01.                | Montre                 | 16'     |
| 02.                | Violon                 | 16'     |
| 03.                | Montre                 | 08'     |
| 04.                | Viole de Gambe         | 08'     |
| 05.                | Flûte harmonique       | 08'     |
| 06.                | Cor de Chamois         | 08'     |
| 07.                | Grosse Quinte          | 05 1⁄3' |
| 08.                | Prestant               | 04'     |
| 09.                | Salicional             | 04'     |
| 10.                | Quinte                 | 02 ⁄3'  |
| 11.                | Doublette              | 02'     |
| 12.                | Grande Fourniture V-VI | 02'     |
| 13.                | Cymbale III-IV         | 01'     |
| 14.                | Cornet V               | 08'     |
| 15.                | Bombarde               | 16'     |
| 16.                | Trompette              | 08'     |
| 17.                | Clairon                | 04'     |

| II Positif expressif C-c4 |                   |         |
| 18.                       | Bourdon           | 16'     |
| 19.                       | Principal         | 08'     |
| 20.                       | Salicional        | 08'     |
| 21.                       | Unda maris        | 08'     |
| 22.                       | Bourdon           | 08'     |
| 23.                       | Prestant          | 04'     |
| 24.                       | Flûte traversière | 04'     |
| 25.                       | Nazard            | 02 ⁄3'  |
| 26.                       | Doublette         | 02'     |
| 27.                       | Tierce            | 01 3⁄5' |
| 28.                       | Larigot           | 01 ⁄3'  |
| 29.                       | Septième          | 01 ⁄7'  |
| 30.                       | Piccolo           | 01'     |
| 31.                       | Plein Jeu         | 01 ⁄3'  |
| 32.                       | Basson            | 16'     |
| 33.                       | Euphone           | 08'     |
| 34.                       | Cromorne          | 08'     |
|                           | Tremblant         |         |

| III Récit expressif C-c4 |                      |         |
| 35.                      | Quintaton            | 16'     |
| 36.                      | Diapason             | 08'     |
| 37.                      | Viole de Gambe       | 08'     |
| 38.                      | Flûte harmonique     | 08'     |
| 39.                      | Voix céleste         | 08'     |
| 40.                      | Cor de nuit          | 08'     |
| 41.                      | Eoline               | 08'     |
| 42.                      | Flûte octaviante     | 04'     |
| 43.                      | Viole                | 04'     |
| 44.                      | Nazard harmonique    | 02 ⁄3'  |
| 45.                      | Octavin              | 02'     |
| 46.                      | Tierce harmonique    | 01 3⁄5' |
| 47.                      | Fourniture V         | 01'     |
| 48.                      | Bombarde             | 16'     |
| 49.                      | Trompette harmonique | 08'     |
| 50.                      | Basson-Hautbois      | 08'     |
| 51.                      | Voix humaine         | 08'     |
| 52.                      | Clairon harmonique   | 04'     |
|                          | Trémolo              |         |

| IV Orchestre expressif C-c4 |                        |     |
| 53.                         | Contre Viole           | 16' |
| 54.                         | Viole d' orchestre I   | 08' |
| 55.                         | Viole d' orchestre II  | 08' |
| 56.                         | Viole d' orchestre III | 08' |
| 57.                         | Viole céleste          | 08' |
| 58.                         | Violine                | 04' |
| 59.                         | Harmonia aetheria V-VI | 02' |
| 60.                         | Clarinette             | 08' |

| Solo expressif C-c4 |                  |     |
| 61.                 | Diapason Stentor | 08' |
| 62.                 | Concert Flute    | 08' |
| 63.                 | Octave Stentor   | 04' |
| 64.                 | Concert Flute    | 04' |
| 65.                 | Grand Cornet     | 08' |
| 66.                 | French Horn      | 08' |
| 67.                 | Tuba Sonora      | 08' |
|                     | Chimes           | 08' |
|                     | Tremulant        |     |

| Chamadenwerk C-c4 |                  |     |
| 68.               | Tuba impérial    | 08' |
| 69.               | Tuba impérial    | 04' |
| 70.               | Trompette royale | 16' |
| 71.               | Trompette royale | 08' |
| 72.               | Trompette royale | 04' |
| 73.               | Trompette royale | 02' |
|                   | Marimba          | 08' |

| Pédale C-g1 |               |         |
| 74.         | Soubasse      | 32'     |
| 75.         | Contre Violon | 32'     |
| 76.         | Contrebasse   | 16'     |
| 77.         | Violonbasse   | 16'     |
| 78.         | Montre        | 16'     |
| 79.         | Violon        | 16'     |
| 80.         | Bourdon       | 16'     |
| 81.         | Quinte        | 10 2⁄3' |
| 82.         | Principal     | 08'     |
| 83.         | Flûte         | 08'     |
| 84.         | Violoncelle   | 08'     |
| 85.         | Bourdon       | 08'     |

| (Fortsetzung) |                |         |
| 86.           | Tierce         | 06 2⁄5' |
| 87.           | Flûte          | 04'     |
| 88.           | Contrebombarde | 32'     |
| 89.           | Bombarde       | 16'     |
| 90.           | Basson         | 16'     |
| 91.           | Trompette      | 08'     |
| 92.           | Basson         | 08      |
| 93.           | Clairon        | 04'     |

- Koppeln

#### Orgel an der Marienkapelle (2021)

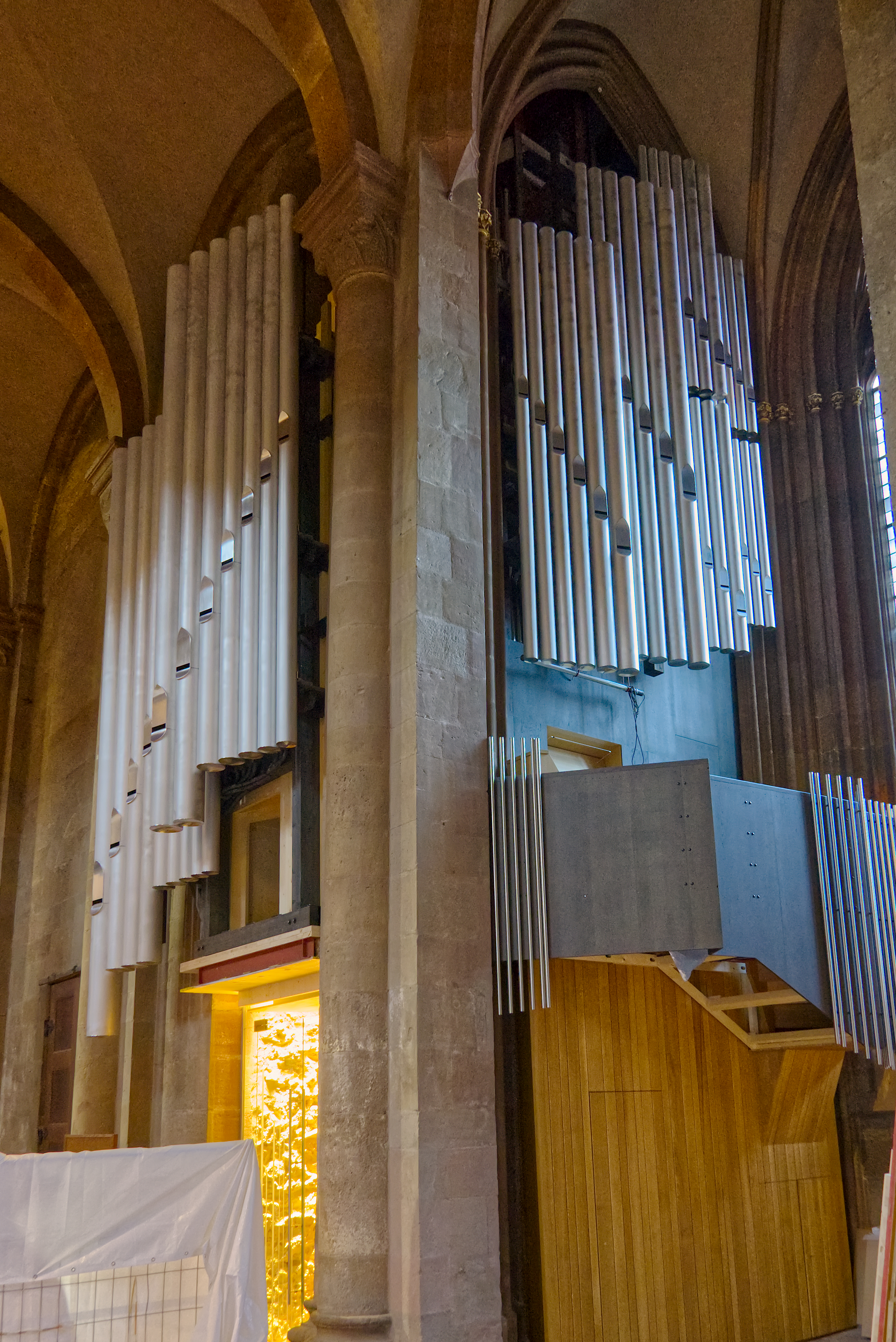
Die Marienorgel im Februar 2021 kurz vor der Vollendung der konstruktiven Arbeiten

2021 erbaute die Orgelbauwerkstatt Goll die neue Orgel an der Marienkapelle. Die Marienkapelle ist die erste Seitenkapelle östlich des Marktportals. Die neue Orgel wurde auf einer im Gewölbe des Doms verankerten Stahlplattform aufgestellt, die über einem neuen Windfang oberhalb des Eingangs vom Markt errichtet wurde. Sie ist mit satinierten Metallpfeifen im Prospekt ausgestattet. Das Instrument verfügt über 48 Register auf vier Manualwerken und Pedal und einen eigenen, mechanischen Spieltisch mit vier Manualen, von dem aber auch die übrigen Werke der überholten bzw. neugebauten Orgelanlage angespielt werden können. Die Orgel an der Marienkapelle ist als verbindendes Element zwischen den beiden fast 100 Meter auseinander liegenden weiteren Teilwerken der neuen Orgelanlage gebaut und soll maßgeblich den Gemeindegesang begleiten. Am 19. September 2021 wurde die neue Orgel an der Marienkapelle eingeweiht. Die Baukosten betrugen 1,5 Mio. €.
| I Hauptwerk C-c4 |             |         |
| 01.              | Praestant   | 16'     |
| 02.              | Principal   | 08'     |
| 03.              | Gamba       | 08'     |
| 04.              | Rohrflöte   | 08'     |
| 05.              | Octave      | 04'     |
| 06.              | Gemshorn    | 04'     |
| 07.              | Großterz    | 03 1⁄5' |
| 08.              | Quinte      | 02 ⁄3'  |
| 09.              | Superoctave | 02'     |
| 10.              | Cornet V    | 08'     |
| 11.              | Mixtur IV-V | 01 ⁄3'  |
| 12.              | Fagott      | 16'     |
| 13.              | Trompete    | 08'     |

| II Positif expressif C-c4 |                 |        |
| 14.                       | Bourdon         | 16'    |
| 15.                       | Salicional      | 08'    |
| 16.                       | Gedackt         | 08'    |
| 17.                       | Flauto amabile  | 08'    |
| 18.                       | Principal       | 04'    |
| 19.                       | Flauto dolce    | 04'    |
| 20.                       | Sesquialtera II | 02 ⁄3' |
| 21.                       | Flageolet       | 02'    |
| 22.                       | Larigot         | 01 ⁄3' |
| 23.                       | Scharff IV      | 01'    |
| 24.                       | Dulcian         | 08'    |
| 25.                       | Vox humana      | 08'    |
|                           | Tremulant       |        |

| III Schwellwerk C-c4 |                 |         |
| 26.                  | Rohrflöte       | 16'     |
| 27.                  | Holzgedackt     | 08'     |
| 28.                  | Quintadena      | 08'     |
| 29.                  | Traversflöte    | 08'     |
| 30.                  | Fugara          | 04'     |
| 31.                  | Rohrflöte       | 04'     |
| 32.                  | Nasat           | 02 ⁄3'  |
| 33.                  | Schweizerpfeife | 02'     |
| 34.                  | Terz            | 01 3⁄5' |
| 35.                  | Corona IV       | 02'     |
| 36.                  | Trompete        | 08'     |
| 37.                  | Oboe            | 08'     |
|                      | Tremulant       |         |

| IV Solo C-c4 |          |     |
|              | Crotales | 08' |

| Pedal C-g1 |                 |        |
| 38.        | Untersatz       | 32'    |
| 39.        | Principalbass   | 16'    |
| 40.        | Violone         | 16'    |
| 41.        | Subbass         | 16'    |
| 42.        | Octavbass       | 08'    |
| 43.        | Violoncello     | 08'    |
| 44.        | Choralbass      | 04'    |
| 45.        | Hintersatz IV   | 02 ⁄3' |
| 46.        | Posaunenbass    | 16'    |
| 47.        | Choral-Trompete | 08'    |
| 48.        | Klarine         | 04'    |

- Koppeln:
  - Normalkoppeln (mechanisch): II/I, III/I, III/II
  - Normalkoppeln (elektrisch): II/I, III/I, III/II, I/P, II/P, III/P
  - Sub- und Superoktavkoppeln
- Effektregister: Zimbelstern
- Anmerkungen

1. ↑  Schwellbar
2. ↑  Klangscheiben.

#### Geplante Westchor-Orgel
Die neue Westchor-Orgel soll hauptsächlich Begleitinstrument für die im Westchor aufgeführte Kirchenmusik (Chöre, Bläser und Orchester) sein. Sie soll 62 Register auf drei Manualwerken und Pedal haben. In diesem Instrument soll die alte Klais-Orgel von 1928 wiedererstehen; 48 Register der Klais-Orgel sollen in diesem Instrument weiterverwendet werden; neun Register sollen im Stil der Klais-Orgel von 1928 rekonstruiert werden. Um den Chorgesang bestmöglich zu begleiten, soll das Orgelwerk komplett schwellbar sein. Bislang ist der Umbau nur projektiert, ein Baubeginn steht nicht fest. Nach einem Kostenvoranschlag von 2017 würde der Umbau 1,6 Mio. € kosten. Ohne den Umbau ist die Westchororgel von den Spieltischen der neuen Orgelanlage nicht anspielbar.
| I Hauptwerk C-c4 |                  |        |     |
| 1.               | Principal        | 16'    | (K) |
| 2.               | Principal        | 08'    | (K) |
| 3.               | Schweizerpfeife  | 08'    | (K) |
| 4.               | Nachthorngedackt | 08'    | (K) |
| 5.               | Dulciana         | 08'    |     |
| 6.               | Octave           | 04'    | (K) |
| 7.               | Jubalflöte       | 04'    |     |
| 8.               | Nachthorn        | 02'    |     |
| 9.               | Quinte           | 02 ⁄3' | (K) |
| 10.              | Superoctave      | 02'    | (K) |
| 11.              | Cornett IV-V     |        |     |
| 12.              | Mixtur IV-VI     |        | (K) |
| 13.              | Cymbel V         |        | (K) |
| 14.              | Bombarde         | 16'    | (K) |
| 15.              | Trompete         | 08'    | (K) |
| 16.              | Clairon          | 04'    |     |

| II Positif expressif C-c4 |                 |        |     |
| 17.                       | Quintadena      | 16'    |     |
| 18.                       | Principal       | 08'    |     |
| 19.                       | Hohlflöte       | 08'    |     |
| 20.                       | Quintadena      | 08'    |     |
| 21.                       | Spitzflöte      | 08'    | (K) |
| 22.                       | Unda maris      | 08'    | (K) |
| 23.                       | Praestant       | 04'    |     |
| 24.                       | Rohrflöte       | 04'    |     |
| 25.                       | Rauschquinte II | 02 ⁄3' |     |
| 26.                       | Blockflöte      | 02'    |     |
| 27.                       | Mixtur V        |        |     |
| 28.                       | Rankett         | 16'    |     |
| 29.                       | Trompete        | 08'    |     |
| 30.                       | Krummhorn       | 08'    | (K) |
| 31.                       | Englischhorn    | 08'    |     |
|                           | Tremulant       |        |     |

| III Récit expressif C-c4 |                  |         |     |
| 32.                      | Bordun           | 16'     |     |
| 33.                      | Principal        | 08'     |     |
| 34.                      | Salicional       | 08'     |     |
| 35.                      | Vox coelestis    | 08'     |     |
| 36.                      | Lieblich Gedackt | 08'     | (K) |
| 37.                      | Principal        | 04'     | (K) |
| 38.                      | Querflöte        | 04'     |     |
| 39.                      | Quintadena       | 04'     |     |
| 40.                      | Gemsquinte       | 02 ⁄3'  |     |
| 41.                      | Nachthorn        | 02'     | (K) |
| 42.                      | Terzflöte        | 01 3⁄5' |     |
| 43.                      | Nasard           | 01 ⁄3'  | (K) |
| 44.                      | Scharff III–IV   |         | (K) |
| 45.                      | Dulcian          | 16'     |     |
| 46.                      | Klarinette       | 08'     |     |
| 47.                      | Oboe             | 08'     |     |
|                          | Tremulant        |         |     |

| IV Solo C-c4 |             |     |
| 48.          | Domtrompete | 08' |

| Pedal (schwellbar) C-g1 |                   |         |     |
| 49.                     | Untersatz         | 32'     | (K) |
| 50.                     | Principal         | 16'     | (K) |
| 51.                     | Subbaß            | 16'     | (K) |
| 52.                     | Quintbaß          | 10 2⁄3' |     |
| 53.                     | Oktavbaß          | 08'     | (K) |
| 54.                     | Flöte             | 08'     | (K) |
| 55.                     | Gedackt           | 08'     |     |
| 56.                     | Pedaloktave       | 04'     | (K) |
| 57.                     | Rauschpfeife IV   |         | (K) |
| 58.                     | Posaune           | 16'     | (K) |
| 59.                     | Dulcian           | 16'     |     |
| 60.                     | Trompete          | 08'     |     |
| 61.                     | Schalmey          | 04'     |     |
| 62.                     | Singend Cornett 0 | 02'     | (K) |

- Koppeln
- Anmerkung:

(K) = Register der alten Klais-Orgel von 1928

### Orgel der Gotthardkapelle
Die Orgel der Gotthardkapelle wurde 1983 von dem Orgelbauer Oberlinger eingebaut. Ihr Standort ist das Obergeschoss der Kapelle. Das rein mechanische Instrument hat 13 Register auf zwei Manualwerken und Pedal.
| I Hauptwerk C–g3 |           |    |
| 1.               | Rohrflöte | 8′ |
| 2.               | Prinzipal | 4′ |
| 3.               | Gedackt   | 4′ |
| 4.               | Schwiegel | 2′ |
| 5.               | Mixtur IV |    |
| 6.               | Trompete  | 8′ |

| II Brustwerk C–g3 |                 |    |
| 7.                | Gemshorn        | 8′ |
| 8.                | Blockflöte      | 4′ |
| 9.                | Prinzipal       | 2′ |
| 10.               | Sesquialter II0 |    |
| 11.               | Vox humana      | 8′ |
|                   | Tremulant       |    |

| Pedal C–f1 |             |     |
| 12.        | Subbass     | 16′ |
| 13.        | Octavbass 0 | 8′  |

- Koppeln: II/I, I/P, II/P.
- Effektregister: Zymbelstern

## Glocken

### Geschichte
Quellen aus der Frühzeit der Kirchenglocken am Mainzer Dom stehen nicht zur Verfügung. Eine Quelle aus dem Jahr 1705 nennt 25 Glocken auf dem Westturm, eine weitere Auflistung von 1727 nennt jedoch nur 13 Glocken, vier im Westturm, neun im Ostturm. Nur diese Quelle enthält auch eine genauere Auflistung der einzelnen Glocken. Vor der Zerstörung des Ostturms bei der Beschießung 1793 hingen die Pfarrglocken im Ostturm, die Stiftsglocken im Westen. Eine präzise gefasste Läuteordnung, die im Sakristeibuch Albrechts von Brandenburg überliefert ist, bestimmte, wann welche Glocken zu läuten waren.
Bei der Brandkatastrophe von 1767 wurden die Glocken des Westturms vernichtet. Das Mainzer Domkapitel gab umgehend den Guss von vier neuen Glocken in Auftrag. 1774 wurden sie in den Westturm gehoben. Schon 1793 geriet der Dom infolge der Beschießung der damals von den Franzosen besetzten Stadt durch Reichstruppen erneut in Brand. Das Feuer vernichtete den gesamten Glockenbestand des Doms mit Ausnahme der Bonifatiusglocke, die auf das Gewölbe stürzte und dabei riss. 16 Jahre hatte der Dom keine Glocken.

### Heutiges Geläut
| Nr. | Name           | Gussjahr | Gießer, Gussort             | Gewicht (kg) | Nominal (HT-1/16) |
| --- | -------------- | -------- | --------------------------- | ------------ | ----------------- |
| 1   | Martinus       | 1809     | Josef Zechbauer, Mainz      | 3550         | b0 –3             |
| 2   | Maria          | 1809     | Josef Zechbauer, Mainz      | 2000         | c1 –3             |
| 3   | Albertus       | 1960     | F. W. Schilling, Heidelberg | 1994         | d1 –3             |
| 4   | Willigis       | 1960     | F. W. Schilling, Heidelberg | 1607         | es1 –3            |
| 5   | Joseph         | 1809     | Josef Zechbauer, Mainz      | 1050         | f1 –3             |
| 6   | Bonifatius     | 1809     | Josef Zechbauer, Mainz      | 550          | g1 –3             |
| 7   | Bilhildis      | 1960     | F. W. Schilling, Heidelberg | 548          | b1 –3             |
| 8   | Heiliger Geist | 2002     | Ars Liturgica, Maria Laach  | 274          | d2 –1             |
| 9   | Lioba          | 1960     | F. W. Schilling, Heidelberg | 147          | f2 –3             |

Die Grundlage des heutigen Domgeläuts bildet das vierstimmige Ensemble des Mainzer Glockengießers Josef Zechbauer (b0–c1–e1–g1). Nach langen Verhandlungen gelang es dem Mainzer Bischof Joseph Ludwig Colmar 1809, das Material für den Guss neuer Glocken zu beschaffen. Napoleon überließ ihm dafür 20 Zentner Bronze, die aus erbeuteten preußischen Kanonen stammten. Ursprünglich hatte Colmar die Herstellung von drei Glocken mit 100, 80 und 60 Zentnern Gewicht geplant. Schließlich entschied man sich für den Guss von vier neuen Glocken. Sie wurden im September 1809 im Kreuzgang des Doms gegossen. Für den neu zu konstruierenden Glockenstuhl stiftete der letzte Mainzer Kurfürst Karl Theodor von Dalberg 70 Spessarteichen. Der Glockenstuhl ist erhalten geblieben.
Nicht geklärt ist, woher die beiden Glocken stammten, die 1917 bei der Erfassung der Domglocken im Laufe des Ersten Weltkriegs benannt wurden und wann sie in den Domturm gelangt waren. Eine der Glocken ging im Ersten, die andere im Zweiten Weltkrieg verloren.
1960 entschloss man sich zur Anschaffung von vier weiteren Glocken, um das Domgeläut zu ergänzen. Der Heidelberger Gießermeister Friedrich Wilhelm Schilling wurde mit der Aufgabe betraut. Außerdem klangkorrigierte er drei Glocken des Zechbauer-Geläuts; die ehemalige e1-Glocke stimmte er einen Halbton höher auf f1 um. Der Glockenstuhl von 1809 musste zur Aufnahme der neuen Glocken erweitert werden, wobei die alten Glocken in ihren historischen Holzjochen verblieben. Am 2. Juli 1960 wurden die vier neuen Glocken von Bischof Albert Stohr geweiht. 2002 wurde eine neue Bronzeglocke in Schilling’scher Rippe von Ars Liturgica im Kloster Maria Laach nachgegossen.
Das Domgeläut ist heute das umfangreichste Geläut des Bistums.

### Läuteordnung
Die Läuteordnung des Domes umfasst zwölf verschiedene Kombinationen. Bei Pontifikalämtern und an Hochfesten läuten alle neun Glocken. Bei Pontifikalrequien läuten die ersten acht Glocken, bei Pontifkalvespern die Glocken 1, 3, 5, 6, 7 und 8. Die anderen liturgischen Feiern, Stiftsämter, Stiftsvespern, Pfarrmessen und weitere Anlässe haben ein entsprechend abgestuftes kleineres Geläut, das zum Teil noch hinsichtlich der jeweiligen Zeit im Kirchenjahr (Advent, Fastenzeit, Osterzeit, Jahreskreis) variiert. Zum Angelus läutet in der Regel die Glocke 4 (Willigis), woran sich am Abend Glocke 8 (Heiliger Geist) zum Gedächtnis an die Verstorbenen anschließt. An den höchsten Festen des Kirchenjahres läutet mittags die größte Glocke (Martinus) zum Angelus.

## Maße des Domes
- Länge über alles: 109 m innen, 116 m außen
- Länge des Mittelschiffs: 53 m
- Breite des Mittelschiffs: 13,60 m
- Höhe des Mittelschiffs: 28 m
- Breite des Langhauses (ohne Kapellen): 31,55 m
- Breite der Seitenschiffe (licht): 6,51 m – 6,56 m
- Durchmesser des Trikonchos im Westen (von Norden nach Süden): 24,25 m
- Höhe des Westturms: 83,50 m (mit Wetterhahn)
- Lichte Höhe der Ostkuppel: 38 m
- Lichte Höhe der Westkuppel: 44 m
- Höhe der östlichen Treppentürme: 55,50 m

## Sonstiges
1184 feierte Kaiser Barbarossa am Pfingstfest die Schwertleite seiner Söhne im Mainzer Dom. Das dazu gegebene Fest, der Mainzer Hoftag von 1184 auf der Maaraue, ging als größtes Fest des Mittelalters in die Geschichte ein.
Am 1. Februar 2009 begannen mit einem Festgottesdienst die offiziellen Feierlichkeiten zum 1000-jährigen Jubiläum der Weihe des Domes. Die Predigt hielt der Mainzer Bischof Karl Lehmann. Die Feierlichkeiten endeten am 15. November mit einem Pontifikalamt. Zu diesem Anlass gab die Deutsche Post eine Sonderbriefmarke heraus. Anlässlich der 1000-Jahr-Feier gab es auch mehrere Sondersendungen im Fernsehen. Darunter beispielsweise eine Gesprächsrunde der ZDF-Sendereihe nachtstudio am 1. November 2009 im Altarraum des Domes mit Volker Panzer als Moderator. Gesprächspartner waren Karl Lehmann, Étienne François, Michael Matheus und Stefan Weinfurter.
Die Deutsche Post AG gab am 15. August 2009 eine Sonderbriefmarke zum 1000-jährigen Weihe-Jubiläum des Mainzer Doms im Frankaturwert von 90 Eurocent heraus. Bereits am 15. Mai 1975 brachte die Deutsche Bundespost anlässlich des Baubeginns des Mainzer Doms eine Sondermarke im Wert von 40 Pfennigen heraus.
Auf dem Liebfrauenplatz und damit in unmittelbarer Nähe des Doms steht seit 2009 ein maßstabsgetreues Bronzemodell des Doms, erschaffen von dem westfälischen Bildhauer Egbert Broerken. Durch die genaue Oberflächendarstellung des Doms und eine Beschreibung einzelner Dombereiche in Blindenschrift dient das Modell blinden Besuchern zur Information über den Dom. Die Mainzer Bürgerstiftung stiftete das 30.000 Euro teure Modell zum 1000-jährigen Jubiläum.